# Janne Ahonen
Janne Petteri Ahonen (ur. 11 maja 1977 w Lahti) – fiński skoczek narciarski, reprezentant klubu Lahden Hiihtoseura. Dwukrotny drużynowy srebrny medalista olimpijski. Dziesięciokrotny medalista mistrzostw świata, w tym dwukrotny indywidualny mistrz świata. Siedmiokrotny medalista mistrzostw świata w lotach, w tym dwukrotny indywidualny wicemistrz świata. Dwukrotny indywidualny i drużynowy mistrz świata juniorów. Zdobywca Pucharu Świata w sezonach 2003/2004 i 2004/2005 oraz zwycięzca 36 konkursów tego cyklu. W karierze stawał 108 razy na podium w konkursach PŚ. Jedyny skoczek w historii, który wygrał pięć edycji Turnieju Czterech Skoczni (1998/1999, 2002/2003, 2004/2005, 2005/2006, 2007/2008). Triumfator Letniego Grand Prix 2000 oraz multimedalista mistrzostw Finlandii. W 2011 odznaczony Medalem Holmenkollen.
20 marca 2005 w Planicy oddał najdłuższy ówcześnie skok w historii (240 m), jednak nie zdołał go ustać. 9 stycznia 2005 na skoczni Mühlenkopfschanze w Willingen skoczył 152 m. Do 29 stycznia 2021 była to najdłuższa w historii odległość uzyskana na skoczni dużej, kiedy to na tym samym obiekcie o metr dalej skoczył Klemens Murańka.
Skakał na nartach firmy Atomic, butach Jalas i w wiązaniach Win Air.

## Życie prywatne
Janne Ahonen jest synem Maarit i Keijo. Matka zajmowała się sprzętem wędkarskim, a ojciec jest krawcem. Od siódmego roku życia Ahonen skacze w klubie Lahden Hiihtoseura.
27 listopada 2001 urodził się jego syn Mico Petteri Ahonen. 24 lipca 2004 ożenił się z matką swojego syna Tiią Jakobsson, z którą był zaręczony przez siedem lat. Ślub odbył się w XV-wiecznym kościele Panny Marii w Lahti. Przyjęcie weselne, na które przybyło około 150 osób, odbyło się w kompleksie rekreacyjnym Messilä. 9 czerwca 2008 urodził się jego drugi syn Milo.

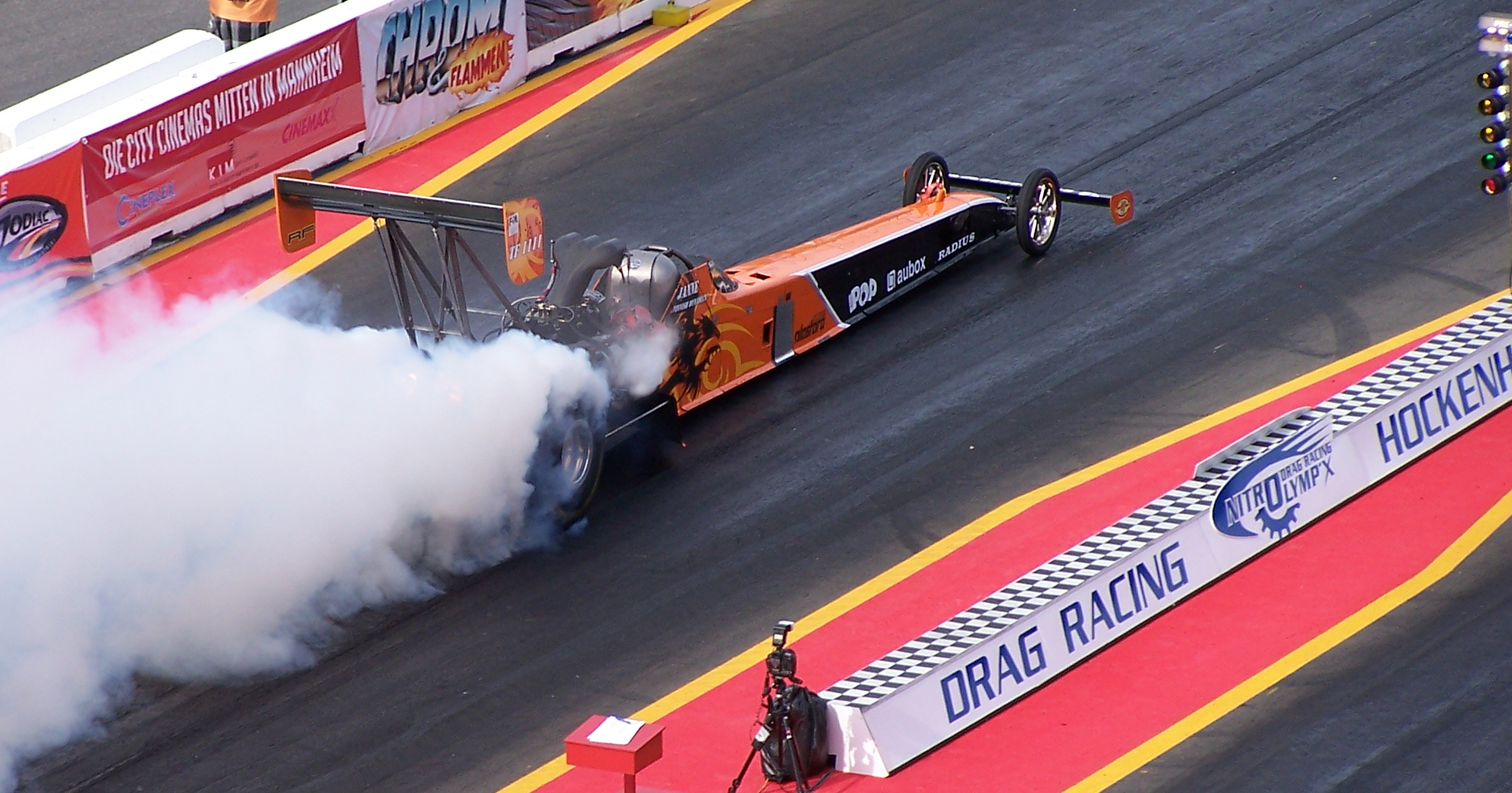
Janne Ahonen w trakcie wyścigów Dragster na torze Hockenheim, sierpień 2010

Skokami narciarskimi interesował się już w dzieciństwie. Jego idolami byli Matti Nykänen i Jari Puikkonen. Ahonena uważa się za osobę o kamiennej twarzy, bardzo rzadko okazującą emocje, stąd pseudonim Maska. Ponadto w pierwszych latach kariery skakał z maską na twarzy. Słynie z zamiłowania do szybkiej jazdy, w 1995 roku został ukarany mandatem, za jazdę z prędkością przekraczającą prędkość dozwoloną o 115 km/h. Dzień po tym incydencie wygrał zawody w Lahti. Bierze udział w wyścigach samochodowych Drag Racing. We wrześniu 2004 został zwycięzcą klasyfikacji generalnej w mistrzostwach Finlandii i Skandynawii tych wyścigów. Największa prędkość, jaką osiągnął w tych zawodach to 307 km/h. Jest uzdolniony plastycznie, zaprojektował markę Turnieju Nordyckiego, sam stworzył również projekt swojego domu. Interesuje się malarstwem. Oprócz tego zajmuje się malowaniem kasków i masek dla skoczków. Edukację zakończył egzaminem maturalnym na etapie szkoły średniej. Oprócz ojczystego języka zna dwa języki obce, angielski i szwedzki.
Jego młodszy o cztery lata brat Pasi Ahonen również jest skoczkiem narciarskim, lecz nie odniósł on znaczących sukcesów na arenie międzynarodowej. Nigdy nie zdobył punktów Pucharu Świata, a jego najlepszy występ w zawodach Pucharu Kontynentalnego to 5. miejsce.
Dziennikarz Pekka Holopainen napisał biografię Janne Ahonena zatytułowaną „Królewski Orzeł”, którą skoczek oficjalnie zaprezentował w sierpniu 2009 roku.

## Przebieg kariery
Pierwszym medalem, jaki Ahonen przywiózł z zawodów międzynarodowych, było złoto Młodzieżowych Mistrzostw Skandynawii zdobyte na przełomie 1991 i 1992.

### 1992/1993
W Pucharze Świata zadebiutował 13 grudnia 1992 w Ruhpolding, zajmując 56. miejsce (54,3 pkt). Następnie wystąpił we wszystkich konkursach Turnieju Czterech Skoczni, zajmując odpowiednio 47., 55., 23. i 45. miejsce. Ostatecznie zajął 39. miejsce w klasyfikacji generalnej. Po Turnieju Czterech Skoczni odbyły się zawody PŚ w Predazzo, gdzie był 41.
19 lutego 1993 odbył się konkurs drużynowy, w którym reprezentacja Finlandii (w składzie z Ahonenem) zajęła szóste miejsce. 21 lutego 1993 po raz pierwszy wystartował w indywidualnym konkursie mistrzostw świata, na skoczni K-120 w Falun, zdobywając tam 131.1 pkt i zajmując 31. miejsce.
Podczas mistrzostw świata juniorów w Harrachovie zdobył dwa złote medale – indywidualnie i drużynowo. W konkursie indywidualnym wyprzedził Andreasa Widhölzla oraz Alexandra Herra. Drużynowo Finowie wyprzedzili Czechy i Austrię.
Do rywalizacji w Pucharze Świata powrócił 7 marca 1993 w konkursie w Lahti, gdzie po raz pierwszy w karierze zdobył punkty do klasyfikacji generalnej za zajęcie jedenastego miejsca (w konkursie zdobył 170.6 pkt). Trzy tygodnie później wystąpił w drużynowym i indywidualnym konkursie w Planicy, gdzie był na 8. oraz 30. miejscu. 5 punktów Pucharu Świata, które zdobył w Lahti dało mu 50. miejsce w klasyfikacji generalnej sezonu.

### 1993/1994

#### Puchar Świata – 10. miejsce
11 grudnia 1993 w inaugurującym sezon konkursie w Planicy Ahonen zajął 47. miejsce. Trzy dni później w Predazzo ponownie nie zdobył punktów (był 35.). Udało mu się to 17 grudnia w Courchevel, gdzie zdobył 24 punkty za zajęcie jedenastego miejsca. 19 grudnia 1993 w Engelbergu Ahonen wygrał swój pierwszy w karierze konkurs zaliczany do klasyfikacji generalnej Pucharu Świata. Dzięki temu osiągnięciu stał się jednym z najmłodszych w historii zwycięzców zawodów PŚ. Miał wtedy 16 lat 7 miesięcy i 8 dni.

#### Turniej Czterech Skoczni – 16. miejsce
- W konkursach zaliczanych do 42. Turnieju Czterech Skoczni był w Oberstdorfie na 8. miejscu, w Garmisch-Partenkirchen 27., w Innsbrucku zajął 36. lokatę, natomiast w Bischofshofen udało mu się uplasować na 10. miejscu. W klasyfikacji końcowej TCS został sklasyfikowany na 16. miejscu[21].

9 stycznia 1994 odbyły się zawody PŚ w Murau, gdzie zajął 20. miejsce. Kolejne dwa konkursy odbyły się w czeskim Libercu, gdzie Ahonen dwukrotnie uplasował się na piątym miejscu.

#### Mistrzostwa świata juniorów – 1. miejsce
- W Breitenwang obronił oba mistrzowskie tytuły zdobyte przed rokiem – z drużyną (wyprzedzając reprezentację Czech oraz Austrii) oraz indywidualnie (pokonując Widhölzla i Krompolca)[18].

#### Igrzyska olimpijskie – 25. i 37. miejsce
- Podczas igrzysk w Lillehammer w 1994 uplasował się na 25. miejscu na skoczni dużej oraz 37. na normalnej. W konkursie drużynowym Ahonen był na piątej pozycji. Finlandia przegrała z Niemcami, Japończykami, Austriakami oraz z Norwegami[22].

Po igrzyskach brał udział w zawodach w Skandynawii. 5 marca 1994 w konkursie na normalnej skoczni Salpausselkä w Lahti był dwudziesty, natomiast cztery dni później w Örnsköldsvik był siódmy.

#### Mistrzostwa świata w lotach – 12. miejsce
- 20 marca 1994 odbyły się mistrzostwa świata w lotach w Planicy. Był to jego pierwszy w karierze start na mamuciej skoczni[23]. Ahonen był dwunasty, jednak stracił aż 122,5 pkt do zwycięzcy zawodów Jaroslava Sakali. Za występ ten Fin otrzymał 22 punkty do klasyfikacji generalnej Pucharu Świata (obecnie za imprezy rangi mistrzowskiej zawodnicy nie otrzymują punktów PŚ)[24].

Po mistrzostwach skoczkowie rywalizowali w konkursach w Thunder Bay. 26 marca Ahonen był 32., natomiast dzień później zajął ósme miejsce. 388 punktów zdobytych przez cały sezon dało mu 10. miejsce w klasyfikacji generalnej Pucharu Świata.

### 1994/1995

#### Letnie Grand Prix – 12. miejsce
- Latem 1994 wystąpił we wszystkich konkursach pierwszego w historii Letniego Grand Prix. W Hinterzarten wywalczył 10. lokatę, w Predazzo był siódmy, natomiast w Stams uplasował się na 31. miejscu. Zdobył 599,3 pkt, co dało mu 12. miejsce. Do zwycięzcy Takanobu Okabe stracił 147,2 pkt[25].

#### Puchar Świata – 3. miejsce
Inauguracja sezonu 1994/95 odbyła się w Planicy. 10 grudnia 1994 w pierwszym konkursie Ahonen stanął na najniższym stopniu podium, natomiast dzień później był czwarty.

#### Turniej Czterech Skoczni – 3. miejsce
- Turniej rozpoczął od czwartego miejsca w Oberstdorfie. 1 stycznia 1995 był najlepszy w zawodach na skoczni Große Olympiaschanze. W austriackiej części turnieju zajmował odpowiednio 7. i 15. miejsce. W klasyfikacji generalnej 43. Turnieju Czterech Skoczni zajął trzecie miejsce, przegrywając tylko z Goldbergerem i Funakim[26].

8 stycznia 1995 konkurs na Mühlenkopfschanze ukończył na czwartej pozycji. W konkursach w Engelbergu dwukrotnie stanął na podium – był drugi i trzeci. Tydzień później w Sapporo znów był drugi i trzeci. 28 i 29 stycznia w Lahti był jedenasty na skoczni normalnej i osiemnasty na dużej. Na skoczni Puijo w Kuopio zajął piątą lokatę. 4 i 5 lutego 1995 w Falun był 30. oraz 7. Konkurs w Lillehammer ukończył na 23. pozycji. Ahonen nie wziął udziału w zmaganiach na skoczni w Oslo. 18 i 19 lutego wystąpił w Vikersund, gdzie zajął 14. i 4. miejsce. 25 lutego na skoczni im. Heiniego Klopfera w Oberstdorfie ponownie uczestniczył w konkursie lotów, był ósmy. Był to ostatni konkurs PŚ w tym sezonie. W klasyfikacji końcowej zajął miejsce na najniższym stopniu podium przegrywając tylko z Andreasem Goldbergerem i Roberto Ceconem.

#### Mistrzostwa świata – 9. miejsce
- W obu konkursach indywidualnych o tytuł mistrzowski w Thunder Bay zajął dziewiąte miejsce. 12 marca 1995 na normalnej skoczni stracił do zwycięzcy Takanobu Okabe 46,5 pkt, a 18 marca na dużej złoty medalista Tommy Ingebrigtsen pokonał go o 64,4 pkt. Natomiast drużynowo zdobył złoty medal, wyprzedzając m.in. Niemców i Japończyków[17].

### 1995/1996

#### Letnie Grand Prix – 5. miejsce

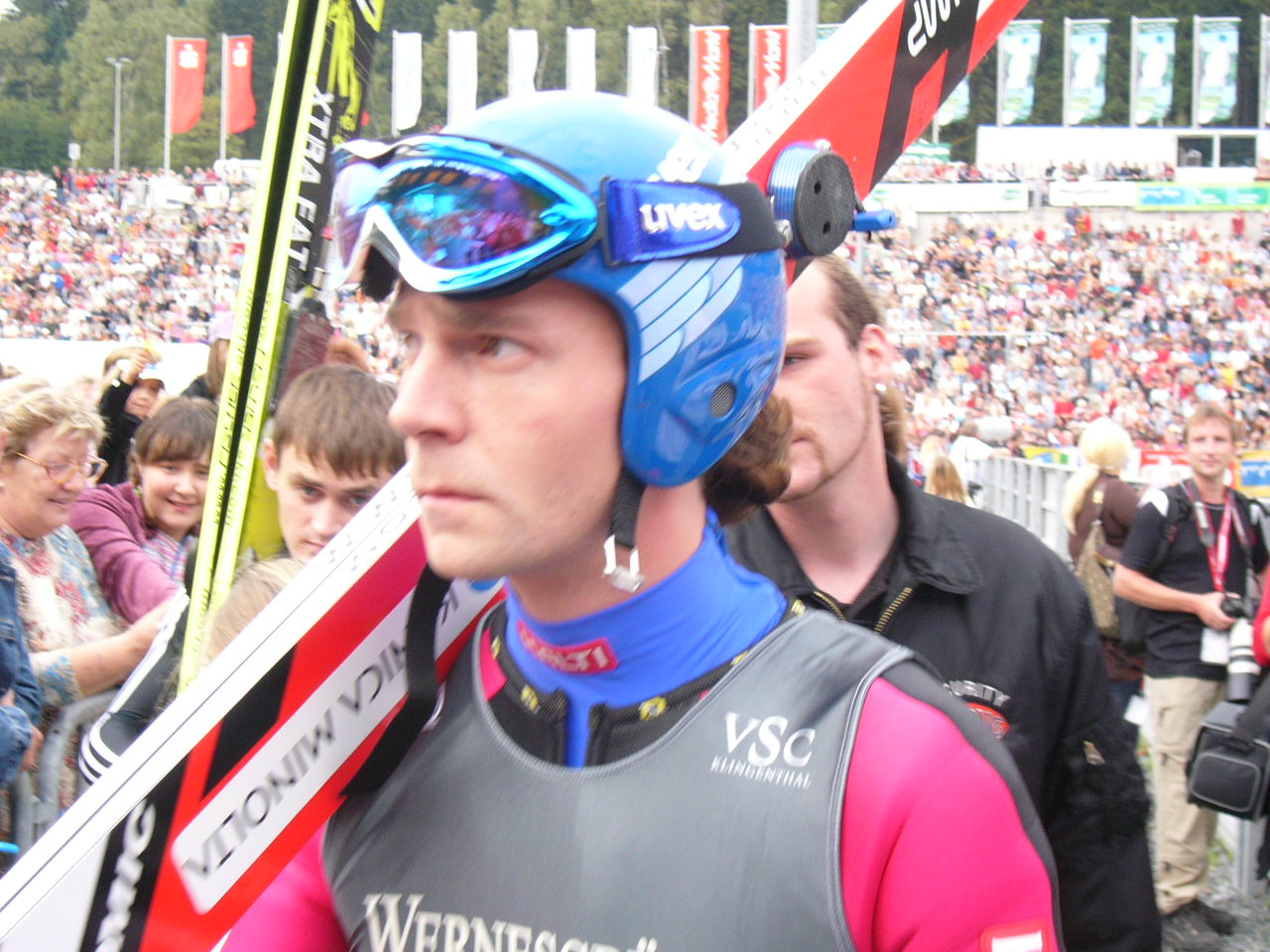
Janne Ahonen podczas konkursu LGP w Klingenthal w 2007 roku

- W 1995 konkursy na igelicie odbyły się w Kuopio, Trondheim, Hinterzarten i Stams. Ahonen plasował się na pozycjach: 13., 21., 4. i 21. Zdobył 888,3 pkt[27].

#### Puchar Świata – 3. miejsce
Konkursy otwarcia sezonu odbyły się w Lillehammer i tam Ahonen zajął odpowiednio czwarte oraz pierwsze miejsce (była to jego trzecia wygrana w PŚ w karierze). Na normalnej skoczni w Villach ponownie był czwarty. Na dużej skoczni w Planicy zajął miejsce trzecie. Piąty był w Predazzo. W Chamonix zajął miejsce tuż za pierwszą trzydziestką, a w Oberhofie był 38.

#### Turniej Czterech Skoczni – 6. miejsce
- W klasyfikacji generalnej turnieju był ostatecznie szósty po tym, jak zajął 6. miejsce w Oberstdorfie, 5. w Garmisch-Partenkirchen, 14. w Innsbrucku oraz 7. w Bischofshofen[28].

Tydzień po zakończeniu TCS odbyły się konkursy w Engelbergu, w których Ahonen zajął 37. oraz 20. miejsce. Później uczestniczył w konkursach w Sapporo, gdzie był piętnasty i szesnasty. 27 i 28 stycznia 1996 zawody pucharowe gościły na Wielkiej Krokwi, gdzie zajmował miejsca 17. i 19.

#### Mistrzostwa świata w lotach – 2. miejsce
- Mistrzostwa świata w lotach w 1996 odbyły się na skoczni Kulm w Tauplitz. Ahonen prowadził po pierwszym dniu rywalizacji, jednak ostatecznie przegrał z Andreasem Goldbergerem. Wówczas mistrzostwa świata w lotach były podzielone na dwa konkursy indywidualne zaliczane do Pucharu Świata. Pierwszego dnia Ahonen był najlepszy, natomiast drugiego był trzeci. Za występy te Fin otrzymał 160 punktów do klasyfikacji PŚ[24].

Tydzień później odbyły się dwa konkursy w Iron Mountain. Ahonen był tam czwarty i dziewiąty. Zawody w Kuopio ukończył na piątym miejscu, natomiast w Lahti na 7. i 14. W zawodach na skoczni Čerťák zajął 10. miejsce. W Falun był osiemnasty, natomiast w Oslo był drugi (przegrał tylko z Adamem Małyszem). Podobnie jak przed rokiem ukończył sezon na trzecim miejscu z dorobkiem 1054 punktów.

### 1996/1997

#### Letnie Grand Prix – 5. miejsce
- 18 sierpnia 1996 w Trondheim był dziesiąty. Szóste miejsce zajął trzy dni później w Oberhofie. Piąty był w Hinterzarten, a piętnasty w Predazzo. 1 września w Stams zajął 9. pozycję. Pozwoliło mu to zająć piątą lokatę w klasyfikacji końcowej LGP[29].

#### Puchar Świata – 8. miejsce
W pierwszych konkursach nowego sezonu Ahonen nie zdobył punktów Pucharu Świata, zajął bowiem 48. oraz 34. miejsce w zawodach otwarcia w Lillehammer. W Ruce był 23. i 5., w Harrachovie 9. i 12.

#### Turniej Czterech Skoczni – 18. miejsce
- Spośród czterech konkursów turnieju, Ahonen dwukrotnie nie awansował do pierwszej trzydziestki (w Oberstdorfie i Innsbrucku). W Garmisch-Partenkirchen był czternasty, a w Bischofshofen był piąty i stracił do podium 11,6 pkt. Cały turniej ukończył na 18. miejscu[30].

11 i 12 stycznia 1997 wystartował w konkursach na Gross-Titlis-Schanze w Engelbergu, gdzie uplasował się na ósmym i drugim miejscu. W japońskich konkursach w Sapporo i Hakubie zajmował piąte i dwukrotnie szóste lokaty. Konkursy w Willingen ukończył na 7. i 10. miejscu. Na Kulm był piąty i czwarty.

#### Mistrzostwa świata – 1. i 8. miejsce
- 22 lutego 1997 na skoczni Granåsen w Trondheim Ahonen zdobył swój pierwszy indywidualny tytuł mistrza świata seniorów. Pokonał o 5 punktów drugiego Haradę oraz o 6,5 trzeciego Goldbergera. 27 lutego odbył się konkurs drużynowy, w którym bezkonkurencyjna była reprezentacja Finlandii w składzie z Janne Ahonenem. W drugim konkursie indywidualnym na obiekcie Granåsen (na którym 2 dni wcześniej miała miejsce rywalizacja drużynowa) zajął ósme miejsce, przegrywając ze zwycięzcą konkursu o ponad 20 punktów[17].

#### Turniej Nordycki – 4. miejsce
- Do końca sezonu nie udało mu się stanąć na podium Pucharu Świata. W Lahti był siódmy, w Kuopio szósty, w Falun piętnasty, a w Oslo szósty. Dało mu to czwarte miejsce w klasyfikacji Turnieju Nordyckiego, który wtedy rozegrano po raz pierwszy[31].

Loty na największej skoczni świata w Planicy przyniosły mu ósme oraz dwudzieste drugie miejsce. W ciągu całego sezonu 1996/1997 zgromadził 734 pkt, co dało mu ósme miejsce w klasyfikacji końcowej.

### 1997/1998

#### Puchar Świata – 9. miejsce
W pierwszych konkursach sezonu, które odbyły się w Lillehammer, zajął 24. i 34. miejsce. W Predazzo i Villach zajmował miejsca w drugiej dziesiątce. W pierwszym z konkursów w Engelbergu był trzeci, natomiast w drugim był siódmy.

#### Turniej Czterech Skoczni – 3. miejsce
- W niemieckich konkursach Janne Ahonen zajmował 12. i 4. miejsce. W austriackich zawodach dwukrotnie stanął na najniższym stopniu podium. Lokaty zajęte w tych konkursach dały mu po raz drugi w karierze miejsce na podium Turnieju Czterech Skoczni – ponownie trzecie[32].

Siódmą lokatę wywalczył w konkursie w Ramsau. 17 i 18 stycznia 1998 konkursy Pucharu Świata odbyły się w Zakopanem. Fin wywalczył tam drugie oraz szóste miejsce.

#### Mistrzostwa świata w lotach – 8. miejsce
- Ahonen zajął ósme miejsce w walce o tytuł mistrzowski na skoczni mamuciej w Oberstdorfie. Przegrał tam z siedmioma zawodnikami (z Funakim, Hannawaldem, Thomą, Stensrudem, Ottesenem, Peterką i Brendenem). Podobnie jak przed dwoma laty mistrzostwa świata w lotach były podzielone na dwa konkursy indywidualne zaliczane do Pucharu Świata. Pierwszego dnia Ahonen był ósmy, drugiego dziesiąty. Za występy te zdobył 58 punktów do klasyfikacji PŚ 1997/98[24].

5 lutego 1998 odbyły się indywidualne zawody Pucharu Świata na skoczni w Sapporo, Ahonen zajął tam trzecie miejsce.

#### Igrzyska olimpijskie – 4. i 37. miejsce
- 8 lutego odbył się konkurs drużynowy w ramach igrzysk olimpijskich w Nagano na skoczni dużej w Hakubie. Finlandia zajęła piąte miejsce w składzie: Nikkola, Laitinen, Ahonen i Soininen. Indywidualna rywalizacja o medale olimpijskie rozpoczęła się 11 lutego na skoczni K-90. Ahonen zajął czwarte miejsce, przegrywając brązowy medal o zaledwie punkt. Do złotego medalisty, swojego rodaka Jani Soininena stracił tylko 3 punkty. Drugi konkurs był dla Ahonena nieudany – 37. miejsce po skoku na odległość 106 m[22].

Pierwsze zawody po igrzyskach odbyły się w norweskim Vikersund na skoczni mamuciej. Ahonen uplasował się tam odpowiednio na 18. i 11. miejscu. Zawody w Kuopio zakończyły się dla niego dwunastym miejscem, natomiast 7 marca 1998 w Lahti odniósł swoje piąte zwycięstwo w zawodach o Puchar Świata.

#### Turniej Nordycki – 9. miejsce
- Konkursy zaliczane do Turnieju Nordyckiego odbyły się w Lahti, Falun, Trondheim oraz Oslo. Fin zajmował w nich odpowiednio 11., 18., 22. oraz 13. miejsca[33]. W klasyfikacji generalnej turnieju zajął dziewiąte miejsce.

W konkursach na mamuciej skoczni w Planicy Janne Ahonen nie wystąpił. W klasyfikacji generalnej zajął miejsce dziewiąte, zdobywając 836 punktów (o 417 mniej niż zdobywca kryształowej kuli Primož Peterka).

### 1998/1999

#### Letnie Grand Prix – 4. miejsce
- Pierwszy konkurs LGP 1998 w Stams ukończył na miejscu czwartym. W kolejnych trzech konkursach zajmował drugie miejsca (w Predazzo, Courchevel, Hinterzarten). W konkursach, które odbyły się w Japonii nie wziął udziału. 290 punktów, które zdobył dały mu czwarte miejsce w klasyfikacji generalnej LGP[34].

#### Puchar Świata – 2. miejsce
Sezon rozpoczął od trzech drugich miejsc (w Lillehammer i pierwszym konkursie w Chamonix). Kolejny konkurs zakończył się jego triumfem. Konkursy w Predazzo i Oberhofie ukończył tuż poza pierwszą szóstką. Wygrał dwa konkursy w Harrachovie i został liderem klasyfikacji generalnej Pucharu Świata.

#### Turniej Czterech Skoczni – 1. miejsce
- 29 grudnia 1998 na Schattenbergschanze wywalczył piątą lokatę. W kolejnych trzech konkursach zajmował drugie miejsca. Mimo że nie wygrał żadnych zawodów, uzyskał najwyższą łączną notę ze wszystkich startujących i po raz pierwszy w karierze wygrał Turniej Czterech Skoczni[35].

Po TCS Ahonen powiększył przewagę w klasyfikacji generalnej Pucharu Świata nad drugim Martinem Schmittem.
W Engelbergu był pierwszy i czwarty, w Zakopanem był drugi i pierwszy. W Sapporo był ósmy i siódmy, w Willingen szósty i czternasty. W Harrachovie na dużej skoczni odniósł zwycięstwo (ostatnie w sezonie).

#### Mistrzostwa świata – 4. miejsce
- Janne Ahonen podczas mistrzostw świata w 1999 zajął trzykrotnie czwarte miejsce. 20 lutego 1999 na skoczni im. Paula Ausserleitnera w Bischofshofen razem z drużyną, następnego dnia na tej samej skoczni indywidualnie (był za Schmittem, Hannawaldem i Miyahirą) oraz 26 lutego na skoczni w Ramsau o punkcie konstrukcyjnym K-90 w konkursie indywidualnym (był za japończykami Funakim, Miyahirą i Haradą)[17][36].

#### Turniej Nordycki – 5. miejsce
- Na skoczni Puijo był 18. W Lahti był czwarty, a w Trondheim 31. W Falun był ósmy, w Oslo piąty. Do Turnieju zaliczały się trzy konkursy (Lahti, Falun, Oslo). Suma łączna not za te trzy konkursy dała mu piąte miejsce. Fin pojechał do Planicy z żółtą koszulką lidera PŚ, którą utrzymywał prawie od początku sezonu, jednak jego przewaga na Schmittem była niewielka[37].

W Planicy odbyły się trzy konkursy. Już po pierwszym, w którym Ahonen uplasował się na piątym miejscu, został wyprzedzony w klasyfikacji generalnej przez Martina Schmitta. W kolejnych zawodach był ósmy i dziewiąty, co nie pozwoliło mu odzyskać prowadzenia w PŚ. W klasyfikacji generalnej zajął drugie miejsce z dorobkiem 1695 pkt.

### 1999/2000

#### Letnie Grand Prix – 4. miejsce
- 7 sierpnia 1999 na skoczni K-95 w Hinterzarten Ahonen stanął na drugim stopniu podium. W Courchevel był czwarty. Piąty był podczas zawodów w Stams. Na Okurayamie w Sapporo był drugi, natomiast w Hakubie – siódmy. W klasyfikacji łącznej zajął trzecie miejsce z dorobkiem 291 pkt. Przegrał ze Svenem Hannawaldem i Andreasem Goldbergerem[38].

#### Puchar Świata – 3. miejsce
W pierwszych zawodach w Kuopio zajął 37. i 66. miejsce. Tydzień później w Predazzo był 10., ale w kolejnym konkursie był znowu poza trzydziestką (33.). Później zwyciężył w Villach i zajął dwa drugie miejsca w Zakopanem.

#### Turniej Czterech Skoczni – 2. miejsce
- Fin zajmował miejsca odpowiednio: 6., 3., 3., 2., które dały mu drugie miejsce w klasyfikacji ogólnej. Przegrał tylko z Andreasem Widhölzlem[39].

Tradycyjnie od czterech lat stanął na podium w Engelbergu (był drugi i trzeci). W konkursach w Sapporo zajmował miejsca: szóste i drugie, natomiast w Hakubie czwarte. W Willingen znowu był wśród trzech najlepszych – był drugi i trzeci.

#### Mistrzostwa świata w lotach – 3. miejsce
- W lutym 2000 odbyły się mistrzostwa świata w lotach na skoczni Vikersundbakken w Vikersund. Ahonen zdobył tam brązowy medal, przegrywając ze zwycięzcą Svenem Hannawaldem o 52,7 pkt[24].

W konkursach w Iron Mountain (26 i 27 lutego 2000) uplasował się na 19. i 9. miejscu. We wszystkich kolejnych zawodach do zakończenia sezonu stawał na podium.

#### Turniej Nordycki – 2. miejsce
- W Lahti był pierwszy i drugi, w Trondheim i Oslo trzeci. Dobre występy pozwoliły mu po raz pierwszy w karierze stanąć na podium klasyfikacji końcowej Turnieju Skandynawskiego[40].

19 marca 2000 odbył się konkurs na największej skoczni świata. Ahonen zajął tam drugie miejsce. W klasyfikacji generalnej zajął miejsce trzecie, przegrał tylko z Martinem Schmittem i Andreasem Widhölzlem. Zdobył 1437 punktów.

### 2000/2001

#### Letnie Grand Prix – 1. miejsce
- Podczas LGP 2000 Ahonen wygrał pięć z ośmiu konkursów, w dwóch był drugi, w jednym był piąty. Łącznie zdobył 705 punktów i zwyciężył w klasyfikacji generalnej[41].

#### Puchar Świata – 5. miejsce
W pierwszych trzech konkursach sezonu, które odbyły się w Kuopio, Ahonen zajął 17., 4., i 2. miejsce.

#### Turniej Czterech Skoczni – 2. miejsce
- Na skoczni w Oberstdorfie zajął dziewiąte miejsce, w Ga-Pa był czwarty. W Innsbrucku i Bischofshofen był drugi, przegrał tylko z Adamem Małyszem. W klasyfikacji końcowej turnieju stracił do Polaka 104,4 pkt. Jest to największa w historii różnica między pierwszym a drugim zawodnikiem Turnieju Czterech Skoczni[42].

Loty w Harrachovie ukończył na piątym oraz na drugim miejscu. W zawodach próby przedolimpijskiej w Park City zajął piątą lokatę. W konkursach w Japonii zajmował miejsca pod koniec pierwszej dziesiątki. W Willingen nie wystartował.

#### Mistrzostwa świata – 3. i 6. miejsce
- Na skoczni K-116 Ahonen wywalczył brązowy medal, przegrał tylko z Martinem Schmittem i Adamem Małyszem. Na skoczni K-90 zajął szóste miejsce. W obu konkursach drużynowych Finlandia wywalczyła srebro[17].

Po mistrzostwach świata odbyły się loty na mamuciej skoczni w Oberstdorfie. Ahonen zajął tam 10. oraz 46. miejsce.

#### Turniej Nordycki – 36. miejsce
- Następnie wystąpił tylko w jednym z trzech konkursów turnieju (w Falun). Zajął tam 19. miejsce. Do końca sezonu już nie wystartował[43].

W generalnej klasyfikacji Pucharu Świata był piąty z dorobkiem 686 pkt.

### 2001/2002

#### Letnie Grand Prix – 16. miejsce
- 11 i 12 sierpnia 2001 na Adlerschanze w Hinterzarten zajął odpowiednio 24. i 6. miejsce. W Courchevel był trzeci, a w Stams 19. W Hakubie i Sapporo nie wystąpił. Zdobył 119 pkt. do klasyfikacji generalnej[41].

#### Puchar Świata – 15. miejsce
W Kuopio, w pierwszym konkursie sezonu 2001/2002 zajął 33. lokatę. W drugim konkursie w Kuopio oraz w zawodach w Titisee-Neustadt nie wystartował. Wystąpił dopiero w Villach, gdzie był dziewiętnasty. Konkursy w Engelbergu ukończył na 18. oraz na 11. miejscu. Nie wystartował w konkursach we Predazzo.

#### Turniej Czterech Skoczni – 26. miejsce
- W pierwszym konkursie 50. Turnieju Czterech Skoczni w Oberstdorfie Ahonen zajął 12. miejsce, w Garmisch-Partenkirchen był szesnasty. Do konkursu w Innsbrucku nie zdołał się zakwalifikować[44]. W Bischofshofen został sklasyfikowany na 16. miejscu[45].

W Willingen zajął ósme miejsce. Podczas pierwszych konkursów na nowo przebudowanej Wielkiej Krokwi w Zakopanem uplasował się na 34. oraz na 14. miejscu. W japońskich konkursach nie wystąpił.

#### Igrzyska olimpijskie – 4. i 9. miejsce
- 10 lutego 2002 w pierwszym indywidualnym konkursie igrzysk olimpijskich w Salt Lake City na skoczni K-90 Janne Ahonen znalazł się tuż za podium. Do zwycięzcy Simona Ammanna stracił 7,5 pkt, natomiast do medalu zabrakło mu 1,5 pkt. 13 lutego odbył się drugi indywidualny konkurs, tym razem na skoczni K-120. Ahonen był dziewiąty, a do zwycięzcy stracił prawie 40 pkt. 18 lutego odbył się konkurs drużynowy, w którym Finlandia zdobyła srebrny medal, przegrywając najmniejszą możliwą różnicą – 0,1 pkt z Niemcami[22].

#### Turniej Nordycki – 5. miejsce
- 1 marca 2002 w Lahti Ahonen zajął miejsce czwarte. 13 marca w Falun stanął po raz pierwszy w sezonie na podium (wspólnie ze Svenem Hannawaldem). Zawody w Trondheim ukończył na 5. pozycji, natomiast w Oslo na czwartej. W klasyfikacji końcowej Turnieju był piąty[46].

#### Mistrzostwa świata w lotach – 24. miejsce
- 9 marca 2002 odbyły się zawody o mistrzostwo świata w lotach. Ahonen zajął 24. miejsce, a do zwycięzcy Svena Hannawalda stracił 126,0 pkt[24].

Konkurs drużynowy, który odbył się w Planicy wygrali Finowie. Konkurs indywidualny zaplanowany na 24 marca 2002 został odwołany.
Ahonen zajął piętnaste miejsce w klasyfikacji generalnej PŚ. Zdobył 356 pkt.

### 2002/2003

#### Letnie Grand Prix – 3. miejsce
- Rozpoczęcie współpracy z trenerem Tommim Nikunenem zaowocowało dobrymi startami Ahonena latem 2002. Trzy razy stanął na podium, we wszystkich konkursach zajmował miejsca wśród dziesięciu najlepszych. Zdobył 329 punktów i był trzeci, przegrał tylko z Andreasem Widhölzlem i Clintem Jonesem[41].

#### Puchar Świata – 4. miejsce

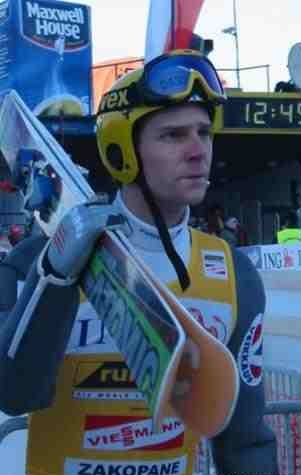
Janne Ahonen podczas PŚ w Zakopanem w 2003

Janne Ahonen rozpoczął sezon od dwóch miejsc na podium w Ruce, zajął kolejno trzecie i drugie miejsce. W Trondheim był dziewiąty i czwarty. Jego występy w Titisee-Neustadt to czwarta i dziesiąta lokata. W Engelbergu 21 grudnia 2002 wygrał pierwsze zawody PŚ po ponad 2,5-rocznej przerwie. Dzień później był ósmy.

#### Turniej Czterech Skoczni – 1. miejsce
- W pierwszym konkursie turnieju był trzeci. Konkurs w Garmisch-Partenkirchen ukończył na piątej pozycji, po upadku na 129 metrze[48]. Na Bergisel odniósł drugie w sezonie (i piętnaste w karierze) zwycięstwo. W Bischofshofen był czwarty, ale nie przeszkodziło mu to w odniesieniu drugiego karierze zwycięstwa w Turnieju Czterech Skoczni. Pokonał drugiego Svena Hannawalda o 23,6 punktu[49].

Konkurs w Libercu był pierwszym w sezonie dla Fina, w którym wystartował lider klasyfikacji generalnej Pucharu Świata. Zawody te skończyły się dla niego szóstym miejscem. 18 stycznia 2003 w Zakopanem po raz pierwszy w sezonie zajął miejsce poza pierwszą dziesiątką – był dwudziesty. Dzień później był szósty. W japońskich konkursach w Hakubie i Sapporo zajmował miejsca: 6., 8. i 11. Na skoczni mamuciej w Tauplitz zajmował lokaty: 17. i 5. W niemieckim Willingen udało mu się zająć dziewiąte miejsce (stracił prowadzenie w Pucharze Świata na rzecz Hannawalda). Dzień później na tej samej skoczni był dwudziesty.

#### Mistrzostwa świata – 35. miejsce
- Podczas mistrzostw świata w Predazzo w konkursie na K-120 zajął 35. miejsce po upadku na odjeździe. W konkursie na skoczni K-95 nie wystartował. W konkursie drużynowym Finlandia z Ahonenen w składzie zdobyła złoty medal[17].

#### Turniej Nordycki – 17. miejsce
- 9 marca 2003 w Oslo wywalczył 19. miejsce. W Lahti był siedemnasty i dziewiętnasty. Dało mu to 17. lokatę w klasyfikacji Turnieju Nordyckiego[50].

22 marca 2003 podczas zawodów w Planicy Ahonen po raz pierwszy w sezonie nie zmieścił się w pierwszej trzydziestce zawodów o Puchar Świata. Był 35. W ostatnich zawodach sezonu był 17. 1016 punktów dało mu czwartą lokatę w klasyfikacji generalnej, do podium zabrakło mu zaledwie 12 punktów.

### 2003/2004

#### Letnie Grand Prix – 18. miejsce
- Fin uczestniczył we wszystkich konkursach cyklu. W Hinterzarten zajął 14. miejsce, w Courchevel był dwunasty, w Predazzo miał czternasty rezultat, a w Innsbrucku był 33. 58 punktów, które zdobył w LGP 2003, dały mu 18. miejsce w klasyfikacji końcowej[41].

#### Puchar Świata – 1. miejsce
Pierwsze zawody sezonu, które odbyły się w Ruce Ahonen ukończył na 23. miejscu. Po pierwszej serii był drugi, jednak w drugiej serii skakał w bardzo niekorzystnych warunkach atmosferycznych i spadł na 23. miejsce. W drugim konkursie zajął miejsce szóste. W kolejnych trzech konkursach stawał na podium. W Trondheim był drugi, w Neustadt był trzeci, a w Engelbergu drugi.

#### Turniej Czterech Skoczni – 5. miejsce
- Zawody na Schattenbergschanze w Oberstdorfie ukończył na 13. miejscu. W Garmisch-Partenkirchen na Große Olympiaschanze był na czwartym miejscu. Na Bergisel w Innsbrucku oraz na skoczni im. Paula Ausserleitnera w Bischofshofen zajął trzecie lokaty. W klasyfikacji końcowej TCS nie udało mu się zająć miejsca na podium – był piąty[51].

10 i 11 stycznia 2004 wygrał dwa konkursy Libercu i objął prowadzenie w klasyfikacji generalnej Pucharu Świata. Konkursy, które odbyły się w Zakopanem, ukończył na 6. i na 12. miejscu. 23 stycznia zajął drugie miejsce w konkursie na olimpijskiej skoczni w Hakubie. Dzień później w Sapporo był ponownie drugi, w kolejnych zawodach był trzeci. 7 lutego odbył się konkurs na największej skoczni w Niemczech im. Heiniego Klopfera, w którym Ahonen był drugi, przegrał tylko z Roarem Ljøkelsøyem. W Willingen zwyciężył po raz trzeci w sezonie.

#### Mistrzostwa świata w lotach – 2. miejsce
- 20 i 21 lutego 2004 Ahonen rywalizował o indywidualny tytuł mistrzowski na Letalnicy w Planicy. Skoki na odległości 190, 225, 216,5 oraz 201,5 metra pozwoliły mu zdobyć srebro. Przegrał o 18 punktów ze zwycięzcą Roarem Ljøkelsøyem. 22 lutego w konkursie drużynowym reprezentacja Finlandii stanęła na drugim stopniu podium, przegrywając tylko z Norwegami[24].

28 lutego odbył się konkurs na skoczni w Park City, na której 2 lata wcześniej odbyły się igrzyska olimpijskie. Ahonen podczas tych zawodów uplasował się na czternastej pozycji. Po tym konkursie miał w klasyfikacji generalnej 198 punktów przewagi nad drugim zawodnikiem.

#### Turniej Nordycki – 4. miejsce
- Turniej w 2004 rozgrywany był w Lahti, Kuopio, Lillehammer i Oslo. We wszystkich konkursach Fin zajął lokaty w czołowej dziesiątce. Był kolejno: trzeci, czwarty, siódmy i ósmy. Suma not za skoki w tych konkursach dała mu czwarte miejsce[52]. Pod koniec sezonu dobrą formę prezentował jego rywal w walce o kryształową kulę Roar Ljøkelsøy, przez co przewaga w klasyfikacji PŚ malała. Norweg w czterech konkursach był kolejno dwukrotnie drugi i dwukrotnie pierwszy, co jednak nie pomogło wyprzedzić Ahonena w klasyfikacji PŚ.

Janne Ahonen po raz pierwszy w karierze zdobył kryształową kulę. Zdobył 1316 punktów, zaledwie o 10 więcej niż Roar Ljøkelsøy. Była to najmniejsza różnica pomiędzy pierwszym a drugim zawodnikiem w klasyfikacji Pucharu Świata od sezonu 1993/1994 (od kiedy to obowiązuje taka punktacja za konkurs PŚ).

### 2004/2005

#### Letnie Grand Prix – 31. miejsce
- Uczestniczył tylko w jednym konkursie latem. Było to w Innsbrucku, gdzie zajął szóstą lokatę[41].

#### Puchar Świata – 1. miejsce
Janne Ahonen zdominował pierwszą część sezonu 2004/2005. Wygrał pierwsze cztery konkursy z rzędu (dwa w Ruce i dwa w Trondheim). Pierwszym, któremu udało się pokonać Ahonena był Adam Małysz, a miało to miejsce 11 grudnia 2004 w Harrachovie, Fin zajął wtedy drugie miejsce. Jednak w kolejnych sześciu konkursach Ahonen ponownie wygrywał.

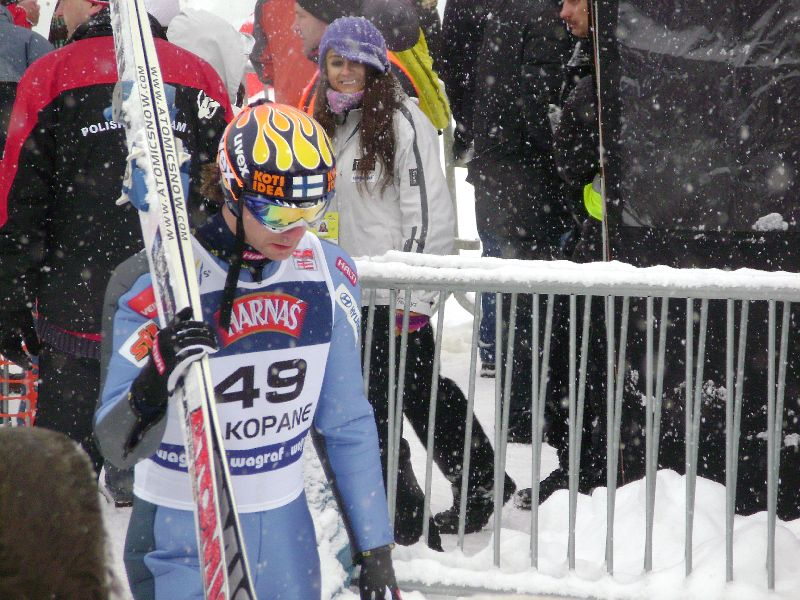
Janne Ahonen podczas konkursu PŚ w Zakopanem w 2008 roku

#### Turniej Czterech Skoczni – 1. miejsce
- 29 grudnia 2004 wygrał pierwszy konkurs 53. Turnieju Czterech Skoczni z przewagą prawie dziesięciu punktów nad drugim zawodnikiem. W noworocznym konkursie w Garmisch-Partenkirchen Ahonen znowu zwyciężył – skoki na odległość 124 i 128 metrów były łącznie o 10 metrów dłuższe od skoków drugiego skoczka tych zawodów Thomasa Morgensterna, jednak z powodu niskich not za styl wygrał z przewagą tylko 6 punktów. W Innsbrucku ponownie wygrał, tym razem z przewagą 7 pkt. nad drugim w konkursie Adamem Małyszem. Finowi nie udało się powtórzyć wyczynu Hannawalda sprzed trzech lat, który jako jedyny wygrał wszystkie cztery konkursy turnieju. Przeszkodził mu w tym Martin Höllwarth, który był najlepszy w Bischofshofen (Ahonen w tym konkursie przegrał tylko z Austriakiem). Nie przeszkodziło mu to w trzecim w karierze zwycięstwie w całym turnieju, z przewagą prawie 50 pkt. nad Höllwarthem[53].

Wygrana, którą odniósł w Innsbrucku była szóstą z rzędu. W ten sposób ustanowił rekord w liczbie zwycięstw w konkursach Pucharu Świata z rzędu, który później został wyrównany przez Matti Hautamäkiego, Thomasa Morgensterna, Gregora Schlierenzauera i Ryōyū Kobayashiego.
9 stycznia odbyły się zawody w Willingen, Ahonen ponownie był najlepszy. W drugiej serii konkursu pobił rekord skoczni. W zawodach na skoczni Kulm nie wystartował z powodu choroby. W pełni sił powrócił na konkursy w Titisee-Neustadt. W pierwszym z nich zwyciężył, ustanawiając rekord dwunastu zwycięstw w sezonie, natomiast w drugim po raz pierwszy w całym sezonie nie stanął na podium – był siódmy. 29 i 30 stycznia zajął czwarte i drugie miejsce na Wielkiej Krokwi w Zakopanem. Po zawodach w Zakopanem ponownie zachorował na grypę, przez co nie wystartował w konkursach w Sapporo oraz w próbie przedolimpijskiej w Pragelato.

#### Mistrzostwa świata – 1. i 3. miejsce
- 19 lutego 2005 Ahonen zdobył brązowy medal na skoczni K-90, przegrał tylko z Rokiem Benkovičem i Jakubem Jandą. Dzień później w rywalizacji zespołowej nie zdobył medalu (był czwarty). 25 lutego na skoczni K-120 zdobył po raz drugi w karierze tytuł mistrza świata. Srebrnego medalistę Roara Ljøkelsøya wyprzedził o 6 pkt. Następnego dnia odbył się konkurs o drużynowy tytuł mistrzowski – Finlandia zajęła w nim drugie miejsce[17].

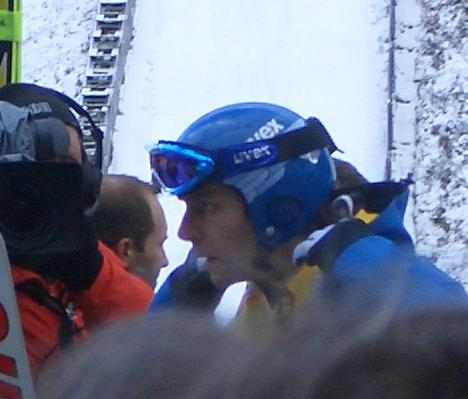
Janne Ahonen zdobywca Pucharu Świata w sezonie 2004/2005 – Zakopane 2005

#### Turniej Nordycki – 5. miejsce
- W konkursach Skandynawskich Fin nie stanął ani raz na podium. W Lahti zajął czwarte miejsce, na skoczni w Kuopio był dwunasty, zawody w Lillehammer ukończył na czwartym miejscu, natomiast na skoczni w Oslo był osiemnasty. Turniej Nordycki ukończył na piątej pozycji z notą 1011,1 pkt., a do zwycięzcy turnieju Matti Hautamäkiego stracił 91,9 pkt[60].

19 marca 2005 w Planicy odbył się przedostatni konkurs sezonu. Ahonen był tam siedemnasty, mimo że po pierwszej serii był dopiero trzydziesty po zakończonym upadkiem skoku na odległość 215 m. 20 marca w pierwszej konkursowej serii ustanowił swój rekord życiowy i rekord swojego kraju w długości skoku (233,5 m.), natomiast w drugiej oddał najdłuższy skok w historii – 240 metrów, który jednak zakończył się upadkiem. Oddał najdłuższe skoki obu serii, ale z powodu upadku zajął 6. miejsce.
Ahonen zdobył w ciągu 28 konkursów sezonu, spośród których startował w 23, 1715 punktów i po raz drugi z rzędu odebrał kryształową kulę za Puchar Świata.

### 2005/2006

#### Letnie Grand Prix – 25. miejsce
- Fin wystąpił tylko w konkursie inaugurującym letnie starty w Hinterzarten. Zajął tam drugie miejsce, dzięki czemu zdobył 80 pkt. do generalnej klasyfikacji. Ostatecznie dało mu to 25. miejsce[41].

#### Puchar Świata – 2. miejsce
26 listopada 2005 odbyły się dwa konkursy w Ruce, gdzie Ahonen zajmował drugie miejsca. Zdobył łącznie 160 pkt. i na następne zawody pojechał jako lider Pucharu Świata ex aequo z Robertem Kranjcem. Konkursy zaplanowane na 3 i 4 grudnia zostały przeniesione z Trondheim do Lillehammer. Zajął w nich piąte i szóste miejsce. Konkursy na dużej skoczni w Harrachovie ukończył dwukrotnie na podium, był trzeci oraz drugi. 18 grudnia konkurs w Engelbergu ukończył na czwartym miejscu.

#### Turniej Czterech Skoczni – 1. miejsce
- Fin po konkursie w Oberstdorfie objął prowadzenie w Turnieju Czterech Skoczni. Pierwszego dnia 2006 na skoczni w Garmisch-Partenkirchen przegrał tylko z Jakubem Jandą. W Innsbrucku był szósty i spadł na drugie miejsce TCS. Jednak wygrana w Bischofshofen sprawiła, że odrobił stratę do Jandy i uzyskał tę samą notę (1081,5 pkt.) po czterech konkursach, co Czech. Po raz pierwszy w historii Turniej Czterech Skoczni miał dwóch zwycięzców[63]. Ahonen wygrywając po raz czwarty Turniej Czterech Skoczni wyrównał osiągnięcie Jensa Weißfloga[64].

#### Mistrzostwa świata w lotach – 8. miejsce
- Nota 715,8 pkt. pozwoliła Finowi na uzyskanie ósmego miejsca w indywidualnych mistrzostwach świata w lotach na skoczni Kulm w Tauplitz. Do zwycięzcy stracił 72,8 pkt. W żadnej z prób nie osiągnął dwustu metrów. W konkursie drużynowym Ahonen zdobył srebrny medal razem z kolegami z drużyny (Tami Kiuru, Janne Happonen, Matti Hautamäki)[24].

Podobnie jak większość zawodników ze światowej czołówki z powodu zbliżających się igrzysk, Ahonen nie wziął udziału w konkursach zaliczanych do klasyfikacji PŚ w Sapporo. 28 i 29 stycznia 2006 w Zakopanem był trzeci i drugi. W Willingen był szósty.

#### Igrzyska olimpijskie – 6. i 9. miejsce
- Dla Janne Ahonena były to czwarte w karierze igrzyska. Nie udało mu się zdobyć medalu na skoczni K-95. Skoczył 103,5 oraz 100 metrów, konkurs ukończył na szóstym miejscu, mimo że na półmetku był drugi. Na skoczni dużej został sklasyfikowany na dziewiątej pozycji, po skokach na odległość 123,5 i 128,5 m. W konkursie drużynowym zdobył srebrny medal. Finlandia przegrała z Austrią o 7,4 pkt[22].

#### Turniej Nordycki – 24. miejsce
- W pierwszym konkursie na skoczni w Lahti zajął 20. miejsce. W drugim konkursie turnieju, w Kuopio nie wystartował[65]. W norweskich konkursach (Lillehammer i Oslo) był 25. i 12. W klasyfikacji generalnej Turnieju Nordyckiego zajął 24. miejsce[66].

18 marca 2006 w Planicy oddał skoki na odległości 209 i 212,5 m. Dały mu one jedenaste miejsce. W ostatnich zawodach sezonu 2005/2006 uplasował się na ostatnim miejscu w pierwszej dziesiątce, po skokach na odległość 204 i 217,5 m.
Nie udało mu się odnieść trzeciego zwycięstwa w klasyfikacji generalnej z rzędu. Wywalczył drugie miejsce z dorobkiem 1024 pkt., przegrał z Jakubem Jandą o 127 pkt.

### 2006/2007

#### Letnie Grand Prix – 31. miejsce
- Ahonen brał udział tylko w dwóch ostatnich konkursach LGP w 2006. Miało to miejsce w Klingenthal, gdzie był jedenasty i w Oberhofie, gdzie był trzeci[41].

#### Puchar Świata – 8. miejsce
Pierwszy konkurs sezonu w Ruce Ahonen ukończył na 55. miejscu. Podobnie jak przed rokiem konkursy z Trondheim zostały przeniesione do Lillehammer i Fin zajął tam 6. i 7. miejsce. W Engelbergu zajął 21. i 14. pozycję.

#### Turniej Czterech Skoczni – 8. miejsce
- 30 grudnia 2006 w konkursie inaugurującym 55. Turniej Czterech Skoczni uplasował się na miejscu siódmym. Składające się z jednej serii zawody w Garmisch-Partenkirchen ukończył na 16. pozycji. Na Bergisel zajął piąte miejsce. W Bischofshofen był jedenasty. W klasyfikacji generalnej TCS zajął 8. miejsce[67].

13 stycznia 2007 konkurs na mamuciej skoczni w Vikersund zakończył tuż za podium – na miejscu czwartym. Tydzień później w jednoseryjnym konkursie w Zakopanem zajął 25. lokatę. 27 i 28 stycznia odbyły się konkursy na Schattenbergschanze w Oberstdorfie. Fin zajął w nich dwukrotnie ósme miejsce. Aby lepiej przygotować się do zbliżających się mistrzostw świata, nie wystartował w konkursach w Neustadt, Klingenthal oraz w Willingen.

#### Mistrzostwa świata – 6. i 14. miejsce
- W Sapporo nie zdołał obronić tytułu z 2005. Zajął szóste miejsce, przegrywając z Simonem Ammannem, Harrim Ollim, Roarem Ljøkelsøyem, Adamem Małyszem i Thomasem Morgensternem. W rywalizacji zespołowej zajął czwarte miejsce, przegrywając z Austriakami, Norwegami oraz Japończykami. 3 marca na Miyanomori odbył się drugi konkurs w ramach mistrzostw, w którym był czternasty, po skokach na odległość 93,5 i 90,5 metra[17].

#### Turniej Nordycki – 4. miejsce
- Konkursy w Kuopio i w Lahti ukończył na ósmych miejscach. W konkursach w Oslo był dwukrotnie dziesiąty. Ostatecznie turniej ukończył na czwartym miejscu. Przegrał z Adamem Małyszem, Andreasem Koflerem i Simonem Ammannem[68].

W dniach 23–25 marca 2007 odbyły się trzy indywidualne konkursy PŚ w Planicy. Ahonen zajął w nich 7., 9. i 17. miejsce. Zdobył 539 punktów do klasyfikacji generalnej Pucharu Świata, co dało mu ósme miejsce. Ani raz nie stanął na podium, co ostatnio zdarzyło mu się 14 lat wcześniej w debiutanckim sezonie 1992/1993.

### 2007/2008

#### Letnie Grand Prix – 26. miejsce
- Fin wystąpił w czterech pierwszych konkursach Letniego Grand Prix. Zajął w nich miejsca: 10., 10., 8. i 36. W klasyfikacji generalnej LGP 2007 zajął 26. miejsce, natomiast w Turnieju Czterech Narodów zajął 13. lokatę[41].

#### Puchar Świata – 3. miejsce
1 grudnia 2007 w Ruce zajął czternaste miejsce. Rywalizację w konkursach w Trondheim ukończył na czwartym oraz siódmym miejscu. Na normalnej skoczni w Villach po raz pierwszy od prawie dwóch lat stanął na podium Pucharu Świata, zajął drugie i trzecie miejsce. W zawodach na Gross-Titlis-Schanze uplasował się na 16. i 15. miejscu.

#### Turniej Czterech Skoczni – 1. miejsce
- 30 grudnia 2007 zajął trzecie miejsce. 1 stycznia 2008 na nowo wybudowanej Große Olympiaschanze był drugi, przegrywając tylko z Gregorem Schlierenzauerem. W konkursie tym po raz setny stanął na podium zawodów o Puchar Świata. Trzeci konkurs turnieju wyjątkowo nie odbył się w Innsbrucku[69], lecz został przeniesiony do Bischofshofen. Oba konkursy na skoczni im. Paula Ausserleitnera zakończyły się zwycięstwem Ahonena i piątym zwycięstwem w całym Turnieju Czterech Skoczni[70].

W zawodach, które 12 stycznia 2008 odbyły się w Predazzo Fin był piąty. Dzień później zajął czwartą pozycję. 20 stycznia na mamucie w Harrachovie odniósł swoją 35. wygraną w Pucharze Świata. W Zakopanem był trzynasty i szesnasty. 8 i 9 lutego na skoczni Ještěd w Libercu zajął odpowiednio 4. i 5. miejsce. W Willingen udało mu się wskoczyć na 9. miejsce.

#### Mistrzostwa świata w lotach – 3. miejsce
- 22 i 23 lutego 2008 zostały rozegrane mistrzostwa świata na skoczni mamuciej w Oberstdorfie. Ahonen skakał równo: 210,5, 206,5, 209,0 i 208,5 metra. Za skoki te uzyskał notę łączną 811,9 pkt. Po raz czwarty w karierze zdobył indywidualnie medal na MŚwL. Przegrał tylko z Gregorem Schlierenzauerem oraz Martinem Kochem. Drużynowo zdobył srebrny srebrny[24].

#### Turniej Nordycki – 4. miejsce
- Pierwszy konkurs odbył się w Kuopio zamiast w Lahti i Ahonen zajął tam dziewiątą lokatę. 4 marca również w Kuopio odniósł czwarte zwycięstwo w sezonie, dzięki skokom 122,5 i 126 m. W zawodach na skoczni Lysgårdsbakken w Lillehammer był czwarty. Na Holmenkollbakken w Oslo był czternasty. Rywalizację w Turnieju Nordyckim podobnie jak przed rokiem ukończył tuż za podium[71].

14 marca 2008 w Planicy po raz sto piąty w karierze stanął na podium PŚ. Zajął drugie miejsce po skokach 212,5 i 221,5 m. Przegrał wyłącznie z Gregorem Schlierenzauerem. Dzień później był piąty. Przez cały sezon zdobył 1291 punktów PŚ i zajął trzecie miejsce w klasyfikacji końcowej (po raz ósmy w karierze na podium). Przegrał o 503 pkt. z Thomasem Morgensternem i o 270 z Gregorem Schlierenzauerem.
26 marca 2008 ogłosił koniec swojej kariery narciarskiej. Oficjalnym powodem był brak motywacji oraz chęć odejścia ze sportu w chwale.

#### Konkurs pożegnalny
9 lipca 2008 w Lahti odbył się pożegnalny konkurs z udziałem Janne Ahonena. Na liście zaproszonych znaleźli się:
Skoczkowie
- Pasi Ahonen
- Andreas Goldberger
- Janne Happonen
- Matti Hautamäki
- Ville Kantee
- Noriaki Kasai
- Tami Kiuru
- Andreas Küttel
- Ville Larinto
- Veli-Matti Lindström
- Roar Ljøkelsøy
- Adam Małysz
- Thomas Morgenstern
- Bjørn Einar Romøren
- Martin Schmitt
- Georg Späth
- Andreas Widhölzl
- Kimmo Yliriesto

Sędziowie
- Mika Kojonkoski
- Hannu Lepistö
- Tommi Nikunen
- Käri Pātāri
- Kari Ylianttila

Ahonen wygrał, na drugim miejscu uplasował się Adam Małysz, a trzeci był Georg Späth.
Po skoku Ahonena skoczkowie utworzyli dla niego szpaler z nart, pod którym przejechał.
8 marca 2009 ogłosił, iż zamierza powrócić do skakania. Zapowiedział, że jego głównym celem jest zdobycie złotego medalu zimowych igrzysk olimpijskich w Vancouver. Do rywalizacji powrócił w listopadzie 2009. Występ na igrzyskach skończył się niepowodzeniem – zarówno Ahonen, jak i reprezentacja Finlandii nie zdobyła żadnego medalu w konkursach skoków.

### 2009/2010

#### Puchar Świata – 11. miejsce
Po ponad półtorarocznej przerwie Ahonen powrócił do skakania w Pucharze Świata 28 listopada 2009 w konkursie w Ruce. Zajął tam 34. miejsce. 5 grudnia 2009 w Lillehammer zajął miejsce dziewiąte. Dzień później nie wystąpił z powodu choroby. 18 grudnia w zawodach w Engelbergu zajął 16. miejsce. Dzień później na tej samej skoczni był trzynasty. W jednoseryjnym konkursie, który odbył się 20 grudnia, zamknął pierwszą dziesiątkę. Ahonen w drugiej serii został zdyskwalifikowany za nieprawidłowy kombinezon, jednak chwilę po jego skoku drugą serię odwołano, a za oficjalne wyniki przyjęto rezultaty serii pierwszej.

#### Turniej Czterech Skoczni – 2. miejsce
- W pierwszym konkursie 58. Turnieju Czterech Skoczni stanął na drugim stopniu podium, przegrywając jedynie z Andreasem Koflerem. 1 stycznia 2010 na skoczni Große Olympiaschanze w Garmisch-Partenkirchen uplasował się na szóstej pozycji. Ze zwycięzcą konkursu Gregorem Schlierenzauerem przegrał o 18,5 pkt. Zawody na Bergisel w Innsbrucku ukończył na trzecim stopniu podium, za Gregorem Schlierenzauerem i Simonem Ammannem. Podobnie jak w Oberstdorfie w ostatnim konkursie turnieju, który odbył się w Bischofshofen Fin był drugi, przegrywając o 0,7 pkt. z Thomasem Morgensternem. Ostatecznie zajął drugie miejsce w klasyfikacji generalnej Turnieju Czterech Skoczni. Wyprzedził go jedynie Andreas Kofler.

9 stycznia 2010 w zawodach na mamuciej skoczni Kulm Finowi udało się zająć 9. lokatę. Dzień później nie udało mu się wejść do pierwszej dziesiątki konkursu, był dwunasty. 16 i 17 stycznia nie wystartował w konkursach w japońskim Sapporo. 22 i 23 stycznia w Zakopanem dwukrotnie uplasował się na miejscach w czołowej dziesiątce, był odpowiednio siódmy i dziewiąty. 31 stycznia 2010 wziął udział w zawodach na mamuciej skoczni im. Heiniego Klopfera, w których po skokach na 190 i 190,5 m. zajął 11. pozycję. W klasyfikacji generalnej lotów narciarskich zajął 10. miejsce. Nie wystąpił w konkursach w Klingenthal oraz Willingen.

#### Igrzyska olimpijskie – 4. i 31. miejsce

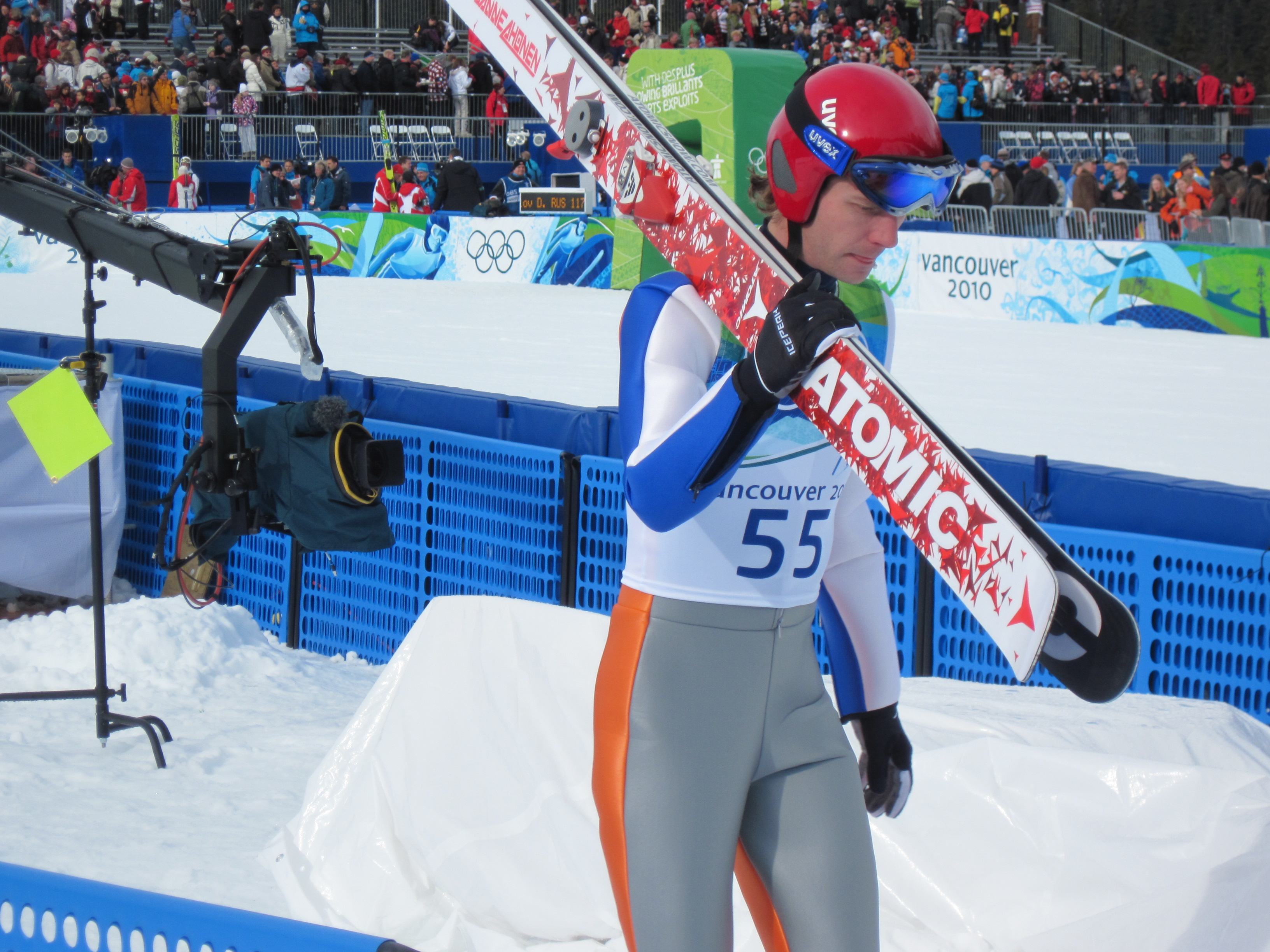
Janne Ahonen pod skocznią w Whistler, luty 2010

- Janne Ahonen w konkursie olimpijskim na skoczni normalnej (HS-106) po raz trzeci w karierze uplasował się na czwartej pozycji po skokach na odległość 102 i 104m. Przegrał z Simonem Ammannem, Adamem Małyszem oraz Gregorem Schlierenzauerem. W konkursie na dużej skoczni, który został rozegrany 20 lutego 2010, Fin skoczył 125 metrów, co dało mu 16. miejsce po pierwszej serii. Zrezygnował z udziału w serii finałowej z powodu urazu, którego doznał podczas upadku w serii próbnej[77]. Z tego samego powodu nie wystartował w rywalizacji zespołowej. Bez Ahonena w składzie Finlandia zajęła czwarte miejsce.

#### Turniej Nordycki – 51. miejsce
27. miejsce zajął w rywalizacji o Puchar Świata na skoczni w Lahti 7 marca 2010. Oddał skoki na odległość 115 i 113 metrów, za które uzyskał 212,9 pkt. W kolejnych konkursach turnieju nie wziął udziału, w związku z czym zajął 51. miejsce w klasyfikacji generalnej.

#### Mistrzostwa świata w lotach – 27. miejsce
Na mistrzostwach świata w lotach w Planicy, które odbyły się 19–20 marca 2010 Ahonen uplasował się na 27. pozycji. Pierwszego dnia oddawał skoki na odległość 182 i 189,5 m, natomiast drugiego dwukrotnie na 197 m. Zgromadził 701,1 pkt. i do zdobywcy złotego medalu Simona Ammanna stracił ponad 200 pkt. Nie wystartował on w konkursie drużynowym, w którym Finlandia zdobyła brązowy medal.

### 2010/2011

#### Puchar Świata – 44. miejsce
Janne Ahonen rozpoczął sezon od braku kwalifikacji do konkursu w Ruce, gdyż został zdyskwalifikowany po tym jak oddał swój skok po czasie. Ta kontrowersyjna dyskwalifikacja przyczyniła się zmian w przepisach polegających na tym, że zielone światło nie będzie oznaczało dla skoczka konieczności oddania skoku, a światło może zostać wyłączone, jeśli trener zauważy, że warunki atmosferyczne uniemożliwią oddanie skoku, a nowa możliwość startu zostanie wyznaczona przez jury.
Do konkursu w Kuopio zakwalifikował się skokiem na 111.0 m. W konkursie skoczył 112.5 m i zajął 35. miejsce. Nie wystąpił w konkursach w Lillehammer. W Engelbergu punktował dwukrotnie – raz zajął 24., następnie 34., po czym 20. pozycję. Po TCS następnymi zawodami w jakich brał udział były te w Zakopanem, gdzie zajął 35., 39. i 47. miejsce. Nie zakwalifikował się do zawodów w Vikersund.
5 marca ogłosił po raz drugi zakończenie kariery. 13 marca 2011 oddał ostatni skok przed przerwą w uprawianiu dyscypliny. W rodzinnym Lahti zajął 34. miejsce w konkursie, skacząc 117 m i zdobywając 109 punktów.
Najlepsze miejsce jakie zajął w sezonie to 5. podczas noworocznego konkursu Turnieju Czterech Skoczni w Ga-Pa. Ogółem wystartował w dwunastu konkursach, punktował w czterech, raz udało mu się znaleźć w pierwszej dziesiątce.

#### Turniej Czterech Skoczni – 24. miejsce
W pierwszym z konkursów 59. Turnieju Czterech Skoczni, w Oberstdorfie znalazł się w parze z Manuelem Fettnerem. Przegrał z nim rywalizację, skacząc 119,5 m, jednak zakwalifikował się do drugiej serii jako lucky loser. Tam skoczył 110,5 m i zajął 31. pozycję.
W Garmisch-Partenkirchen został zestawiony w parę z Andreasem Wankiem. Rozegrana została tylko jedna seria, w trakcie której skoczył 134 m i zajął 5. miejsce.
W Innsbrucku jego konkurentem był Anders Bardal, który skoczył 122 m i pokonał Ahonena, który oddał skok 118,5 m. Ahonen znalazł się na 31. miejscu.
W Bischofshofen zakwalifikował się do drugiej serii jako lucky loser, gdyż pokonał go zestawiony z nim w parę Martin Schmitt. Ahonen zajął 20. miejsce przy skokach 121,5 m i 125,5 m.
W klasyfikacji generalnej turnieju Ahonen zajął 24. miejsce.

#### Mistrzostwa świata – 20. i 30. miejsce

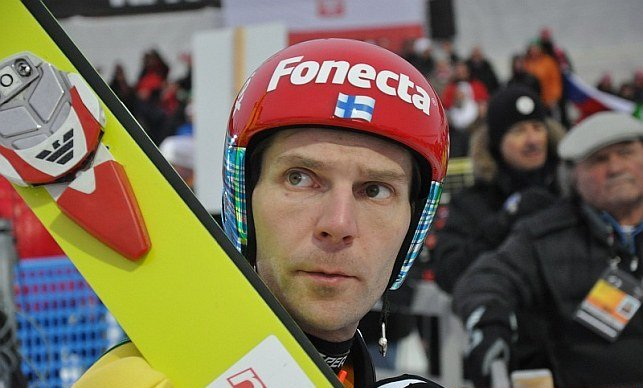
Janne Ahonen podczas pierwszego konkursu drużynowego na MŚ w Oslo, luty 2011

- Na mistrzostwach świata w Oslo Fin zdobył 20. miejsce na skoczni K-95 Midtstubakken. W pierwszej serii skoczył 96.0 m i zajął 13. miejsce po pierwszej serii. W drugiej skoczył 94.0 m i zajął 20. miejsce.

Na skoczni K-120 Holmenkollbakken oddał skoki 121.0 m i 115.0 m zajmując 30. miejsce.
5 marca 2011 podjął kolejną decyzję o zakończeniu swojej kariery. Jako powód podawał, że treningi i życie pełne wyrzeczeń przychodzi mu z coraz większym trudem.
W styczniu 2013 w wywiadzie dla telewizji MTV3 zapowiedział kolejny powrót do skoków, uzasadniając go chęcią zdobycia medalu olimpijskiego w Soczi. Do rywalizacji powrócił już latem 2013 startując w kilku konkursach Letniego Grand Prix.

### 2013/2014

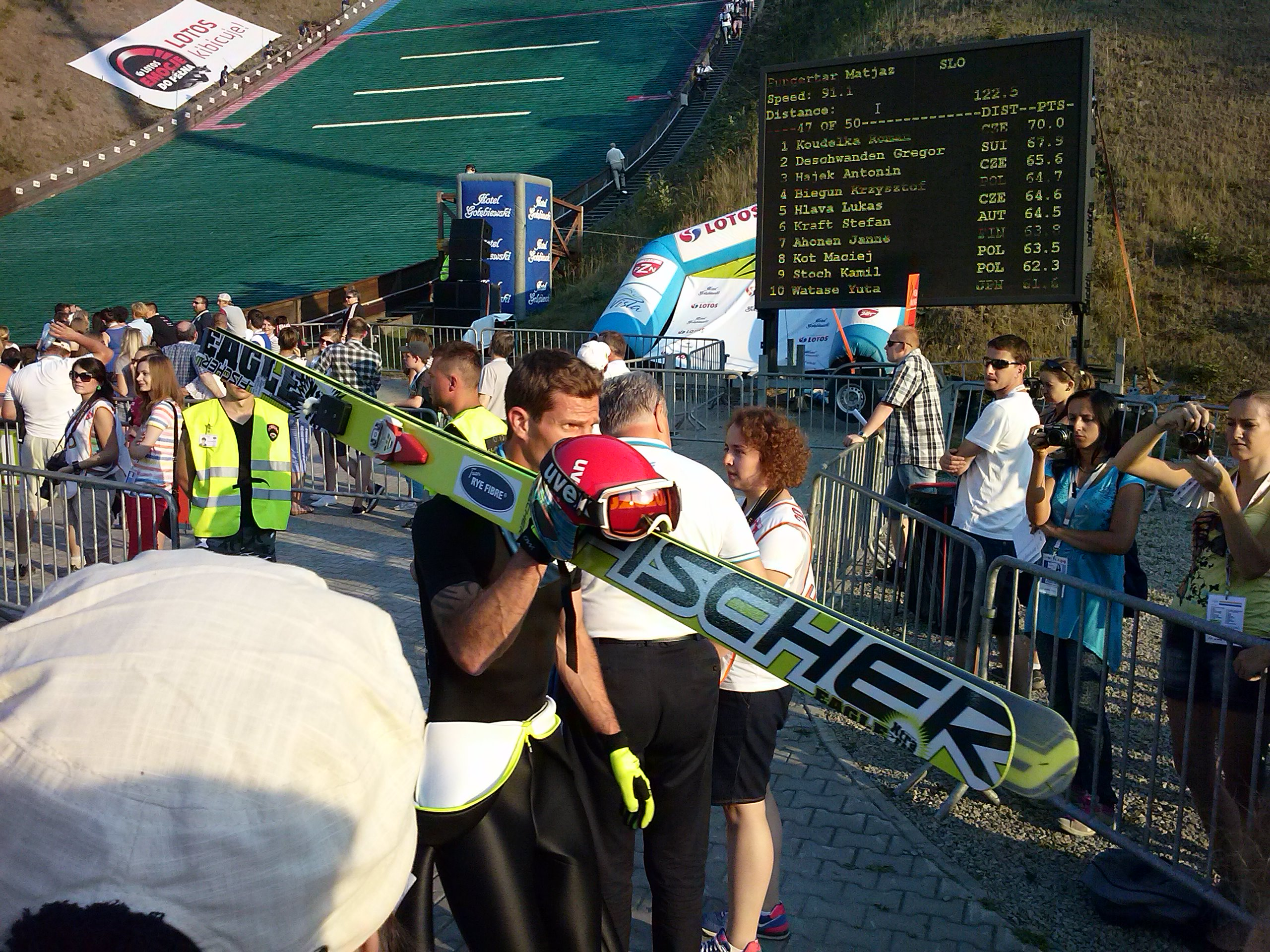
Janne Ahonen pod skocznią w Wiśle, sierpień 2013

Przed sezonem letnim 2013 Ahonen ogłosił wznowienie kariery, co znalazło potwierdzenie w składzie reprezentacji Finlandii, gdzie znalazł się w kadrze A. W pierwszych zawodach po wznowieniu kariery, które odbyły się w lipcu w ramach cyklu Finlandia Veikkaus Cup na obiekcie HS 100 w Rovaniemi, uplasował się na piątej pozycji, oddając skoki na 87,5 m i 93 m. Następny konkurs tego cyklu rozegrano na dużym obiekcie w Ruce. Po pierwszej serii Ahonen prowadził, lądując na 136. metrze zeskoku. W drugiej oddał skok na 122,5 m i spadł na drugą pozycję, przegrywając z Laurim Asikainenem. W ostatnim konkursie, na normalnej skoczni w Vuokatti odniósł zwycięstwo, po skokach na 99 m i 90,5 m, wyprzedzając Lauriego Asikainena o 11,5 pkt. Tym samym zapewnił sobie pierwszą lokatę w ostatecznej klasyfikacji generalnej krajowego cyklu.
W kwalifikacjach do otwierającego Letnie Grand Prix konkursu w Hinterzarten zajął trzecie miejsce i oddał najdłuższy skok – 106,5 m (tyle samo osiągnął Severin Freund, jednak był on wśród prekwalifikowanych zawodników). Dwa dni później, 28 lipca, w konkursie głównym uplasował się na siódmej pozycji. Po pierwszej serii, w której skoczył na 100 m był piętnasty, jednak skacząc półtora metra dalej w drugiej zapewnił sobie awans. Dla Ahonena były to pierwsze punkty zdobyte w Letniej Grand Prix od 16 sierpnia 2007.
W październiku 2018 po raz trzeci ogłosił zakończenie sportowej kariery.

### Miejsca w klasyfikacji poszczególnych turniejów
| Turniej                  | 2017 | 2016 | 2015 | 2014 | 2013 | 2012 | 2011 | 2010 | 2009 | 2008 | 2007 | 2006 | 2005 | 2004 | 2003 | 2002 | 2001 | 2000 | 1999 | 1998 | 1997 | 1996 | 1995 | 1994 |
| ------------------------ | ---- | ---- | ---- | ---- | ---- | ---- | ---- | ---- | ---- | ---- | ---- | ---- | ---- | ---- | ---- | ---- | ---- | ---- | ---- | ---- | ---- | ---- | ---- | ---- |
| Puchar Świata            | 50   | –    | 58   | 31   | –    | –    | 44   | 11   | –    | 3    | 8    | 2    | 1    | 1    | 4    | 15   | 5    | 3    | 2    | 9    | 8    | 3    | 3    | 10   |
| Puchar Świata w lotach   | 36   | –    | 46   | –    | –    | –    | 48   | 10   | –    | 1    | 7    | 10   | 22   | 2    | 16   | X    | 6    | 2    | 6    | 11   | 7    | 2    | 5    | 12   |
| Turniej Czterech Skoczni | –    | –    | –    | 23   | –    | –    | 24   | 2    | –    | 1    | 8    | 1    | 1    | 5    | 1    | 26   | 2    | 2    | 1    | 3    | 18   | 6    | 3    | 16   |
| Turniej Nordycki         | X    | X    | X    | X    | X    | X    | X    | 51   | –    | 4    | 4    | 24   | 5    | 4    | 17   | 5    | 36   | 2    | 5    | 9    | 4    | X    | X    | X    |
| Letnie Grand Prix        | –    | –    | 74   | 19   | –    | –    | –    | –    | –    | –    | 26   | 31   | 25   | 31   | 18   | 3    | 16   | 1    | 3    | 4    | –    | 5    | 5    | 12   |
| Turniej Czterech Narodów | X    | X    | X    | X    | X    | X    | X    | 60   | –    | –    | 13   | –    | X    | X    | X    | X    | X    | X    | X    | X    | X    | X    | X    | X    |

## Igrzyska olimpijskie

### Indywidualnie
| 1994 Lillehammer              | – | 25. miejsce (K-120), 37. miejsce (K-90) |
| 1998 Nagano/Hakuba            | – | 4. miejsce (K-90), 37. miejsce (K-120)  |
| 2002 Salt Lake City/Park City | – | 4. miejsce (K-90), 9. miejsce (K-120)   |
| 2006 Turyn/Pragelato          | – | 6. miejsce (K-95), 9. miejsce (K-125)   |
| 2010 Vancouver/Whistler       | – | 4. miejsce (K-95), 31. miejsce (K-125)  |
| 2014 Soczi/Krasnaja Polana    | – | 29. miejsce (K-95), 22. miejsce (K-125) |
| 2018 Pjongczang               | – | 40. miejsce (K-98), 27. miejsce (K-125) |

### Drużynowo
| 1994 Lillehammer              | – | 5. miejsce    |
| 1998 Nagano/Hakuba            | – | 5. miejsce    |
| 2002 Salt Lake City/Park City | – | srebrny medal |
| 2006 Turyn/Pragelato          | – | srebrny medal |
| 2014 Soczi/Krasnaja Polana    | – | 8. miejsce    |
| 2018 Pjongczang               | – | 8. miejsce    |

### Starty J. Ahonena na igrzyskach olimpijskich – szczegółowo
| Miejsce | Dzień     | Rok  | Miejscowość     | Skocznia                       | Punkt K | HS     | Konkurs  | Skok 1  | Skok 2  | Nota                  | Strata    | Zwycięzca          |
| ------- | --------- | ---- | --------------- | ------------------------------ | ------- | ------ | -------- | ------- | ------- | --------------------- | --------- | ------------------ |
| 25.     | 20 lutego | 1994 | Lillehammer     | Lysgårdsbakken                 | K-120   | –      | ind.     | 108,5 m | 99,5 m  | 163,4 pkt             | 111,1 pkt | Jens Weißflog      |
| 5.      | 23 lutego | 1994 | Lillehammer     | Lysgårdsbakken                 | K-120   | –      | druż.    | 119,5 m | 111,0 m | 889,5 pkt (214,9 pkt) | 80,6 pkt  | Niemcy             |
| 37.     | 25 lutego | 1994 | Lillehammer     | Lysgårdsbakken                 | K-90    | –      | ind.     | 88,0 m  | 73,0 m  | 186,0 pkt             | 96,0 pkt  | Espen Bredesen     |
| 4.      | 11 lutego | 1998 | Hakuba          | Olimpijska                     | K-90    | –      | ind.     | 86,5 m  | 91,5 m  | 231,5 pkt             | 3,0 pkt   | Jani Soininen      |
| 37.     | 15 lutego | 1998 | Hakuba          | Olimpijska                     | K-120   | –      | ind.     | 106,0 m | --      | 91,3 pkt              | 181,0 pkt | Kazuyoshi Funaki   |
| 5.      | 17 lutego | 1998 | Hakuba          | Olimpijska                     | K-120   | –      | druż.    | 101,0 m | 128,0 m | 833,9 pkt (213,2 pkt) | 99,1 pkt  | Japonia            |
| 4.      | 10 lutego | 2002 | Park City       | Utah Olympic Park              | K-90    | –      | ind.     | 95,5 m  | 98,0 m  | 261,5 pkt             | 7,5 pkt   | Simon Ammann       |
| 9.      | 13 lutego | 2002 | Park City       | Utah Olympic Park              | K-120   | –      | ind.     | 124,0 m | 123,5 m | 241,5 pkt             | 39,9 pkt  | Simon Ammann       |
| 2.      | 18 lutego | 2002 | Park City       | Utah Olympic Park              | K-120   | –      | druż.    | 129,0 m | 125,5 m | 974,0 pkt (260,6 pkt) | 0,1 pkt   | Niemcy             |
| 6.      | 12 lutego | 2006 | Pragelato       | Trampolino a Monte             | K-95    | HS-106 | ind.     | 103,5 m | 100,0 m | 261,5 pkt             | 5,0 pkt   | Lars Bystøl        |
| 9.      | 18 lutego | 2006 | Pragelato       | Trampolino a Monte             | K-125   | HS-140 | ind.     | 123,5 m | 128,5 m | 234,1 pkt             | 42,8 pkt  | Thomas Morgenstern |
| 2.      | 20 lutego | 2006 | Pragelato       | Trampolino a Monte             | K-125   | HS-140 | druż.    | 129,0 m | 132,0 m | 976,6 pkt (251,8 pkt) | 7,4 pkt   | Austria            |
| 4.      | 13 lutego | 2010 | Whistler        | Whistler Olympic Park Ski Jump | K-95    | HS-106 | indywid. | 102,0 m | 104,0 m | 263,0 pkt             | 13,5 pkt  | Simon Ammann       |
| 31.     | 20 lutego | 2010 | Whistler        | Whistler Olympic Park Ski Jump | K-125   | HS-140 | indywid. | 125,0 m | DNS     | 111,0 pkt             | 173,6 pkt | Simon Ammann       |
| 29.     | 9 lutego  | 2014 | Krasnaja Polana | Russkije Gorki                 | K-95    | HS-106 | indywid. | 97,0 m  | 92,5 m  | 229,2 pkt             | 48,8 pkt  | Kamil Stoch        |
| 22.     | 15 lutego | 2014 | Krasnaja Polana | Russkije Gorki                 | K-125   | HS-140 | indywid. | 126,0 m | 123,0 m | 241,3 pkt             | 37,4 pkt  | Kamil Stoch        |
| 8.      | 17 lutego | 2014 | Krasnaja Polana | Russkije Gorki                 | K-125   | HS-140 | druż.    | 124,5 m | 132,0 m | 942,8 pkt (240,6 pkt) | 98,3 pkt  | Niemcy             |
| 40.     | 10 lutego | 2018 | Pjongczang      | Alpensia Jumping Park          | K-98    | HS-109 | indywid. | 90,5 m  | –       | 85,1 pkt              | 174,2 pkt | Andreas Wellinger  |
| 27.     | 17 lutego | 2018 | Pjongczang      | Alpensia Jumping Park          | K-125   | HS-142 | indywid. | 124,5 m | 115,5 m | 210,6 pkt             | 75,1 pkt  | Kamil Stoch        |
| 8.      | 19 lutego | 2018 | Pjongczang      | Alpensia Jumping Park          | K-125   | HS-142 | druż.    | 122,5 m | 120,5 m | 790,4 pkt (214,3 pkt) | 308,1 pkt | Norwegia           |

## Mistrzostwa świata

### Indywidualnie
| 1993 Falun                  | – | 31. miejsce (K-115)                       |
| 1995 Thunder Bay            | – | 9. miejsce (K-90), 9. miejsce (K-120)     |
| 1997 Trondheim              | – | złoty medal (K-90), 8. miejsce (K-120)    |
| 1999 Ramsau/Bischofshofen   | – | 4. miejsce (K-120), 4. miejsce (K-90)     |
| 2001 Lahti                  | – | brązowy medal (K-116), 6. miejsce (K-90)  |
| 2003 Val di Fiemme/Predazzo | – | 35. miejsce (K-120)                       |
| 2005 Oberstdorf             | – | brązowy medal (K-90), złoty medal (K-120) |
| 2007 Sapporo                | – | 6. miejsce (K-120), 14. miejsce (K-90)    |
| 2011 Oslo                   | – | 20. miejsce (K-95), 30.miejsce (K-120)    |
| 2015 Falun                  | – | 15. miejsce (K-90), 19. miejsce (K-120)   |
| 2017 Lahti                  | – | 25. miejsce (K-90), 23. miejsce (K-116)   |

### Drużynowo
| 1993 Falun                  | – | 6. miejsce                                              |
| 1995 Thunder Bay            | – | złoty medal                                             |
| 1997 Trondheim              | – | złoty medal                                             |
| 1999 Ramsau/Bischofshofen   | – | 4. miejsce                                              |
| 2001 Lahti                  | – | srebrny medal (K-116), srebrny medal (K-90)             |
| 2003 Val di Fiemme/Predazzo | – | złoty medal                                             |
| 2005 Oberstdorf             | – | 4. miejsce (K-90), srebrny medal (K-120)                |
| 2007 Sapporo                | – | 4. miejsce                                              |
| 2011 Oslo                   | – | 8. miejsce (K-95), 7. miejsce (K-120)                   |
| 2015 Falun                  | – | 10. miejsce (drużyna mieszana/K-90), 9. miejsce (K-120) |
| 2017 Lahti                  | – | 11. miejsce (drużyna mieszana/K-90), 6. miejsce (K-116) |

### Starty J. Ahonena na mistrzostwach świata – szczegółowo
| Miejsce | Dzień     | Rok  | Miejscowość   | Skocznia                   | Punkt K | HS     | Konkurs    | Skok 1  | Skok 2  | Nota                   | Strata    | Zwycięzca             |
| ------- | --------- | ---- | ------------- | -------------------------- | ------- | ------ | ---------- | ------- | ------- | ---------------------- | --------- | --------------------- |
| 31.     | 21 lutego | 1993 | Falun         | Lugnet                     | K-115   | –      | ind.       | 103,0 m | 76,0 m  | 131,1 pkt              | 110,3 pkt | Espen Bredesen        |
| 6.      | 23 lutego | 1993 | Falun         | Lugnet                     | K-115   | –      | druż.      | 93,0 m  | 94,0 m  | 696,7 pkt (145,8 pkt)  | 124,8 pkt | Norwegia              |
| 9.      | 12 marca  | 1995 | Thunder Bay   | Normal Thunder             | K-90    | –      | ind.       | 86,5 m  | 87,0 m  | 219,5 pkt              | 46,5 pkt  | Takanobu Okabe        |
| 1.      | 16 marca  | 1995 | Thunder Bay   | Big Thunder                | K-120   | –      | druż.      | 123,5 m | 121,5 m | 889,0 pkt (244,5 pkt)  | –         | –                     |
| 9.      | 18 marca  | 1995 | Thunder Bay   | Big Thunder                | K-120   | –      | ind.       | 108,5 m | 118,0 m | 208,2 pkt              | 64,4 pkt  | Tommy Ingebrigtsen    |
| 1.      | 22 lutego | 1997 | Trondheim     | Granåsen                   | K-90    | –      | ind.       | 95,0 m  | 98,5 m  | 263,5 pkt              | –         | –                     |
| 1.      | 27 lutego | 1997 | Trondheim     | Granåsen                   | K-120   | –      | druż.      | 114,5 m | 123,0 m | 955,3 pkt (231,0 pkt)  | –         | –                     |
| 8.      | 1 marca   | 1997 | Trondheim     | Granåsen                   | K-120   | –      | ind.       | 111,5 m | 126,5 m | 231,9 pkt              | 20,2 pkt  | Masahiko Harada       |
| 4.      | 21 lutego | 1999 | Bischofshofen | Paul-Ausserleitner-Schanze | K-120   | –      | ind.       | 123,5 m | 126,0 m | 254,1 pkt              | 9,3 pkt   | Martin Schmitt        |
| 4.      | 23 lutego | 1999 | Bischofshofen | Paul-Ausserleitner-Schanze | K-120   | –      | druż.      | 123,0 m | 110,5 m | 855,7 pkt (220,3 pkt)  | 133,2 pkt | Niemcy                |
| 4.      | 26 lutego | 1999 | Ramsau        | Mattensprunganlage         | K-90    | –      | ind.       | 94,0 m  | 93,0 m  | 249,0 pkt              | 6,0 pkt   | Kazuyoshi Funaki      |
| 3.      | 19 lutego | 2001 | Lahti         | Salpausselkä               | K-116   | –      | ind.       | 124,5 m | 125,5 m | 267,4 pkt              | 8,9 pkt   | Martin Schmitt        |
| 2.      | 21 lutego | 2001 | Lahti         | Salpausselkä               | K-116   | –      | druż.      | 112,5 m | 126,0 m | 900,2 pkt (245,2 pkt)  | 39,6 pkt  | Niemcy                |
| 6.      | 23 lutego | 2001 | Lahti         | Salpausselkä               | K-90    | –      | ind.       | 86,0 m  | 87,5 m  | 216,5 pkt              | 29,5 pkt  | Adam Małysz           |
| 2.      | 25 lutego | 2001 | Lahti         | Salpausselkä               | K-90    | –      | druż.      | 90,0 m  | 93,0 m  | 951,5 pkt (240,5 pkt)  | 2,0 pkt   | Austria               |
| 35.     | 22 lutego | 2003 | Predazzo      | Trampolino Dal Ben         | K-120   | –      | ind.       | 120,0 m | –       | 93,5 pkt               | 195,5 pkt | Adam Małysz           |
| 1.      | 23 lutego | 2003 | Predazzo      | Trampolino Dal Ben         | K-120   | –      | druż.      | 118,5 m | 124,0 m | 1046,6 pkt (236,5 pkt) | –         | –                     |
| 3.      | 19 lutego | 2005 | Oberstdorf    | Schattenbergschanze        | K-90    | HS-100 | ind.       | 97,0 m  | 92,0 m  | 249,0 pkt              | 7,0 pkt   | Rok Benkovič          |
| 4.      | 20 lutego | 2005 | Oberstdorf    | Schattenbergschanze        | K-90    | HS-100 | druż.      | 95,0 m  | 97,0 m  | 928,0 pkt (254,5 pkt)  | 42,5 pkt  | Austria               |
| 1.      | 25 lutego | 2005 | Oberstdorf    | Schattenbergschanze        | K-120   | HS-137 | ind.       | 141,5 m | 142,5 m | 313,2 pkt              | –         | –                     |
| 2.      | 26 lutego | 2005 | Oberstdorf    | Schattenbergschanze        | K-120   | HS-137 | druż.      | 129,5 m | 142,5 m | 1122,9 pkt (282,1 pkt) | 14,4 pkt  | Austria               |
| 6.      | 24 lutego | 2007 | Sapporo       | Ōkurayama                  | K-120   | HS-134 | ind.       | 123,0 m | 130,0 m | 249,9 pkt              | 16,2 pkt  | Simon Ammann          |
| 4.      | 25 lutego | 2007 | Sapporo       | Ōkurayama                  | K-120   | HS-134 | druż.      | 124,0 m | 119,0 m | 869,8 pkt (231,4 pkt)  | 130,4 pkt | Austria               |
| 14.     | 3 marca   | 2007 | Sapporo       | Miyanomori                 | K-90    | HS-98  | ind.       | 93,5 m  | 90,5 m  | 236,0 pkt              | 41,0 pkt  | Adam Małysz           |
| 20.     | 26 lutego | 2011 | Oslo          | Midtstubakken              | K-95    | HS-106 | indywid.   | 96,0 m  | 94,0 m  | 223,0 pkt              | 46,2 pkt  | Thomas Morgenstern    |
| 8.      | 27 lutego | 2011 | Oslo          | Midtstubakken              | K-95    | HS-106 | druż.      | 100,0 m | 94,5 m  | 900,5 pkt (221,1 pkt)  | 125,0 pkt | Austria               |
| 30.     | 3 marca   | 2011 | Oslo          | Holmenkollbakken           | K-120   | HS-134 | indywid.   | 121,0 m | 115,0 m | 209,1 pkt              | 78,4 pkt  | Gregor Schlierenzauer |
| 7.      | 5 marca   | 2011 | Oslo          | Holmenkollbakken           | K-120   | HS-134 | druż.      | 117,5 m | –       | 408,3 pkt (102,1 pkt)  | 91,7 pkt  | Austria               |
| 15.     | 21 lutego | 2015 | Falun         | Lugnet                     | K-90    | HS-100 | indywid.   | 90,5 m  | 89,0 m  | 221,6 pkt              | 31,1 pkt  | Rune Velta            |
| 10.     | 22 lutego | 2015 | Falun         | Lugnet                     | K-90    | HS-100 | druż. mix. | 89,0 m  | –       | 369,5 pkt (103,2 pkt)  | 548,4 pkt | Niemcy                |
| 19.     | 26 lutego | 2015 | Falun         | Lugnet                     | K-120   | HS-134 | indywid.   | 118,5 m | 122,5 m | 206,5 pkt              | 62,2 pkt  | Severin Freund        |
| 9.      | 28 lutego | 2015 | Falun         | Lugnet                     | K-120   | HS-134 | druż.      | 109,0 m | –       | 328,5 pkt (77,8 pkt)   | 544,1 pkt | Norwegia              |
| 25.     | 25 lutego | 2017 | Lahti         | Salpausselkä               | K-90    | HS-100 | indywid.   | 90,5 m  | 89,5 m  | 226,3 pkt              | 44,5 pkt  | Stefan Kraft          |
| 11.     | 26 lutego | 2017 | Lahti         | Salpausselkä               | K-90    | HS-100 | druż. mix. | 90,5 m  | –       | 397,4 pkt (116,5 pkt)  | 638,1 pkt | Niemcy                |
| 23.     | 2 marca   | 2017 | Lahti         | Salpausselkä               | K-116   | HS-130 | indywid.   | 115,0 m | 116,0 m | 225,6 pkt              | 53,7 pkt  | Stefan Kraft          |
| 6.      | 4 marca   | 2017 | Lahti         | Salpausselkä               | K-116   | HS-130 | druż.      | 116,0 m | 112,0 m | 926,5 pkt (228,8 pkt)  | 177,7 pkt | Polska                |

## Mistrzostwa świata w lotach narciarskich

### Indywidualnie
| 1994 Planica    | – | 12. miejsce   |
| 1996 Tauplitz   | – | srebrny medal |
| 1998 Oberstdorf | – | 8. miejsce    |
| 2000 Vikersund  | – | brązowy medal |
| 2002 Harrachov  | – | 24. miejsce   |
| 2004 Planica    | – | srebrny medal |
| 2006 Tauplitz   | – | 8. miejsce    |
| 2008 Oberstdorf | – | brązowy medal |
| 2010 Planica    | – | 27. miejsce   |
| 2018 Oberstdorf | – | 22. miejsce   |

### Drużynowo
| 2004 Planica    | – | srebrny medal |
| 2006 Tauplitz   | – | srebrny medal |
| 2008 Oberstdorf | – | srebrny medal |
| 2018 Oberstdorf | – | 8. miejsce    |

### Starty J. Ahonena na mistrzostwach świata w lotach – szczegółowo
| Miejsce | Dzień          | Rok  | Miejscowość | Skocznia              | Punkt K | HS     | Konkurs  | Skok 1  | Skok 2  | Skok 3  | Skok 4  | Nota                   | Strata    | Zwycięzca             |
| ------- | -------------- | ---- | ----------- | --------------------- | ------- | ------ | -------- | ------- | ------- | ------- | ------- | ---------------------- | --------- | --------------------- |
| 12.     | 20 marca       | 1994 | Planica     | Velikanka             | K-185   | –      | ind.     | 120,0 m | 159,0 m | –       | –       | 228,8 pkt              | 122,5 pkt | Jaroslav Sakala       |
| 2.      | 10–11 lutego   | 1996 | Tauplitz    | Kulm                  | K-185   | –      | ind.     | 179,0 m | 191,0 m | 192,0 m | 194,0 m | 734,2 pkt              | 3,9 pkt   | Andreas Goldberger    |
| 8.      | 24 stycznia    | 1998 | Oberstdorf  | im. Heiniego Klopfera | K-185   | –      | ind.     | 187,0 m | 177,5 m | 191,0 m | 183,5 m | 702,8 pkt              | 63,6 pkt  | Kazuyoshi Funaki      |
| 3.      | 12–14 lutego   | 2000 | Vikersund   | Vikersundbakken       | K-185   | –      | ind.     | 147,5 m | 180,5 m | 190,0 m | –       | 484,1 pkt              | 52,7 pkt  | Sven Hannawald        |
| 24.     | 9–10 marca     | 2002 | Harrachov   | Čerťák                | K-185   | –      | ind.     | 160,0 m | 151,5 m | –       | –       | 270,3 pkt              | 126,0 pkt | Sven Hannawald        |
| 2.      | 20–21 lutego   | 2004 | Planica     | Velikanka             | K-185   | HS-215 | ind.     | 190,0 m | 225,0 m | 216,5 m | 201,5 m | 814,1 pkt              | 18,0 pkt  | Roar Ljøkelsøy        |
| 2.      | 22 lutego      | 2004 | Planica     | Velikanka             | K-185   | HS-215 | druż.    | 211,5 m | 211,5 m | 217,5 m | 217,5 m | 1704,1 pkt (422,3 pkt) | 7,7 pkt   | Norwegia              |
| 8.      | 13–14 stycznia | 2006 | Tauplitz    | Kulm                  | K-185   | HS-203 | ind.     | 192,5 m | 197,0 m | 167,0 m | 195,0 m | 715,8 pkt              | 72,2 pkt  | Roar Ljøkelsøy        |
| 2.      | 15 stycznia    | 2006 | Tauplitz    | Kulm                  | K-185   | HS-203 | druż.    | 196,0 m | 196,0 m | 193,5 m | 193,5 m | 1477,2 pkt (377,4 pkt) | 20,7 pkt  | Norwegia              |
| 3.      | 22–23 lutego   | 2008 | Oberstdorf  | im. Heiniego Klopfera | K-185   | HS-213 | ind.     | 210,5 m | 206,5 m | 209,0 m | 208,5 m | 811,9 pkt              | 23,5 pkt  | Gregor Schlierenzauer |
| 2.      | 24 lutego      | 2008 | Oberstdorf  | im. Heiniego Klopfera | K-185   | HS-213 | druż.    | 195,5 m | 195,5 m | 194,0 m | 194,0 m | 1477,0 pkt (372,4 pkt) | 76,3 pkt  | Austria               |
| 27.     | 19–20 lutego   | 2010 | Planica     | Letalnica             | K-185   | HS-215 | ind.     | 182,0 m | 189,5 m | 197,0 m | 197,0 m | 701,1 pkt              | 234,7 pkt | Simon Ammann          |
| 22.     | 19–20 stycznia | 2018 | Oberstdorf  | im. Heiniego Klopfera | K-200   | HS-235 | indywid. | 182,0 m | 194,5 m | 192,0 m | –       | 500,0 pkt              | 151,9 pkt | Daniel-André Tande    |
| 8.      | 21 stycznia    | 2018 | Oberstdorf  | im. Heiniego Klopfera | K-200   | HS-235 | druż.    | 190,0 m | 190,0 m | 189,0 m | 189,0 m | 1262,2 pkt (358,5 pkt) | 400,0 pkt | Norwegia              |

## Mistrzostwa świata juniorów

### Indywidualnie
| 1993 Harrachov   | – | złoty medal |
| 1994 Breitenwang | – | złoty medal |

### Drużynowo
| 1993 Harrachov   | – | złoty medal |
| 1994 Breitenwang | – | złoty medal |

## Puchar Świata

### Miejsca w klasyfikacji generalnej
Janne Ahonen w całej swojej karierze osiem razy stał na podium w klasyfikacji generalnej, a dwukrotnie w tej klasyfikacji zwyciężał.
| Sezon     | Miejsce |
| --------- | ------- |
| 1992/1993 | 50.     |
| 1993/1994 | 10.     |
| 1994/1995 | 3.      |
| 1995/1996 | 3.      |
| 1996/1997 | 8.      |
| 1997/1998 | 9.      |
| 1998/1999 | 2.      |
| 1999/2000 | 3.      |
| 2000/2001 | 5.      |
| 2001/2002 | 15.     |
| 2002/2003 | 4.      |
| 2003/2004 | 1.      |
| 2004/2005 | 1.      |
| 2005/2006 | 2.      |
| 2006/2007 | 8.      |
| 2007/2008 | 3.      |
| 2009/2010 | 11.     |
| 2010/2011 | 44.     |
| 2013/2014 | 31.     |
| 2014/2015 | 58.     |
| 2016/2017 | 50.     |

### Zwycięstwa w konkursach indywidualnych Pucharu Świata chronologicznie
Ahonen mając na koncie 36 zwycięstw jest szóstym zawodnikiem w historii pod względem liczby zwycięstw w konkursach PŚ. Więcej wygranych mają tylko Gregor Schlierenzauer, Matti Nykänen, Stefan Kraft, Adam Małysz i Kamil Stoch. Jako jedyny w historii pięciokrotnie wygrywał zawody PŚ w Engelbergu.
| Nr  | Dzień        | Rok  | Miejscowość              | Skocznia              | Punkt K | HS     | Skok 1  | Skok 2  | Nota      | Przypisy                                    |
| --- | ------------ | ---- | ------------------------ | --------------------- | ------- | ------ | ------- | ------- | --------- | ------------------------------------------- |
| 1.  | 19 grudnia   | 1993 | Engelberg                | Gross-Titlis-Schanze  | K-120   | –      | 120,5 m | –       | 113,4 pkt | –                                           |
| 2.  | 1 stycznia   | 1995 | Garmisch-Partenkirchen   | Große Olympiaschanze  | K-115   | –      | 114,0 m | 112,0 m | 247,6 pkt | * TCS 1994/1995                             |
| 3.  | 3 grudnia    | 1995 | Lillehammer              | Lysgårdsbakken        | K-120   | –      | 123,0 m | 131,0 m | 257,7 pkt | –                                           |
| 4.  | 10 stycznia  | 1996 | Tauplitz/Bad Mitterndorf | Kulm                  | K-180   | –      | 179,0 m | 191,0 m | 357,0 pkt | * Pierwszy dzień mistrzostw świata w lotach |
| 5.  | 7 marca      | 1998 | Lahti                    | Salpausselkä          | K-116   | –      | 125,0 m | 121,0 m | 259,7 pkt | * Turniej Nordycki 1998                     |
| 6.  | 6 grudnia    | 1998 | Chamonix                 | Tremplin aux Bossons  | K-95    | –      | 98,0 m  | 97,5 m  | 248,0 pkt | –                                           |
| 7.  | 19 grudnia   | 1998 | Harrachov                | Čerťák                | K-120   | –      | 109,0 m | 132,0 m | 235,3 pkt | –                                           |
| 8.  | 20 grudnia   | 1998 | Harrachov                | Čerťák                | K-120   | –      | 126,0 m | 126,5 m | 252,5 pkt | –                                           |
| 9.  | 9 stycznia   | 1999 | Engelberg                | Gross-Titlis-Schanze  | K-120   | –      | 126,5 m | 127,0 m | 255,3 pkt | –                                           |
| 10. | 17 stycznia  | 1999 | Zakopane                 | Wielka Krokiew        | K-116   | –      | 119,0 m | 128,5 m | 258,4 pkt | –                                           |
| 11. | 7 lutego     | 1999 | Harrachov                | Čerťák                | K-120   | –      | 118,5 m | 123,0 m | 233,7 pkt | –                                           |
| 12. | 12 grudnia   | 1999 | Villach                  | Villacher Alpenarena  | K-90    | –      | 94,0 m  | 94,0 m  | 251,0 pkt | –                                           |
| 13. | 4 marca      | 2000 | Lahti                    | Salpausselkä          | K-90    | –      | 91,0 m  | 98,5 m  | 254,5 pkt | * Turniej Nordycki 2000                     |
| 14. | 21 grudnia   | 2002 | Engelberg                | Gross-Titlis-Schanze  | K-120   | –      | 128,0 m | 132,0 m | 271,5 pkt | –                                           |
| 15. | 4 stycznia   | 2003 | Innsbruck                | Bergisel              | K-120   | –      | 122,0 m | 115,5 m | 227,5 pkt | * 51. Turniej Czterech Skoczni              |
| 16. | 10 stycznia  | 2004 | Liberec                  | Ještěd                | K-120   | –      | 127,0 m | –       | 128,6 pkt | –                                           |
| 17. | 11 stycznia  | 2004 | Liberec                  | Ještěd                | K-120   | –      | 139,0 m | –       | 147,2 pkt | –                                           |
| 18. | 14 lutego    | 2004 | Willingen                | Mühlenkopfschanze     | K-130   | –      | 132,5 m | 133,5 m | 242,8 pkt | –                                           |
| 19. | 27 listopada | 2004 | Ruka                     | Rukatunturi           | K-120   | HS-142 | 144,5 m | 142,0 m | 318,7 pkt | –                                           |
| 20. | 28 listopada | 2004 | Ruka                     | Rukatunturi           | K-120   | HS-142 | 143,0 m | 143,0 m | 308,3 pkt | –                                           |
| 21. | 4 grudnia    | 2004 | Trondheim                | Granåsen              | K-120   | HS-131 | 132,0 m | 135,5 m | 281,5 pkt | –                                           |
| 22. | 5 grudnia    | 2004 | Trondheim                | Granåsen              | K-120   | HS-131 | 123,0 m | 124,5 m | 246,5 pkt | –                                           |
| 23. | 12 grudnia   | 2004 | Harrachov                | Čerťák                | K-125   | HS-142 | 140,0 m | 141,0 m | 288,8 pkt | –                                           |
| 24. | 18 grudnia   | 2004 | Engelberg                | Gross-Titlis-Schanze  | K-125   | HS-137 | 141,0 m | 137,5 m | 279,3 pkt | –                                           |
| 25. | 19 grudnia   | 2004 | Engelberg                | Gross-Titlis-Schanze  | K-125   | HS-137 | 134,0 m | 135,0 m | 260,7 pkt | –                                           |
| 26. | 29 grudnia   | 2004 | Oberstdorf               | Schattenbergschanze   | K-120   | HS-137 | 127,0 m | 133,5 m | 268,4 pkt | * 53. Turniej Czterech Skoczni              |
| 27. | 1 stycznia   | 2005 | Garmisch-Partenkirchen   | Große Olympiaschanze  | K-115   | HS-125 | 124,0 m | 128,0 m | 260,1 pkt | * 53. Turniej Czterech Skoczni              |
| 28. | 3 stycznia   | 2005 | Innsbruck                | Bergisel              | K-120   | HS-130 | 128,5 m | 120,0 m | 243,8 pkt | * 53. Turniej Czterech Skoczni              |
| 29. | 9 stycznia   | 2005 | Willingen                | Mühlenkopfschanze     | K-130   | HS-145 | 135,0 m | 152,0 m | 279,1 pkt | –                                           |
| 30. | 9 stycznia   | 2005 | Titisee-Neustadt         | Hochfirstschanze      | K-125   | HS-142 | 142,0 m | 138,0 m | 283,5 pkt | –                                           |
| 31. | 29 grudnia   | 2005 | Oberstdorf               | Schattenbergschanze   | K-120   | HS-137 | 130,5 m | 130,0 m | 270,9 pkt | * 54. Turniej Czterech Skoczni              |
| 32. | 6 stycznia   | 2006 | Bischofshofen            | im. P. Ausserleitnera | K-125   | HS-140 | 141,0 m | 141,5 m | 293,0 pkt | * 54. Turniej Czterech Skoczni              |
| 33. | 5 stycznia   | 2008 | Bischofshofen            | im. P. Ausserleitnera | K-125   | HS-140 | 139,5 m | 138,0 m | 282,5 pkt | * 56. Turniej Czterech Skoczni              |
| 34. | 6 stycznia   | 2008 | Bischofshofen            | im. P. Ausserleitnera | K-125   | HS-140 | 126,0 m | 136,0 m | 251,6 pkt | * 56. Turniej Czterech Skoczni              |
| 35. | 20 stycznia  | 2008 | Harrachov                | Čerťák                | K-185   | HS-205 | 199,5 m | –       | 187,9 pkt | –                                           |
| 36. | 4 marca      | 2008 | Kuopio                   | Puijo                 | K-120   | HS-127 | 122,5 m | 126,0 m | 248,3 pkt | * Turniej Nordycki 2008                     |

### Miejsca na podium
| Sezon PŚ  | 1. miejsce | 2. miejsce | 3. miejsce | Razem |
| 1992/1993 | –          | –          | –          | –     |
| 1993/1994 | 1          | –          | –          | 1     |
| 1994/1995 | 1          | 2          | 3          | 6     |
| 1995/1996 | 2          | 2          | 2          | 6     |
| 1996/1997 | –          | 1          | –          | 1     |
| 1997/1998 | 1          | 1          | 4          | 6     |
| 1998/1999 | 6          | 7          | –          | 13    |
| 1999/2000 | 2          | 8          | 6          | 16    |
| 2000/2001 | –          | 4          | –          | 4     |
| 2001/2002 | –          | –          | 1          | 1     |
| 2002/2003 | 2          | 1          | 2          | 5     |
| 2003/2004 | 3          | 5          | 5          | 13    |
| 2004/2005 | 12         | 3          | –          | 15    |
| 2005/2006 | 2          | 5          | 2          | 9     |
| 2006/2007 | –          | –          | –          | –     |
| 2007/2008 | 4          | 3          | 2          | 9     |
| 2009/2010 | –          | 2          | 1          | 3     |
| 2010/2011 | –          | –          | –          | –     |
| 2013/2014 | –          | –          | –          | –     |
| 2014/2015 | –          | –          | –          | –     |
| 2015/2016 | –          | –          | –          | –     |
| 2016/2017 | –          | –          | –          | –     |
| suma      | 36         | 44         | 28         | 108   |

### Miejsca na podium w konkursach indywidualnych Pucharu Świata chronologicznie
Ahonen 108 razy stał na podium konkursów PŚ. Dwunastokrotnie zajmował miejsca na podium w Engelbergu.
| Nr   | Dzień        | Rok  | Miejscowość              | Skocznia              | Punkt K | HS     | Skok 1  | Skok 2  | Nota      | Lok. | Strata   | Zwycięzca             |
| ---- | ------------ | ---- | ------------------------ | --------------------- | ------- | ------ | ------- | ------- | --------- | ---- | -------- | --------------------- |
| 1.   | 19 grudnia   | 1993 | Engelberg                | Gross-Titlis-Schanze  | K-120   | –      | 120,5 m | –       | 113,4 pkt | 1.   | –        | –                     |
| 2.   | 10 grudnia   | 1994 | Planica                  | Srednija Velikanka    | K-92    | –      | 92,0 m  | 93,0 m  | 233,0 pkt | 3.   | 10,0 pkt | Kazuyoshi Funaki      |
| 3.   | 1 stycznia   | 1995 | Garmisch-Partenkirchen   | Große Olympiaschanze  | K-115   | –      | 114,0 m | 112,0 m | 247,6 pkt | 1.   | –        | –                     |
| 4.   | 14 stycznia  | 1995 | Engelberg                | Gross-Titlis-Schanze  | K-120   | –      | 116,0 m | 117,5 m | 216,3 pkt | 2.   | 2,9 pkt  | Roberto Cecon         |
| 5.   | 15 stycznia  | 1995 | Engelberg                | Gross-Titlis-Schanze  | K-120   | –      | 123,5 m | 124,0 m | 252,0 pkt | 3.   | 6,2 pkt  | Roberto Cecon         |
| 6.   | 21 stycznia  | 1995 | Sapporo                  | Miyanomori            | K-90    | –      | 87,0 m  | 96,0 m  | 241,5 pkt | 2.   | 4,0 pkt  | Andreas Goldberger    |
| 7.   | 22 stycznia  | 1995 | Sapporo                  | Ōkurayama             | K-115   | –      | 108,0 m | 106,5 m | 206,1 pkt | 3.   | 8,6 pkt  | Nicolas Dessum        |
| 8.   | 3 grudnia    | 1995 | Lillehammer              | Lysgårdsbakken        | K-120   | –      | 123,0 m | 131,0 m | 257,7 pkt | 1.   | –        | –                     |
| 9.   | 10 grudnia   | 1995 | Planica                  | Bloudkova velikanka   | K-120   | –      | 130,5 m | 133,0 m | 271,8 pkt | 3.   | 5,5 pkt  | Mika Laitinen         |
| 10.  | 16 grudnia   | 1995 | Chamonix                 | Tremplin aux Bossons  | K-95    | –      | 88,0 m  | 101,5 m | 227,5 pkt | 2.   | 2,0 pkt  | Ari-Pekka Nikkola     |
| 11.  | 10 lutego    | 1996 | Tauplitz/Bad Mitterndorf | Kulm                  | K-180   | –      | 179,0 m | 191,0 m | 357,0 pkt | 1.   | –        | –                     |
| 12.  | 11 lutego    | 1996 | Tauplitz/Bad Mitterndorf | Kulm                  | K-180   | –      | 192,0 m | 194,0 m | 377,2 pkt | 3.   | 8,7 pkt  | Andreas Goldberger    |
| 13.  | 17 marca     | 1996 | Oslo                     | Holmenkollbakken      | K-110   | –      | 118,0 m | 108,0 m | 242,8 pkt | 2.   | 6,6 pkt  | Adam Małysz           |
| 14.  | 12 stycznia  | 1997 | Engelberg                | Gross-Titlis-Schanze  | K-120   | –      | 124,0 m | 125,0 m | 241,2 pkt | 2.   | 11,7 pkt | Primož Peterka        |
| 15.  | 20 grudnia   | 1997 | Engelberg                | Gross-Titlis-Schanze  | K-120   | –      | 111,0 m | 111,5 m | 198,5 pkt | 3.   | 18,7 pkt | Andreas Widhölzl      |
| 16.  | 4 stycznia   | 1998 | Innsbruck                | Bergisel              | K-108   | –      | 104,5 m | 117,5 m | 230,2 pkt | 3.   | 10,5 pkt | Kazuyoshi Funaki      |
| 17.  | 6 stycznia   | 1998 | Bischofshofen            | im. P. Ausserleitnera | K-120   | –      | 118,0 m | 121,0 m | 232,7 pkt | 3.   | 14,9 pkt | Sven Hannawald        |
| 18.  | 17 stycznia  | 1998 | Zakopane                 | Wielka Krokiew        | K-116   | –      | 98,0 m  | 107,0 m | 181,9 pkt | 2.   | 0,5 pkt  | Kristian Brenden      |
| 19.  | 5 lutego     | 1998 | Sapporo                  | Ōkurayama             | K-120   | –      | 133,0 m | 119,0 m | 258,1 pkt | 3.   | 25,7 pkt | Andreas Widhölzl      |
| 20.  | 7 marca      | 1998 | Lahti                    | Salpausselkä          | K-116   | –      | 125,0 m | 121,0 m | 259,7 pkt | 1.   | –        | –                     |
| 21.  | 28 listopada | 1998 | Lillehammer              | Lysgårdsbakken        | K-120   | –      | 124,5 m | 130,0 m | 261,1 pkt | 2.   | 7,7 pkt  | Martin Schmitt        |
| 22.  | 29 listopada | 1998 | Lillehammer              | Lysgårdsbakken        | K-120   | –      | 117,5 m | 117,5 m | 223,5 pkt | 2.   | 16,4 pkt | Martin Schmitt        |
| 23.  | 5 grudnia    | 1998 | Chamonix                 | Tremplin aux Bossons  | K-95    | –      | 100,5 m | 92,0 m  | 240,5 pkt | 2.   | 2,0 pkt  | Martin Schmitt        |
| 24.  | 6 grudnia    | 1998 | Chamonix                 | Tremplin aux Bossons  | K-95    | –      | 98,0 m  | 97,5 m  | 248,0 pkt | 1.   | –        | –                     |
| 25.  | 19 grudnia   | 1998 | Harrachov                | Čerťák                | K-120   | –      | 109,0 m | 132,0 m | 235,3 pkt | 1.   | –        | –                     |
| 26.  | 20 grudnia   | 1998 | Harrachov                | Čerťák                | K-120   | –      | 126,0 m | 126,5 m | 252,5 pkt | 1.   | –        | –                     |
| 27.  | 1 stycznia   | 1999 | Garmisch-Partenkirchen   | Große Olympiaschanze  | K-115   | –      | 114,5 m | 118,0 m | 240,0 pkt | 2.   | 7,8 pkt  | Martin Schmitt        |
| 28.  | 3 stycznia   | 1999 | Innsbruck                | Bergisel              | K-108   | –      | 108,5 m | 108,5 m | 226,1 pkt | 2.   | 6,4 pkt  | Noriaki Kasai         |
| 29.  | 6 stycznia   | 1999 | Bischofshofen            | im. P. Ausserleitnera | K-120   | –      | 124,5 m | 126,0 m | 255,9 pkt | 2.   | 7,4 pkt  | Andreas Widhölzl      |
| 30.  | 9 stycznia   | 1999 | Engelberg                | Gross-Titlis-Schanze  | K-120   | –      | 126,5 m | 127,0 m | 255,3 pkt | 1.   | –        | –                     |
| 31.  | 16 stycznia  | 1999 | Zakopane                 | Wielka Krokiew        | K-116   | –      | 108,5 m | 121,0 m | 227,5 pkt | 2.   | 5,8 pkt  | Stefan Horngacher     |
| 32.  | 17 stycznia  | 1999 | Zakopane                 | Wielka Krokiew        | K-116   | –      | 119,0 m | 128,5 m | 258,4 pkt | 1.   | –        | –                     |
| 33.  | 7 lutego     | 1999 | Harrachov                | Čerťák                | K-120   | –      | 118,5 m | 123,0 m | 233,7 pkt | 1.   | –        | –                     |
| 34.  | 12 grudnia   | 1999 | Villach                  | Villacher Alpenarena  | K-90    | –      | 94,0 m  | 94,0 m  | 251,0 pkt | 1.   | –        | –                     |
| 35.  | 18 grudnia   | 1999 | Zakopane                 | Wielka Krokiew        | K-116   | –      | 121,5 m | 116,0 m | 243,9 pkt | 2.   | 16,1 pkt | Martin Schmitt        |
| 36.  | 19 grudnia   | 1999 | Zakopane                 | Wielka Krokiew        | K-116   | –      | 124,5 m | 121,0 m | 261,3 pkt | 2.   | 7,4 pkt  | Martin Schmitt        |
| 37.  | 1 stycznia   | 2000 | Garmisch-Partenkirchen   | Große Olympiaschanze  | K-115   | –      | 111,5 m | 117,0 m | 231,8 pkt | 3.   | 9,9 pkt  | Andreas Widhölzl      |
| 38.  | 3 stycznia   | 2000 | Innsbruck                | Bergisel              | K-108   | –      | 111,0 m | 112,5 m | 239,8 pkt | 3.   | 6,9 pkt  | Andreas Widhölzl      |
| 39.  | 6 stycznia   | 2000 | Bischofshofen            | im. P. Ausserleitnera | K-120   | –      | 130,5 m | 128,0 m | 270,3 pkt | 2.   | 1,6 pkt  | Andreas Widhölzl      |
| 40.  | 8 stycznia   | 2000 | Engelberg                | Gross-Titlis-Schanze  | K-120   | –      | 125,5 m | 119,5 m | 244,0 pkt | 2.   | 14,1 pkt | Martin Schmitt        |
| 41.  | 9 stycznia   | 2000 | Engelberg                | Gross-Titlis-Schanze  | K-120   | –      | 111,5 m | 122,5 m | 222,2 pkt | 3.   | 25,1 pkt | Martin Schmitt        |
| 42.  | 22 stycznia  | 2000 | Sapporo                  | Ōkurayama             | K-120   | –      | 120,5 m | 116,0 m | 226,7 pkt | 2.   | 12,1 pkt | Martin Schmitt        |
| 43.  | 5 lutego     | 2000 | Willingen                | Mühlenkopfschanze     | K-120   | –      | 114,5 m | 127,0 m | 237,2 pkt | 2.   | 22,4 pkt | Andreas Widhölzl      |
| 44.  | 6 lutego     | 2000 | Willingen                | Mühlenkopfschanze     | K-120   | –      | 118,0 m | 124,5 m | 240,0 pkt | 3.   | 8,7 pkt  | Andreas Widhölzl      |
| 45.  | 4 marca      | 2000 | Lahti                    | Salpausselkä          | K-90    | –      | 91,0 m  | 98,5 m  | 254,5 pkt | 1.   | –        | –                     |
| 46.  | 5 marca      | 2000 | Lahti                    | Salpausselkä          | K-116   | –      | 120,5 m | 124,0 m | 257,5 pkt | 2.   | 0,7 pkt  | Martin Schmitt        |
| 47.  | 10 marca     | 2000 | Trondheim                | Granåsen              | K-120   | –      | 132,5 m | 127,0 m | 266,6 pkt | 3.   | 13,2 pkt | Sven Hannawald        |
| 48.  | 12 marca     | 2000 | Oslo                     | Holmenkollbakken      | K-115   | –      | 127,0 m | 123,5 m | 266,4 pkt | 3.   | 5,0 pkt  | Sven Hannawald        |
| 49.  | 19 marca     | 2000 | Planica                  | Velikanka             | K-185   | –      | 198,0 m | 211,0 m | 402,3 pkt | 2.   | 8,4 pkt  | Sven Hannawald        |
| 50.  | 3 grudnia    | 2000 | Kuopio                   | Puijo                 | K-120   | –      | 119,0 m | 124,0 m | 237,9 pkt | 2.   | 0,6 pkt  | Martin Schmitt        |
| 51.  | 4 stycznia   | 2001 | Innsbruck                | Bergisel              | K-108   | –      | 104,0 m | 103,0 m | 214,3 pkt | 2.   | 44,9 pkt | Adam Małysz           |
| 52.  | 6 stycznia   | 2001 | Bischofshofen            | im. P. Ausserleitnera | K-120   | –      | 118,5 m | 124,5 m | 242,9 pkt | 2.   | 31,9 pkt | Adam Małysz           |
| 53.  | 14 stycznia  | 2001 | Harrachov                | Čerťák                | K-185   | –      | 200,5 m | 193,0 m | 381,2 pkt | 2.   | 16,6 pkt | Adam Małysz           |
| 54.  | 13 marca     | 2002 | Falun                    | Lugnet                | K-115   | –      | 121,5 m | 117,5 m | 248,7 pkt | 3.   | 25,8 pkt | Matti Hautamäki       |
| 55.  | 29 listopada | 2002 | Ruka                     | Rukatunturi           | K-120   | –      | 133,5 m | 138,0 m | 291,2 pkt | 3.   | 2,3 pkt  | Primož Peterka        |
| 56.  | 30 listopada | 2002 | Ruka                     | Rukatunturi           | K-120   | –      | 141,0 m | 134,5 m | 298,4 pkt | 2.   | 5,4 pkt  | Andreas Widhölzl      |
| 57.  | 21 grudnia   | 2002 | Engelberg                | Gross-Titlis-Schanze  | K-120   | –      | 128,0 m | 132,0 m | 271,5 pkt | 1.   | –        | –                     |
| 58.  | 29 grudnia   | 2002 | Oberstdorf               | Schattenbergschanze   | K-115   | –      | 124,0 m | 118,5 m | 257,5 pkt | 3.   | 5,6 pkt  | Sven Hannawald        |
| 59.  | 4 stycznia   | 2003 | Innsbruck                | Bergisel              | K-120   | –      | 122,0 m | 115,5 m | 227,5 pkt | 1.   | –        | –                     |
| 60.  | 6 grudnia    | 2003 | Trondheim                | Granåsen              | K-120   | –      | 129,0 m | 121,5 m | 249,9 pkt | 2.   | 4,4 pkt  | Roar Ljøkelsøy        |
| 61.  | 14 grudnia   | 2003 | Titisee-Neustadt         | Hochfirstschanze      | K-125   | –      | 133,0 m | –       | 139,9 pkt | 3.   | 5,9 pkt  | Tami Kiuru            |
| 62.  | 20 grudnia   | 2003 | Engelberg                | Gross-Titlis-Schanze  | K-125   | –      | 128,5 m | 134,5 m | 251,4 pkt | 2.   | 7,2 pkt  | Roar Ljøkelsøy        |
| 63.  | 4 stycznia   | 2004 | Innsbruck                | Bergisel              | K-120   | –      | 132,5 m | 121,0 m | 253,8 pkt | 3.   | 11,4 pkt | Peter Žonta           |
| 64.  | 6 stycznia   | 2004 | Bischofshofen            | im. P. Ausserleitnera | K-120   | –      | 131,5 m | 132,0 m | 261,3 pkt | 3.   | 4,5 pkt  | Sigurd Pettersen      |
| 65.  | 10 stycznia  | 2004 | Liberec                  | Ještěd                | K-120   | –      | 127,0 m | –       | 128,6 pkt | 1.   | –        | –                     |
| 66.  | 11 stycznia  | 2004 | Liberec                  | Ještěd                | K-120   | –      | 139,0 m | –       | 147,2 pkt | 1.   | –        | –                     |
| 67.  | 23 stycznia  | 2004 | Hakuba                   | Olimpijska            | K-120   | –      | 116,0 m | 133,5 m | 240,6 pkt | 2.   | 11,2 pkt | Matti Hautamäki       |
| 68.  | 24 stycznia  | 2004 | Sapporo                  | Ōkurayama             | K-120   | –      | 135,5 m | 129,0 m | 279,1 pkt | 2.   | 2,3 pkt  | Roar Ljøkelsøy        |
| 69.  | 25 stycznia  | 2004 | Sapporo                  | Ōkurayama             | K-120   | –      | 124,5 m | 128,5 m | 256,9 pkt | 3.   | 6,4 pkt  | Roar Ljøkelsøy        |
| 70.  | 7 lutego     | 2004 | Oberstdorf               | im. H.Klopfera        | K-185   | –      | 213,5 m | 198,0 m | 402,8 pkt | 2.   | 11,1 pkt | Roar Ljøkelsøy        |
| 71.  | 14 lutego    | 2004 | Willingen                | Mühlenkopfschanze     | K-130   | –      | 132,5 m | 133,5 m | 242,8 pkt | 1.   | –        | –                     |
| 72.  | 7 marca      | 2004 | Lahti                    | Salpausselkä          | K-116   | –      | 126,0 m | 123,0 m | 265,6 pkt | 3.   | 3,5 pkt  | Bjørn Einar Romøren   |
| 73.  | 27 listopada | 2004 | Ruka                     | Rukatunturi           | K-120   | HS-142 | 144,5 m | 142,0 m | 318,7 pkt | 1.   | –        | –                     |
| 74.  | 28 listopada | 2004 | Ruka                     | Rukatunturi           | K-120   | HS-142 | 143,0 m | 143,0 m | 308,3 pkt | 1.   | –        | –                     |
| 75.  | 4 grudnia    | 2004 | Trondheim                | Granåsen              | K-120   | HS-131 | 132,0 m | 135,5 m | 281,5 pkt | 1.   | –        | –                     |
| 76.  | 5 grudnia    | 2004 | Trondheim                | Granåsen              | K-120   | HS-131 | 123,0 m | 124,5 m | 246,5 pkt | 1.   | –        | –                     |
| 77.  | 11 grudnia   | 2004 | Harrachov                | Čerťák                | K-125   | HS-142 | 141,0 m | 136,5 m | 279,0 pkt | 2.   | 5,2 pkt  | Adam Małysz           |
| 78.  | 12 grudnia   | 2004 | Harrachov                | Čerťák                | K-125   | HS-142 | 140,0 m | 141,0 m | 288,8 pkt | 1.   | –        | –                     |
| 79.  | 18 grudnia   | 2004 | Engelberg                | Gross-Titlis-Schanze  | K-125   | HS-137 | 141,0 m | 137,5 m | 279,3 pkt | 1.   | –        | –                     |
| 80.  | 19 grudnia   | 2004 | Engelberg                | Gross-Titlis-Schanze  | K-125   | HS-137 | 134,0 m | 135,0 m | 260,7 pkt | 1.   | –        | –                     |
| 81.  | 29 grudnia   | 2004 | Oberstdorf               | Schattenbergschanze   | K-120   | HS-137 | 127,0 m | 133,5 m | 268,4 pkt | 1.   | –        | –                     |
| 82.  | 1 stycznia   | 2005 | Garmisch-Partenkirchen   | Große Olympiaschanze  | K-115   | HS-125 | 124,0 m | 128,0 m | 260,1 pkt | 1.   | –        | –                     |
| 83.  | 3 stycznia   | 2005 | Innsbruck                | Bergisel              | K-120   | HS-130 | 128,5 m | 120,0 m | 243,8 pkt | 1.   | –        | –                     |
| 84.  | 6 stycznia   | 2005 | Bischofshofen            | im. P. Ausserleitnera | K-125   | HS-140 | 132,0 m | 140,5 m | 271,0 pkt | 2.   | 6,0 pkt  | Martin Höllwarth      |
| 85.  | 9 stycznia   | 2005 | Willingen                | Mühlenkopfschanze     | K-130   | HS-145 | 135,0 m | 152,0 m | 279,1 pkt | 1.   | –        | –                     |
| 86.  | 22 stycznia  | 2005 | Titisee-Neustadt         | Hochfirstschanze      | K-125   | HS-142 | 142,0 m | 138,0 m | 283,5 pkt | 1.   | –        | –                     |
| 87.  | 30 stycznia  | 2005 | Zakopane                 | Wielka Krokiew        | K-120   | HS-134 | 128,5 m | 132,0 m | 270,9 pkt | 2.   | 7,3 pkt  | Adam Małysz           |
| 88.  | 26 listopada | 2005 | Ruka                     | Rukatunturi           | K-120   | HS-142 | 138,5 m | –       | 149,8 pkt | 2.   | 5,6 pkt  | Jakub Janda           |
| 89.  | 26 listopada | 2005 | Ruka                     | Rukatunturi           | K-120   | HS-142 | 140,5 m | 136,0 m | 299,7 pkt | 2.   | 5,9 pkt  | Robert Kranjec        |
| 90.  | 10 grudnia   | 2005 | Harrachov                | Čerťák                | K-125   | HS-142 | 129,0 m | 140,0 m | 264,2 pkt | 3.   | 25,3 pkt | Andreas Küttel        |
| 91.  | 11 grudnia   | 2005 | Harrachov                | Čerťák                | K-125   | HS-142 | 137,5 m | 139,0 m | 281,7 pkt | 2.   | 5,4 pkt  | Jakub Janda           |
| 92.  | 29 grudnia   | 2005 | Oberstdorf               | Schattenbergschanze   | K-120   | HS-137 | 130,5 m | 130,0 m | 270,9 pkt | 1.   | –        | –                     |
| 93.  | 1 stycznia   | 2006 | Garmisch-Partenkirchen   | Große Olympiaschanze  | K-115   | HS-125 | 122,5 m | 124,0 m | 262,2 pkt | 2.   | 2,5 pkt  | Jakub Janda           |
| 94.  | 6 stycznia   | 2006 | Bischofshofen            | im. P. Ausserleitnera | K-125   | HS-140 | 141,0 m | 141,5 m | 293,0 pkt | 1.   | –        | –                     |
| 95.  | 28 stycznia  | 2006 | Zakopane                 | Wielka Krokiew        | K-120   | HS-134 | 127,0 m | 130,5 m | 264,0 pkt | 3.   | 10,3 pkt | Matti Hautamäki       |
| 96.  | 29 stycznia  | 2006 | Zakopane                 | Wielka Krokiew        | K-120   | HS-134 | 132,0 m | 130,5 m | 274,5 pkt | 2.   | 3,0 pkt  | Matti Hautamäki       |
| 97.  | 13 grudnia   | 2007 | Villach                  | Villacher Alpenarena  | K-90    | HS-98  | 93,0 m  | 95,0 m  | 243,5 pkt | 2.   | 11,0 pkt | Thomas Morgenstern    |
| 98.  | 14 grudnia   | 2007 | Villach                  | Villacher Alpenarena  | K-90    | HS-98  | 91,0 m  | 94,0 m  | 238,5 pkt | 3.   | 11,0 pkt | Thomas Morgenstern    |
| 99.  | 30 grudnia   | 2007 | Oberstdorf               | Schattenbergschanze   | K-120   | HS-137 | 139,0 m | 135,0 m | 279,0 pkt | 3.   | 16,9 pkt | Thomas Morgenstern    |
| 100. | 1 stycznia   | 2008 | Garmisch-Partenkirchen   | Große Olympiaschanze  | K-125   | HS-140 | 132,0 m | 141,0 m | 272,7 pkt | 2.   | 1,7 pkt  | Gregor Schlierenzauer |
| 101. | 5 stycznia   | 2008 | Bischofshofen            | im. P. Ausserleitnera | K-125   | HS-140 | 139,5 m | 138,0 m | 282,5 pkt | 1.   | –        | –                     |
| 102. | 6 stycznia   | 2008 | Bischofshofen            | im. P. Ausserleitnera | K-125   | HS-140 | 126,0 m | 136,0 m | 251,6 pkt | 1.   | –        | –                     |
| 103. | 20 stycznia  | 2008 | Harrachov                | Čerťák                | K-185   | HS-205 | 199,5 m | –       | 187,9 pkt | 1.   | –        | –                     |
| 104. | 4 marca      | 2008 | Kuopio                   | Puijo                 | K-120   | HS-127 | 122,5 m | 126,0 m | 248,3 pkt | 1.   | –        | –                     |
| 105. | 14 marca     | 2008 | Planica                  | Letalnica             | K-185   | HS-215 | 212,5 m | 221,5 m | 427,8 pkt | 2.   | 19,2 pkt | Gregor Schlierenzauer |
| 106. | 29 grudnia   | 2009 | Oberstdorf               | Schattenbergschanze   | K-120   | HS-137 | 116,5 m | 137,0 m | 253,3 pkt | 2.   | 11,9 pkt | Andreas Kofler        |
| 107. | 3 stycznia   | 2010 | Innsbruck                | Bergisel              | K-120   | HS-130 | 128,0 m | 117,5 m | 237,4 pkt | 3.   | 13,7 pkt | Gregor Schlierenzauer |
| 108. | 6 stycznia   | 2010 | Bischofshofen            | im. P. Ausserleitnera | K-125   | HS-140 | 134,0 m | 133,5 m | 264,0 pkt | 2.   | 0,7 pkt  | Thomas Morgenstern    |

### Miejsca w poszczególnych konkursach indywidualnychPucharu Świata
| Źródło | Źródło            | Źródło                | Źródło                      | Źródło                      | Źródło                 | Źródło                       | Źródło                       | Źródło                       | Źródło                       | Źródło                       | Źródło                | Źródło                | Źródło                 | Źródło                 | Źródło                 | Źródło                 | Źródło               | Źródło                     | Źródło                     | Źródło                 | Źródło                 | Źródło          | Źródło            | Źródło            | Źródło                 | Źródło          | Źródło        | Źródło        | Źródło        | Źródło        | Źródło | Źródło | Źródło | Źródło | Źródło | Źródło | Źródło | Źródło | Źródło | Źródło | Źródło | Źródło | Źródło | Źródło | Źródło | Źródło | Źródło | Źródło | Źródło |
| --- | ----------------- | --------------------- | --------------------------- | --------------------------- | ---------------------- | ---------------------------- | ---------------------------- | ---------------------------- | ---------------------------- | ---------------------------- | --------------------- | --------------------- | ---------------------- | ---------------------- | ---------------------- | ---------------------- | -------------------- | -------------------------- | -------------------------- | ---------------------- | ---------------------- | --------------- | ----------------- | ----------------- | ---------------------- | --------------- | ------------- | ------------- | ------------- | ------------- | ------ | ------ | ------ | ------ | ------ | ------ | ------ | ------ | ------ | ------ | ------ | ------ | ------ | ------ | ------ | ------ | ------ | ------ | ------ |
| Sezon 1992/1993 |                   |                       |                             |                             |                        |                              |                              |                              |                              |                              |                       |                       |                        |                        |                        |                        |                      |                            |                            |                        |                        |                 |                   |                   |                        |                 |               |               |               |               |        |        |        |        |        |        |        |        |        |        |        |        |        |        |        |        |        |        |        |
| Falun K115 | Falun K115        | Ruhpolding K107       | Sapporo K90                 | Sapporo K115                | Oberstdorf K115        | Garmisch-Partenkirchen K107  | Innsbruck K110               | Bischofshofen K120           | Predazzo K120                | Bad Mitterndorf K185         | Bad Mitterndorf K185  | Lahti K90             | Lahti K114             | Lillehammer K120       | Oslo K110              | Planica K120           | punkty               | punkty                     | punkty                     | punkty                 | punkty                 | punkty          | punkty            | punkty            | punkty                 | punkty          | punkty        | punkty        | punkty        | punkty        | punkty | punkty | punkty | punkty | punkty |        |        |        |        |        |        |        |        |        |        |        |        |        |        |
| - | -                 | 56                    | -                           | -                           | 47                     | 55                           | 23                           | 45                           | 41                           | -                            | -                     | -                     | 11                     | -                      | -                      | 30                     | 5                    | 5                          | 5                          | 5                      | 5                      | 5               | 5                 | 5                 | 5                      | 5               | 5             | 5             | 5             | 5             | 5      | 5      | 5      | 5      | 5      |        |        |        |        |        |        |        |        |        |        |        |        |        |        |
| Legenda (do sezonu 1992/1993) |                   |                       |                             |                             |                        |                              |                              |                              |                              |                              |                       |                       |                        |                        |                        |                        |                      |                            |                            |                        |                        |                 |                   |                   |                        |                 |               |               |               |               |        |        |        |        |        |        |        |        |        |        |        |        |        |        |        |        |        |        |        |
| 1 2 3 4-10 11-15 poniżej 15 q – zawodnik nie zakwalifikował się - – zawodnik nie wystartował                                                           |                   |                       |                             |                             |                        |                              |                              |                              |                              |                              |                       |                       |                        |                        |                        |                        |                      |                            |                            |                        |                        |                 |                   |                   |                        |                 |               |               |               |               |        |        |        |        |        |        |        |        |        |        |        |        |        |        |        |        |        |        |        |
| Sezon 1993/1994 |                   |                       |                             |                             |                        |                              |                              |                              |                              |                              |                       |                       |                        |                        |                        |                        |                      |                            |                            |                        |                        |                 |                   |                   |                        |                 |               |               |               |               |        |        |        |        |        |        |        |        |        |        |        |        |        |        |        |        |        |        |        |
| Planica K92 | Planica K120      | Predazzo K120         | Courchevel K120             | Engelberg K120              | Oberstdorf K115        | Garmisch-Partenkirchen K107  | Innsbruck K110               | Bischofshofen K120           | Murau K120                   | Liberec K120                 | Liberec K120          | Sapporo K90           | Sapporo K115           | Lahti K90              | Örnsköldsvik K90       | MŚL – Planica K185     | Thunder Bay K90      | Thunder Bay K90            | punkty                     | punkty                 | punkty                 | punkty          | punkty            | punkty            | punkty                 | punkty          | punkty        | punkty        | punkty        | punkty        | punkty | punkty | punkty | punkty | punkty | punkty | punkty |        |        |        |        |        |        |        |        |        |        |        |        |
| 47 | q                 | 35                    | 11                          | 1                           | 8                      | 27                           | 36                           | 10                           | 20                           | 5                            | 5                     | -                     | -                      | 20                     | 7                      | 12                     | 32                   | 8                          | 388                        | 388                    | 388                    | 388             | 388               | 388               | 388                    | 388             | 388           | 388           | 388           | 388           | 388    | 388    | 388    | 388    | 388    | 388    | 388    |        |        |        |        |        |        |        |        |        |        |        |        |
| Sezon 1994/1995 |                   |                       |                             |                             |                        |                              |                              |                              |                              |                              |                       |                       |                        |                        |                        |                        |                      |                            |                            |                        |                        |                 |                   |                   |                        |                 |               |               |               |               |        |        |        |        |        |        |        |        |        |        |        |        |        |        |        |        |        |        |        |
| Planica K92 | Planica K92       | Oberstdorf K115       | Garmisch-Partenkirchen K107 | Innsbruck K110              | Bischofshofen K120     | Willingen K120               | Engelberg K120               | Engelberg K120               | Sapporo K90                  | Sapporo K115                 | Lahti K90             | Lahti K114            | Kuopio K92             | Falun K90              | Falun K90              | Lillehammer K120       | Oslo K110            | Vikersund K170             | Vikersund K170             | Oberstdorf K182        | punkty                 | punkty          | punkty            | punkty            | punkty                 | punkty          | punkty        | punkty        | punkty        | punkty        | punkty | punkty | punkty | punkty | punkty | punkty | punkty | punkty | punkty |        |        |        |        |        |        |        |        |        |        |
| 3 | 4                 | 4                     | 1                           | 7                           | 15                     | 4                            | 2                            | 3                            | 2                            | 3                            | 11                    | 18                    | 5                      | 30                     | 7                      | 23                     | -                    | 14                         | 4                          | 8                      | 869                    | 869             | 869               | 869               | 869                    | 869             | 869           | 869           | 869           | 869           | 869    | 869    | 869    | 869    | 869    | 869    | 869    | 869    | 869    |        |        |        |        |        |        |        |        |        |        |
| Sezon 1995/1996 |                   |                       |                             |                             |                        |                              |                              |                              |                              |                              |                       |                       |                        |                        |                        |                        |                      |                            |                            |                        |                        |                 |                   |                   |                        |                 |               |               |               |               |        |        |        |        |        |        |        |        |        |        |        |        |        |        |        |        |        |        |        |
| Lillehammer K90 | Lillehammer K120  | Villach K90           | Planica K120                | Predazzo K90                | Chamonix K95           | Chamonix K95                 | Oberhof K120                 | Oberstdorf K115              | Garmisch-Partenkirchen K107  | Innsbruck K110               | Bischofshofen K120    | Engelberg K120        | Engelberg K120         | Sapporo K90            | Sapporo K115           | Zakopane K116          | Zakopane K116        | MŚL – Bad Mitterndorf K185 | MŚL – Bad Mitterndorf K185 | Iron Mountain K120     | Iron Mountain K120     | Kuopio K92      | Lahti K90         | Lahti K114        | Harrachov K180         | Falun K90       | Oslo K110     | punkty        | punkty        | punkty        | punkty | punkty | punkty | punkty | punkty | punkty | punkty | punkty | punkty | punkty | punkty | punkty | punkty | punkty | punkty | punkty |        |        |        |
| 4 | 1                 | 4                     | 3                           | 4                           | 2                      | 31                           | 38                           | 6                            | 5                            | 14                           | 7                     | 37                    | 20                     | 15                     | 16                     | 17                     | 19                   | 1                          | 3                          | 4                      | 9                      | 5               | 7                 | 14                | 10                     | 18              | 2             | 1054          | 1054          | 1054          | 1054   | 1054   | 1054   | 1054   | 1054   | 1054   | 1054   | 1054   | 1054   | 1054   | 1054   | 1054   | 1054   | 1054   | 1054   | 1054   |        |        |        |
| Sezon 1996/1997 |                   |                       |                             |                             |                        |                              |                              |                              |                              |                              |                       |                       |                        |                        |                        |                        |                      |                            |                            |                        |                        |                 |                   |                   |                        |                 |               |               |               |               |        |        |        |        |        |        |        |        |        |        |        |        |        |        |        |        |        |        |        |
| Lillehammer K120 | Lillehammer K120  | Ruka K120             | Ruka K120                   | Harrachov K120              | Harrachov K120         | Oberstdorf K115              | Garmisch-Partenkirchen K115  | Innsbruck K110               | Bischofshofen K120           | Engelberg K120               | Engelberg K120        | Sapporo K90           | Sapporo K120           | Hakuba K120            | Willingen K120         | Willingen K120         | Bad Mitterndorf K185 | Bad Mitterndorf K185       | Lahti K114                 | Kuopio K92             | Falun K115             | Oslo K112       | Planica K185      | Planica K185      | punkty                 | punkty          | punkty        | punkty        | punkty        | punkty        | punkty | punkty | punkty | punkty | punkty | punkty | punkty | punkty | punkty | punkty | punkty | punkty | punkty |        |        |        |        |        |        |
| 48 | 34                | 23                    | 5                           | 9                           | 12                     | 33                           | 14                           | 31                           | 5                            | 8                            | 2                     | 5                     | 6                      | 6                      | 7                      | 10                     | 5                    | 4                          | 7                          | 6                      | 15                     | 6               | 22                | 8                 | 734                    | 734             | 734           | 734           | 734           | 734           | 734    | 734    | 734    | 734    | 734    | 734    | 734    | 734    | 734    | 734    | 734    | 734    | 734    |        |        |        |        |        |        |
| Sezon 1997/1998 |                   |                       |                             |                             |                        |                              |                              |                              |                              |                              |                       |                       |                        |                        |                        |                        |                      |                            |                            |                        |                        |                 |                   |                   |                        |                 |               |               |               |               |        |        |        |        |        |        |        |        |        |        |        |        |        |        |        |        |        |        |        |
| Lillehammer K120 | Lillehammer K120  | Predazzo K120         | Villach K90                 | Harrachov K90               | Engelberg K120         | Engelberg K120               | Oberstdorf K115              | Garmisch-Partenkirchen K115  | Innsbruck K110               | Bischofshofen K120           | Ramsau K90            | Zakopane K116         | Zakopane K116          | MŚL – Oberstdorf K185  | MŚL – Oberstdorf K185  | Sapporo K120           | Vikersund K175       | Vikersund K175             | Kuopio K120                | Lahti K116             | Lahti K116             | Falun K115      | Trondheim K120    | Oslo K112         | Planica K120           | Planica K120    | punkty        | punkty        | punkty        | punkty        | punkty | punkty | punkty | punkty | punkty | punkty | punkty | punkty | punkty | punkty | punkty | punkty | punkty | punkty | punkty |        |        |        |        |
| 24 | 34                | 14                    | 11                          | q                           | 3                      | 7                            | 12                           | 4                            | 3                            | 3                            | 7                     | 2                     | 6                      | 8                      | 10                     | 3                      | 18                   | 11                         | 12                         | 1                      | 11                     | 18              | 22                | 13                | -                      | -               | 836           | 836           | 836           | 836           | 836    | 836    | 836    | 836    | 836    | 836    | 836    | 836    | 836    | 836    | 836    | 836    | 836    | 836    | 836    |        |        |        |        |
| Sezon 1998/1999 |                   |                       |                             |                             |                        |                              |                              |                              |                              |                              |                       |                       |                        |                        |                        |                        |                      |                            |                            |                        |                        |                 |                   |                   |                        |                 |               |               |               |               |        |        |        |        |        |        |        |        |        |        |        |        |        |        |        |        |        |        |        |
| Lillehammer K120 | Lillehammer K120  | Chamonix K95          | Chamonix K95                | Predazzo K120               | Oberhof K120           | Harrachov K120               | Harrachov K120               | Oberstdorf K115              | Garmisch-Partenkirchen K115  | Innsbruck K110               | Bischofshofen K120    | Engelberg K120        | Engelberg K120         | Zakopane K116          | Zakopane K116          | Sapporo K120           | Sapporo K120         | Willingen K120             | Willingen K120             | Harrachov K120         | Kuopio K120            | Lahti K90       | Trondheim K120    | Falun K115        | Oslo K115              | Planica K185    | Planica K185  | Planica K185  | punkty        | punkty        | punkty | punkty | punkty | punkty | punkty | punkty | punkty | punkty | punkty | punkty | punkty | punkty | punkty | punkty | punkty | punkty | punkty |        |        |
| 2 | 2                 | 2                     | 1                           | 8                           | 7                      | 1                            | 1                            | 5                            | 2                            | 2                            | 2                     | 1                     | 4                      | 2                      | 1                      | 8                      | 7                    | 6                          | 14                         | 1                      | 18                     | 4               | 31                | 8                 | 5                      | 5               | 8             | 9             | 1695          | 1695          | 1695   | 1695   | 1695   | 1695   | 1695   | 1695   | 1695   | 1695   | 1695   | 1695   | 1695   | 1695   | 1695   | 1695   | 1695   | 1695   | 1695   |        |        |
| Sezon 1999/2000 |                   |                       |                             |                             |                        |                              |                              |                              |                              |                              |                       |                       |                        |                        |                        |                        |                      |                            |                            |                        |                        |                 |                   |                   |                        |                 |               |               |               |               |        |        |        |        |        |        |        |        |        |        |        |        |        |        |        |        |        |        |        |
| Kuopio K120 | Kuopio K120       | Predazzo K120         | Predazzo K120               | Villach K90                 | Zakopane K116          | Zakopane K116                | Oberstdorf K115              | Garmisch-Partenkirchen K115  | Innsbruck K110               | Bischofshofen K120           | Engelberg K120        | Engelberg K120        | Sapporo K120           | Sapporo K120           | Hakuba K120            | Willingen K120         | Willingen K120       | Bad Mitterndorf K185       | Iron Mountain K120         | Iron Mountain K120     | Lahti K116             | Lahti K116      | Trondheim K120    | Oslo K115         | Planica K185           | punkty          | punkty        | punkty        | punkty        | punkty        | punkty | punkty | punkty | punkty | punkty | punkty | punkty | punkty | punkty | punkty | punkty | punkty | punkty | punkty |        |        |        |        |        |
| 37 | 66                | 10                    | 33                          | 1                           | 2                      | 2                            | 6                            | 3                            | 3                            | 2                            | 2                     | 3                     | 2                      | 6                      | 4                      | 2                      | 3                    | 6                          | 19                         | 9                      | 1                      | 2               | 3                 | 3                 | 2                      | 1437            | 1437          | 1437          | 1437          | 1437          | 1437   | 1437   | 1437   | 1437   | 1437   | 1437   | 1437   | 1437   | 1437   | 1437   | 1437   | 1437   | 1437   | 1437   |        |        |        |        |        |
| Sezon 2000/2001 |                   |                       |                             |                             |                        |                              |                              |                              |                              |                              |                       |                       |                        |                        |                        |                        |                      |                            |                            |                        |                        |                 |                   |                   |                        |                 |               |               |               |               |        |        |        |        |        |        |        |        |        |        |        |        |        |        |        |        |        |        |        |
| Kuopio K120 | Kuopio K120       | Kuopio K120           | Oberstdorf K115             | Garmisch-Partenkirchen K115 | Innsbruck K108         | Bischofshofen K120           | Harrachov K185               | Harrachov K185               | Park City K120               | Hakuba K120                  | Sapporo K120          | Sapporo K120          | Willingen K120         | Willingen K120         | Oberstdorf K185        | Oberstdorf K185        | Falun K115           | Trondheim K120             | Oslo K115                  | Planica K185           | punkty                 | punkty          | punkty            | punkty            | punkty                 | punkty          | punkty        | punkty        | punkty        | punkty        | punkty | punkty | punkty | punkty | punkty | punkty | punkty | punkty | punkty |        |        |        |        |        |        |        |        |        |        |
| 17 | 4                 | 2                     | 9                           | 4                           | 2                      | 2                            | 5                            | 2                            | 5                            | 6                            | 9                     | 10                    | -                      | -                      | 10                     | 46                     | 19                   | -                          | -                          | -                      | 686                    | 686             | 686               | 686               | 686                    | 686             | 686           | 686           | 686           | 686           | 686    | 686    | 686    | 686    | 686    | 686    | 686    | 686    | 686    |        |        |        |        |        |        |        |        |        |        |
| Sezon 2001/2002 |                   |                       |                             |                             |                        |                              |                              |                              |                              |                              |                       |                       |                        |                        |                        |                        |                      |                            |                            |                        |                        |                 |                   |                   |                        |                 |               |               |               |               |        |        |        |        |        |        |        |        |        |        |        |        |        |        |        |        |        |        |        |
| Kuopio K120 | Kuopio K120       | Titisee-Neustadt K120 | Titisee-Neustadt K120       | Villach K90                 | Engelberg K120         | Engelberg K120               | Predazzo K120                | Predazzo K120                | Oberstdorf K115              | Garmisch-Partenkirchen K115  | Innsbruck K120        | Bischofshofen K120    | Willingen K120         | Zakopane K120          | Zakopane K120          | Hakuba K120            | Sapporo K120         | Lahti K116                 | Falun K115                 | Trondheim K120         | Oslo K115              | punkty          | punkty            | punkty            | punkty                 | punkty          | punkty        | punkty        | punkty        | punkty        | punkty | punkty | punkty | punkty | punkty | punkty | punkty | punkty | punkty | punkty |        |        |        |        |        |        |        |        |        |
| 33 | -                 | -                     | -                           | 19                          | 18                     | 11                           | -                            | -                            | 12                           | 16                           | q                     | 16                    | 8                      | 34                     | 14                     | -                      | -                    | 4                          | 3                          | 5                      | 4                      | 356             | 356               | 356               | 356                    | 356             | 356           | 356           | 356           | 356           | 356    | 356    | 356    | 356    | 356    | 356    | 356    | 356    | 356    | 356    |        |        |        |        |        |        |        |        |        |
| Sezon 2002/2003 |                   |                       |                             |                             |                        |                              |                              |                              |                              |                              |                       |                       |                        |                        |                        |                        |                      |                            |                            |                        |                        |                 |                   |                   |                        |                 |               |               |               |               |        |        |        |        |        |        |        |        |        |        |        |        |        |        |        |        |        |        |        |
| Ruka K120 | Ruka K120         | Trondheim K120        | Trondheim K120              | Titisee-Neustadt K120       | Titisee-Neustadt K120  | Engelberg K120               | Engelberg K120               | Oberstdorf K115              | Garmisch-Partenkirchen K115  | Innsbruck K120               | Bischofshofen K120    | Liberec K120          | Zakopane K120          | Zakopane K120          | Hakuba K120            | Sapporo K120           | Sapporo K120         | Bad Mitterndorf K185       | Bad Mitterndorf K185       | Willingen K120         | Willingen K120         | Oslo K115       | Lahti K116        | Lahti K116        | Planica K185           | Planica K185    | punkty        | punkty        | punkty        | punkty        | punkty | punkty | punkty | punkty | punkty | punkty | punkty | punkty | punkty | punkty | punkty | punkty | punkty | punkty | punkty |        |        |        |        |
| 3 | 2                 | 9                     | 4                           | 4                           | 10                     | 1                            | 8                            | 3                            | 5                            | 1                            | 4                     | 6                     | 20                     | 6                      | 6                      | 8                      | 11                   | 17                         | 5                          | 9                      | 24                     | 19              | 17                | 19                | 35                     | 17              | 1016          | 1016          | 1016          | 1016          | 1016   | 1016   | 1016   | 1016   | 1016   | 1016   | 1016   | 1016   | 1016   | 1016   | 1016   | 1016   | 1016   | 1016   | 1016   |        |        |        |        |
| Sezon 2003/2004 |                   |                       |                             |                             |                        |                              |                              |                              |                              |                              |                       |                       |                        |                        |                        |                        |                      |                            |                            |                        |                        |                 |                   |                   |                        |                 |               |               |               |               |        |        |        |        |        |        |        |        |        |        |        |        |        |        |        |        |        |        |        |
| Ruka K120 | Ruka K120         | Trondheim K120        | Titisee-Neustadt K120       | Engelberg K125              | Oberstdorf K120        | Garmisch-Partenkirchen K115  | Innsbruck K120               | Bischofshofen K125           | Liberec K120                 | Liberec K120                 | Zakopane K120         | Zakopane K120         | Hakuba K120            | Sapporo K120           | Sapporo K120           | Oberstdorf K185        | Willingen K130       | Park City K120             | Lahti K116                 | Kuopio K120            | Lillehammer K120       | Oslo K115       | punkty            | punkty            | punkty                 | punkty          | punkty        | punkty        | punkty        | punkty        | punkty | punkty | punkty | punkty | punkty | punkty | punkty | punkty | punkty | punkty | punkty |        |        |        |        |        |        |        |        |
| 23 | 6                 | 2                     | 3                           | 2                           | 13                     | 4                            | 3                            | 3                            | 1                            | 1                            | 6                     | 12                    | 2                      | 2                      | 3                      | 2                      | 1                    | 14                         | 3                          | 4                      | 7                      | 8               | 1316              | 1316              | 1316                   | 1316            | 1316          | 1316          | 1316          | 1316          | 1316   | 1316   | 1316   | 1316   | 1316   | 1316   | 1316   | 1316   | 1316   | 1316   | 1316   |        |        |        |        |        |        |        |        |
| Sezon 2004/2005 |                   |                       |                             |                             |                        |                              |                              |                              |                              |                              |                       |                       |                        |                        |                        |                        |                      |                            |                            |                        |                        |                 |                   |                   |                        |                 |               |               |               |               |        |        |        |        |        |        |        |        |        |        |        |        |        |        |        |        |        |        |        |
| Ruka HS142 | Ruka HS142        | Trondheim HS131       | Trondheim HS131             | Harrachov HS142             | Harrachov HS142        | Engelberg HS137              | Engelberg HS137              | Oberstdorf HS137             | Garmisch-Partenkirchen HS125 | Innsbruck HS130              | Bischofshofen HS140   | Willingen HS145       | Bad Mitterndorf HS200  | Bad Mitterndorf HS200  | Titisee-Neustadt HS142 | Titisee-Neustadt HS142 | Zakopane HS134       | Zakopane HS134             | Sapporo HS134              | Sapporo HS134          | Pragelato HS140        | Lahti HS130     | Kuopio HS127      | Lillehammer HS134 | Oslo HS128             | Planica HS215   | Planica HS215 | punkty        | punkty        | punkty        | punkty | punkty | punkty | punkty | punkty | punkty | punkty | punkty | punkty | punkty | punkty | punkty | punkty | punkty | punkty | punkty |        |        |        |
| 1 | 1                 | 1                     | 1                           | 2                           | 1                      | 1                            | 1                            | 1                            | 1                            | 1                            | 2                     | 1                     | -                      | -                      | 1                      | 7                      | 4                    | 2                          | -                          | -                      | -                      | 4               | 12                | 4                 | 18                     | 17              | 6             | 1715          | 1715          | 1715          | 1715   | 1715   | 1715   | 1715   | 1715   | 1715   | 1715   | 1715   | 1715   | 1715   | 1715   | 1715   | 1715   | 1715   | 1715   | 1715   |        |        |        |
| Sezon 2005/2006 |                   |                       |                             |                             |                        |                              |                              |                              |                              |                              |                       |                       |                        |                        |                        |                        |                      |                            |                            |                        |                        |                 |                   |                   |                        |                 |               |               |               |               |        |        |        |        |        |        |        |        |        |        |        |        |        |        |        |        |        |        |        |
| Ruka HS142 | Ruka HS142        | Lillehammer HS134     | Lillehammer HS134           | Harrachov HS142             | Harrachov HS142        | Engelberg HS137              | Oberstdorf HS137             | Garmisch-Partenkirchen HS125 | Innsbruck HS130              | Bischofshofen HS140          | Sapporo HS134         | Sapporo HS134         | Zakopane HS134         | Zakopane HS134         | Willingen HS145        | Lahti HS130            | Kuopio HS127         | Lillehammer HS134          | Oslo HS128                 | Planica HS215          | Planica HS215          | punkty          | punkty            | punkty            | punkty                 | punkty          | punkty        | punkty        | punkty        | punkty        | punkty | punkty | punkty | punkty | punkty | punkty | punkty | punkty | punkty | punkty |        |        |        |        |        |        |        |        |        |
| 2 | 2                 | 5                     | 6                           | 3                           | 2                      | 4                            | 1                            | 2                            | 6                            | 1                            | -                     | -                     | 3                      | 2                      | 6                      | 20                     | -                    | 25                         | 12                         | 11                     | 10                     | 1024            | 1024              | 1024              | 1024                   | 1024            | 1024          | 1024          | 1024          | 1024          | 1024   | 1024   | 1024   | 1024   | 1024   | 1024   | 1024   | 1024   | 1024   | 1024   |        |        |        |        |        |        |        |        |        |
| Sezon 2006/2007 |                   |                       |                             |                             |                        |                              |                              |                              |                              |                              |                       |                       |                        |                        |                        |                        |                      |                            |                            |                        |                        |                 |                   |                   |                        |                 |               |               |               |               |        |        |        |        |        |        |        |        |        |        |        |        |        |        |        |        |        |        |        |
| Ruka HS142 | Lillehammer HS138 | Lillehammer HS138     | Engelberg HS137             | Engelberg HS137             | Oberstdorf HS137       | Garmisch-Partenkirchen HS125 | Innsbruck HS130              | Bischofshofen HS140          | Vikersund HS207              | Zakopane HS134               | Oberstdorf HS137      | Oberstdorf HS137      | Titisee-Neustadt HS142 | Titisee-Neustadt HS142 | Klingenthal HS140      | Willingen HS145        | Lahti HS130          | Kuopio HS127               | Oslo HS128                 | Oslo HS128             | Planica HS215          | Planica HS215   | Planica HS215     | punkty            | punkty                 | punkty          | punkty        | punkty        | punkty        | punkty        | punkty | punkty | punkty | punkty | punkty | punkty | punkty | punkty | punkty | punkty | punkty | punkty |        |        |        |        |        |        |        |
| 55 | 6                 | 7                     | 21                          | 14                          | 7                      | 16                           | 5                            | 11                           | 4                            | 25                           | 8                     | 8                     | -                      | -                      | -                      | -                      | 8                    | 8                          | 10                         | 10                     | 7                      | 9               | 17                | 539               | 539                    | 539             | 539           | 539           | 539           | 539           | 539    | 539    | 539    | 539    | 539    | 539    | 539    | 539    | 539    | 539    | 539    | 539    |        |        |        |        |        |        |        |
| Sezon 2007/2008 |                   |                       |                             |                             |                        |                              |                              |                              |                              |                              |                       |                       |                        |                        |                        |                        |                      |                            |                            |                        |                        |                 |                   |                   |                        |                 |               |               |               |               |        |        |        |        |        |        |        |        |        |        |        |        |        |        |        |        |        |        |        |
| Ruka HS142 | Trondheim HS131   | Trondheim HS131       | Villach HS98                | Villach HS98                | Engelberg HS137        | Engelberg HS137              | Oberstdorf HS137             | Garmisch-Partenkirchen HS140 | Bischofshofen HS140          | Bischofshofen HS140          | Predazzo HS134        | Predazzo HS134        | Harrachov HS205        | Zakopane HS134         | Zakopane HS134         | Sapporo HS134          | Sapporo HS134        | Liberec HS134              | Liberec HS134              | Willingen HS145        | Kuopio HS127           | Kuopio HS127    | Lillehammer HS138 | Oslo HS128        | Planica HS215          | Planica HS215   | punkty        | punkty        | punkty        | punkty        | punkty | punkty | punkty | punkty | punkty | punkty | punkty | punkty | punkty | punkty | punkty | punkty | punkty | punkty | punkty |        |        |        |        |
| 14 | 4                 | 7                     | 2                           | 3                           | 16                     | 15                           | 3                            | 2                            | 1                            | 1                            | 5                     | 4                     | 1                      | 13                     | 16                     | -                      | -                    | 4                          | 5                          | 9                      | 9                      | 1               | 4                 | 14                | 2                      | 5               | 1291          | 1291          | 1291          | 1291          | 1291   | 1291   | 1291   | 1291   | 1291   | 1291   | 1291   | 1291   | 1291   | 1291   | 1291   | 1291   | 1291   | 1291   | 1291   |        |        |        |        |
| Sezon 2009/2010 |                   |                       |                             |                             |                        |                              |                              |                              |                              |                              |                       |                       |                        |                        |                        |                        |                      |                            |                            |                        |                        |                 |                   |                   |                        |                 |               |               |               |               |        |        |        |        |        |        |        |        |        |        |        |        |        |        |        |        |        |        |        |
| Ruka HS142 | Lillehammer HS138 | Lillehammer HS138     | Engelberg HS137             | Engelberg HS137             | Engelberg HS137        | Oberstdorf HS137             | Garmisch-Partenkirchen HS140 | Innsbruck HS130              | Bischofshofen HS140          | Bad Mitterndorf HS200        | Bad Mitterndorf HS200 | Sapporo HS134         | Sapporo HS134          | Zakopane HS134         | Zakopane HS134         | Oberstdorf HS213       | Klingenthal HS140    | Willingen HS145            | Lahti HS130                | Kuopio HS127           | Lillehammer HS138      | Oslo HS134      | punkty            | punkty            | punkty                 | punkty          | punkty        | punkty        | punkty        | punkty        | punkty | punkty | punkty | punkty | punkty | punkty | punkty | punkty | punkty | punkty | punkty |        |        |        |        |        |        |        |        |
| 34 | 9                 | -                     | 16                          | 13                          | 10                     | 2                            | 6                            | 3                            | 2                            | 9                            | 12                    | -                     | -                      | 7                      | 9                      | 11                     | -                    | -                          | 27                         | -                      | -                      | -               | 494               | 494               | 494                    | 494             | 494           | 494           | 494           | 494           | 494    | 494    | 494    | 494    | 494    | 494    | 494    | 494    | 494    | 494    | 494    |        |        |        |        |        |        |        |        |
| Sezon 2010/2011 |                   |                       |                             |                             |                        |                              |                              |                              |                              |                              |                       |                       |                        |                        |                        |                        |                      |                            |                            |                        |                        |                 |                   |                   |                        |                 |               |               |               |               |        |        |        |        |        |        |        |        |        |        |        |        |        |        |        |        |        |        |        |
| Ruka HS142 | Kuopio HS127      | Lillehammer HS138     | Lillehammer HS138           | Engelberg HS137             | Engelberg HS137        | Engelberg HS137              | Oberstdorf HS137             | Garmisch-Partenkirchen HS140 | Innsbruck HS130              | Bischofshofen HS140          | Harrachov HS205       | Harrachov HS205       | Sapporo HS134          | Sapporo HS134          | Zakopane HS134         | Zakopane HS134         | Zakopane HS134       | Willingen HS145            | Klingenthal HS140          | Oberstdorf HS213       | Vikersund HS225        | Vikersund HS225 | Lahti HS130       | Planica HS215     | Planica HS215          | punkty          | punkty        | punkty        | punkty        | punkty        | punkty | punkty | punkty | punkty | punkty | punkty | punkty | punkty | punkty | punkty | punkty | punkty | punkty | punkty |        |        |        |        |        |
| q | 35                | -                     | -                           | 24                          | 34                     | 20                           | 31                           | 5                            | 33                           | 20                           | -                     | -                     | -                      | -                      | 35                     | 39                     | 47                   | -                          | -                          | -                      | q                      | q               | 34                | -                 | -                      | 74              | 74            | 74            | 74            | 74            | 74     | 74     | 74     | 74     | 74     | 74     | 74     | 74     | 74     | 74     | 74     | 74     | 74     | 74     |        |        |        |        |        |
| Sezon 2013/2014 |                   |                       |                             |                             |                        |                              |                              |                              |                              |                              |                       |                       |                        |                        |                        |                        |                      |                            |                            |                        |                        |                 |                   |                   |                        |                 |               |               |               |               |        |        |        |        |        |        |        |        |        |        |        |        |        |        |        |        |        |        |        |
| Klingenthal HS140 | Ruka HS142        | Lillehammer HS100     | Lillehammer HS138           | Titisee-Neustadt HS142      | Titisee-Neustadt HS142 | Engelberg HS137              | Engelberg HS137              | Oberstdorf HS137             | Garmisch-Partenkirchen HS140 | Innsbruck HS130              | Bischofshofen HS140   | Bad Mitterndorf HS200 | Bad Mitterndorf HS200  | Wisła HS134            | Zakopane HS134         | Sapporo HS134          | Sapporo HS134        | Willingen HS145            | Willingen HS145            | Falun HS134            | Lahti HS130            | Lahti HS130     | Kuopio HS127      | Trondheim HS140   | Oslo HS134             | Planica HS139   | Planica HS139 | punkty        | punkty        | punkty        | punkty | punkty | punkty | punkty | punkty | punkty | punkty | punkty | punkty | punkty | punkty | punkty | punkty | punkty | punkty | punkty |        |        |        |
| 16 | 31                | 13                    | 9                           | 21                          | 5                      | 23                           | 29                           | 25                           | 14                           | 23                           | 38                    | -                     | -                      | -                      | -                      | -                      | -                    | 30                         | 20                         | 34                     | 28                     | 36              | -                 | -                 | -                      | -               | -             | 176           | 176           | 176           | 176    | 176    | 176    | 176    | 176    | 176    | 176    | 176    | 176    | 176    | 176    | 176    | 176    | 176    | 176    | 176    |        |        |        |
| Sezon 2014/2015 |                   |                       |                             |                             |                        |                              |                              |                              |                              |                              |                       |                       |                        |                        |                        |                        |                      |                            |                            |                        |                        |                 |                   |                   |                        |                 |               |               |               |               |        |        |        |        |        |        |        |        |        |        |        |        |        |        |        |        |        |        |        |
| Klingenthal HS140 | Ruka HS142        | Ruka HS142            | Lillehammer HS138           | Lillehammer HS138           | Niżny Tagił HS134      | Niżny Tagił HS134            | Engelberg HS137              | Engelberg HS137              | Oberstdorf HS137             | Garmisch-Partenkirchen HS140 | Innsbruck HS130       | Bischofshofen HS140   | Bad Mitterndorf HS225  | Wisła HS134            | Zakopane HS134         | Sapporo HS134          | Sapporo HS134        | Willingen HS145            | Willingen HS145            | Titisee-Neustadt HS142 | Titisee-Neustadt HS142 | Vikersund HS225 | Vikersund HS225   | Lahti HS130       | Kuopio HS100           | Trondheim HS140 | Oslo HS134    | Oslo HS134    | Planica HS225 | Planica HS225 | punkty |        |        |        |        |        |        |        |        |        |        |        |        |        |        |        |        |        |        |
| - | 29                | 32                    | -                           | -                           | -                      | -                            | -                            | -                            | -                            | -                            | -                     | -                     | -                      | -                      | -                      | -                      | -                    | 31                         | 30                         | -                      | -                      | -               | -                 | 34                | 20                     | q               | 24            | 40            | 23            | -             | 29     |        |        |        |        |        |        |        |        |        |        |        |        |        |        |        |        |        |        |
| Sezon 2015/2016 |                   |                       |                             |                             |                        |                              |                              |                              |                              |                              |                       |                       |                        |                        |                        |                        |                      |                            |                            |                        |                        |                 |                   |                   |                        |                 |               |               |               |               |        |        |        |        |        |        |        |        |        |        |        |        |        |        |        |        |        |        |        |
| Klingenthal HS140 | Lillehammer HS100 | Lillehammer HS100     | Niżny Tagił HS134           | Niżny Tagił HS134           | Engelberg HS137        | Engelberg HS137              | Oberstdorf HS137             | Garmisch-Partenkirchen HS140 | Innsbruck HS130              | Bischofshofen HS140          | Willingen HS145       | Zakopane HS134        | Sapporo HS134          | Sapporo HS134          | Trondheim HS140        | Vikersund HS225        | Vikersund HS225      | Vikersund HS225            | Lahti HS130                | Lahti HS100            | Kuopio HS127           | Ałmaty HS140    | Ałmaty HS140      | Wisła HS134       | Titisee-Neustadt HS142 | Planica HS225   | Planica HS225 | Planica HS225 | punkty        | punkty        | punkty | punkty | punkty | punkty | punkty | punkty | punkty | punkty | punkty | punkty | punkty | punkty | punkty | punkty | punkty | punkty | punkty |        |        |
| 41 | -                 | -                     | -                           | -                           | -                      | -                            | -                            | -                            | -                            | -                            | -                     | -                     | -                      | -                      | -                      | -                      | -                    | -                          | q                          | 43                     | -                      | -               | -                 | -                 | -                      | -               | -             | -             | 0             | 0             | 0      | 0      | 0      | 0      | 0      | 0      | 0      | 0      | 0      | 0      | 0      | 0      | 0      | 0      | 0      | 0      | 0      |        |        |
| Sezon 2016/2017 |                   |                       |                             |                             |                        |                              |                              |                              |                              |                              |                       |                       |                        |                        |                        |                        |                      |                            |                            |                        |                        |                 |                   |                   |                        |                 |               |               |               |               |        |        |        |        |        |        |        |        |        |        |        |        |        |        |        |        |        |        |        |
| Ruka HS142 | Ruka HS142        | Klingenthal HS140     | Lillehammer HS138           | Lillehammer HS138           | Engelberg HS140        | Engelberg HS140              | Oberstdorf HS137             | Garmisch-Partenkirchen HS140 | Innsbruck HS130              | Bischofshofen HS140          | Wisła HS134           | Wisła HS134           | Zakopane HS134         | Willingen HS145        | Oberstdorf HS225       | Oberstdorf HS225       | Sapporo HS137        | Sapporo HS137              | Pjongczang HS140           | Pjongczang HS109       | Oslo HS134             | Trondheim HS140 | Vikersund HS225   | Planica HS225     | Planica HS225          | punkty          | punkty        | punkty        | punkty        | punkty        | punkty | punkty | punkty | punkty | punkty | punkty | punkty | punkty | punkty | punkty | punkty | punkty | punkty | punkty |        |        |        |        |        |
| 34 | 34                | 45                    | q                           | q                           | -                      | -                            | -                            | -                            | -                            | -                            | -                     | -                     | 41                     | 21                     | 23                     | 25                     | -                    | -                          | -                          | -                      | 48                     | -               | -                 | -                 | -                      | 24              | 24            | 24            | 24            | 24            | 24     | 24     | 24     | 24     | 24     | 24     | 24     | 24     | 24     | 24     | 24     | 24     | 24     | 24     |        |        |        |        |        |
| Sezon 2017/2018 |                   |                       |                             |                             |                        |                              |                              |                              |                              |                              |                       |                       |                        |                        |                        |                        |                      |                            |                            |                        |                        |                 |                   |                   |                        |                 |               |               |               |               |        |        |        |        |        |        |        |        |        |        |        |        |        |        |        |        |        |        |        |
| Wisła HS134 | Ruka HS142        | Niżny Tagił HS134     | Niżny Tagił HS134           | Titisee-Neustadt HS142      | Engelberg HS140        | Engelberg HS140              | Oberstdorf HS137             | Garmisch-Partenkirchen HS140 | Innsbruck HS130              | Bischofshofen HS140          | Bad Mitterndorf HS235 | Zakopane HS140        | Willingen HS145        | Willingen HS145        | Lahti HS130            | Oslo HS134             | Lillehammer HS140    | Trondheim HS140            | Vikersund HS240            | Planica HS240          | Planica HS240          | punkty          | punkty            | punkty            | punkty                 | punkty          | punkty        | punkty        | punkty        | punkty        | punkty | punkty | punkty | punkty | punkty | punkty | punkty | punkty | punkty | punkty |        |        |        |        |        |        |        |        |        |
| 45 | 34                | -                     | -                           | 45                          | -                      | -                            | -                            | -                            | -                            | -                            | 39                    | -                     | -                      | -                      | 37                     | -                      | -                    | -                          | -                          | -                      | -                      | 0               | 0                 | 0                 | 0                      | 0               | 0             | 0             | 0             | 0             | 0      | 0      | 0      | 0      | 0      | 0      | 0      | 0      | 0      | 0      |        |        |        |        |        |        |        |        |        |
| Legenda |                   |                       |                             |                             |                        |                              |                              |                              |                              |                              |                       |                       |                        |                        |                        |                        |                      |                            |                            |                        |                        |                 |                   |                   |                        |                 |               |               |               |               |        |        |        |        |        |        |        |        |        |        |        |        |        |        |        |        |        |        |        |
| 1 2 3 4-10 11-30 poniżej 30 dq – dyskwalifikacja q – dyskwalifikacja w kwalifikacjach q – zawodnik nie zakwalifikował się - – zawodnik nie wystartował |                   |                       |                             |                             |                        |                              |                              |                              |                              |                              |                       |                       |                        |                        |                        |                        |                      |                            |                            |                        |                        |                 |                   |                   |                        |                 |               |               |               |               |        |        |        |        |        |        |        |        |        |        |        |        |        |        |        |        |        |        |        |

### Miejsca w poszczególnych konkursach drużynowychPucharu Świata
| Sezon 1992/1993                                  | Sezon 1992/1993 | Sezon 1992/1993 | Sezon 1992/1993 | Sezon 1992/1993        | Sezon 1992/1993   | Sezon 1992/1993           | Sezon 1992/1993  | Predazzo K120   | Planica K120     |
| Sezon 1992/1993                                  | Sezon 1992/1993 | Sezon 1992/1993 | Sezon 1992/1993 | Sezon 1992/1993        | Sezon 1992/1993   | Sezon 1992/1993           | Sezon 1992/1993  | -               | 8                |
| Legenda (w sezonach 1991/1992–1992/1993)         |                 |                 |                 |                        |                   |                           |                  |                 |                  |
| 1 2 3 poniżej 3 - – zawodnik nie wystartował     |                 |                 |                 |                        |                   |                           |                  |                 |                  |
| Sezon 1993/1994                                  | Sezon 1993/1994 | Sezon 1993/1994 | Sezon 1993/1994 | Sezon 1993/1994        | Sezon 1993/1994   | Sezon 1993/1994           | Sezon 1993/1994  | Lahti K114      | Thunder Bay K120 |
| Sezon 1993/1994                                  | Sezon 1993/1994 | Sezon 1993/1994 | Sezon 1993/1994 | Sezon 1993/1994        | Sezon 1993/1994   | Sezon 1993/1994           | Sezon 1993/1994  | 4               | 4                |
| Sezon 1994/1995                                  | Sezon 1994/1995 | Sezon 1994/1995 | Sezon 1994/1995 | Sezon 1994/1995        | Sezon 1994/1995   | Sezon 1994/1995           | Sezon 1994/1995  | Sezon 1994/1995 | Lahti K114       |
| Sezon 1994/1995                                  | Sezon 1994/1995 | Sezon 1994/1995 | Sezon 1994/1995 | Sezon 1994/1995        | Sezon 1994/1995   | Sezon 1994/1995           | Sezon 1994/1995  | Sezon 1994/1995 | 1                |
| Sezon 1995/1996                                  | Sezon 1995/1996 | Sezon 1995/1996 | Sezon 1995/1996 | Sezon 1995/1996        | Sezon 1995/1996   | Planica K120              | Trondheim K120   | Lahti K114      | Oslo K110        |
| Sezon 1995/1996                                  | Sezon 1995/1996 | Sezon 1995/1996 | Sezon 1995/1996 | Sezon 1995/1996        | Sezon 1995/1996   | 1                         | 1                | 4               | 4                |
| Sezon 1996/1997                                  | Sezon 1996/1997 | Sezon 1996/1997 | Sezon 1996/1997 | Sezon 1996/1997        | Sezon 1996/1997   | Sezon 1996/1997           | Sezon 1996/1997  | Sezon 1996/1997 | Lahti K114       |
| Sezon 1996/1997                                  | Sezon 1996/1997 | Sezon 1996/1997 | Sezon 1996/1997 | Sezon 1996/1997        | Sezon 1996/1997   | Sezon 1996/1997           | Sezon 1996/1997  | Sezon 1996/1997 | 1                |
| Sezon 1998/1999                                  | Sezon 1998/1999 | Sezon 1998/1999 | Sezon 1998/1999 | Sezon 1998/1999        | Sezon 1998/1999   | Sezon 1998/1999           | Sezon 1998/1999  | Sezon 1998/1999 | Willingen K120   |
| Sezon 1998/1999                                  | Sezon 1998/1999 | Sezon 1998/1999 | Sezon 1998/1999 | Sezon 1998/1999        | Sezon 1998/1999   | Sezon 1998/1999           | Sezon 1998/1999  | Sezon 1998/1999 | 5                |
| Sezon 1999/2000                                  | Sezon 1999/2000 | Sezon 1999/2000 | Sezon 1999/2000 | Sezon 1999/2000        | Sezon 1999/2000   | Sezon 1999/2000           | Hakuba K120      | Lahti K116      | Planica K185     |
| Sezon 1999/2000                                  | Sezon 1999/2000 | Sezon 1999/2000 | Sezon 1999/2000 | Sezon 1999/2000        | Sezon 1999/2000   | Sezon 1999/2000           | 1                | 1               | 2                |
| Sezon 2000/2001                                  | Sezon 2000/2001 | Sezon 2000/2001 | Sezon 2000/2001 | Sezon 2000/2001        | Sezon 2000/2001   | Kuopio K120               | Park City K120   | Willingen K120  | Planica K185     |
| Sezon 2000/2001                                  | Sezon 2000/2001 | Sezon 2000/2001 | Sezon 2000/2001 | Sezon 2000/2001        | Sezon 2000/2001   | 3                         | 2                | -               | -                |
| Legenda (w sezonach 1993/1994–2000/2001)         |                 |                 |                 |                        |                   |                           |                  |                 |                  |
| 1 2 3 4-6 poniżej 6 - – zawodnik nie wystartował |                 |                 |                 |                        |                   |                           |                  |                 |                  |
| Sezon 2001/2002                                  | Sezon 2001/2002 | Sezon 2001/2002 | Sezon 2001/2002 | Sezon 2001/2002        | Villach K90       | Willingen K120            | Sapporo K120     | Lahti K116      | Planica K185     |
| Sezon 2001/2002                                  | Sezon 2001/2002 | Sezon 2001/2002 | Sezon 2001/2002 | Sezon 2001/2002        | -                 | 2                         | -                | 1               | 1                |
| Sezon 2002/2003                                  | Sezon 2002/2003 | Sezon 2002/2003 | Sezon 2002/2003 | Sezon 2002/2003        | Sezon 2002/2003   | Sezon 2002/2003           | Sezon 2002/2003  | Oslo K115       | Planica K185     |
| Sezon 2002/2003                                  | Sezon 2002/2003 | Sezon 2002/2003 | Sezon 2002/2003 | Sezon 2002/2003        | Sezon 2002/2003   | Sezon 2002/2003           | Sezon 2002/2003  | -               | 1                |
| Sezon 2003/2004                                  | Sezon 2003/2004 | Sezon 2003/2004 | Sezon 2003/2004 | Sezon 2003/2004        | Sezon 2003/2004   | Sezon 2003/2004           | Sezon 2003/2004  | Willingen K130  | Lahti K116       |
| Sezon 2003/2004                                  | Sezon 2003/2004 | Sezon 2003/2004 | Sezon 2003/2004 | Sezon 2003/2004        | Sezon 2003/2004   | Sezon 2003/2004           | Sezon 2003/2004  | 2               | 2                |
| Sezon 2004/2005                                  | Sezon 2004/2005 | Sezon 2004/2005 | Sezon 2004/2005 | Sezon 2004/2005        | Sezon 2004/2005   | Sezon 2004/2005           | Willingen HS145  | Pragelato HS140 | Lahti HS130      |
| Sezon 2004/2005                                  | Sezon 2004/2005 | Sezon 2004/2005 | Sezon 2004/2005 | Sezon 2004/2005        | Sezon 2004/2005   | Sezon 2004/2005           | 2                | -               | 2                |
| Sezon 2005/2006                                  | Sezon 2005/2006 | Sezon 2005/2006 | Sezon 2005/2006 | Sezon 2005/2006        | Sezon 2005/2006   | Sezon 2005/2006           | Sezon 2005/2006  | Willingen HS145 | Lahti HS130      |
| Sezon 2005/2006                                  | Sezon 2005/2006 | Sezon 2005/2006 | Sezon 2005/2006 | Sezon 2005/2006        | Sezon 2005/2006   | Sezon 2005/2006           | Sezon 2005/2006  | 1               | 3                |
| Sezon 2006/2007                                  | Sezon 2006/2007 | Sezon 2006/2007 | Sezon 2006/2007 | Sezon 2006/2007        | Sezon 2006/2007   | Sezon 2006/2007           | Sezon 2006/2007  | Willingen HS145 | Lahti HS130      |
| Sezon 2006/2007                                  | Sezon 2006/2007 | Sezon 2006/2007 | Sezon 2006/2007 | Sezon 2006/2007        | Sezon 2006/2007   | Sezon 2006/2007           | Sezon 2006/2007  | -               | 3                |
| Sezon 2007/2008                                  | Sezon 2007/2008 | Sezon 2007/2008 | Sezon 2007/2008 | Sezon 2007/2008        | Sezon 2007/2008   | Sezon 2007/2008           | Ruka HS142       | Willingen HS145 | Planica HS215    |
| Sezon 2007/2008                                  | Sezon 2007/2008 | Sezon 2007/2008 | Sezon 2007/2008 | Sezon 2007/2008        | Sezon 2007/2008   | Sezon 2007/2008           | 3                | 2               | 2                |
| Sezon 2009/2010                                  | Sezon 2009/2010 | Sezon 2009/2010 | Sezon 2009/2010 | Sezon 2009/2010        | Sezon 2009/2010   | Ruka HS142                | Oberstdorf HS213 | Willingen HS145 | Lahti HS130      |
| Sezon 2009/2010                                  | Sezon 2009/2010 | Sezon 2009/2010 | Sezon 2009/2010 | Sezon 2009/2010        | Sezon 2009/2010   | 3                         | 3                | -               | 8                |
| Sezon 2010/2011                                  | Sezon 2010/2011 | Sezon 2010/2011 | Sezon 2010/2011 | Sezon 2010/2011        | Ruka HS142        | Willingen HS145           | Oberstdorf HS213 | Lahti HS130     | Planica HS215    |
| Sezon 2010/2011                                  | Sezon 2010/2011 | Sezon 2010/2011 | Sezon 2010/2011 | Sezon 2010/2011        | 4                 | -                         | -                | 6               | -                |
| Sezon 2013/2014                                  | Sezon 2013/2014 | Sezon 2013/2014 | Sezon 2013/2014 | Sezon 2013/2014        | Klingenthal HS140 | Lillehammer HS100 (mikst) | Zakopane HS134   | Lahti HS130     | Planica HS139    |
| Sezon 2013/2014                                  | Sezon 2013/2014 | Sezon 2013/2014 | Sezon 2013/2014 | Sezon 2013/2014        | 8                 | 11                        | -                | 5               | -                |
| Sezon 2014/2015                                  | Sezon 2014/2015 | Sezon 2014/2015 | Sezon 2014/2015 | Sezon 2014/2015        | Klingenthal HS140 | Zakopane HS134            | Willingen HS145  | Lahti HS130     | Planica HS225    |
| Sezon 2014/2015                                  | Sezon 2014/2015 | Sezon 2014/2015 | Sezon 2014/2015 | Sezon 2014/2015        | -                 | -                         | 10               | 9               | 7                |
| Sezon 2015/2016                                  | Sezon 2015/2016 | Sezon 2015/2016 | Sezon 2015/2016 | Klingenthal HS140      | Willingen HS145   | Zakopane HS134            | Oslo HS134       | Kuopio HS127    | Planica HS225    |
| Sezon 2015/2016                                  | Sezon 2015/2016 | Sezon 2015/2016 | Sezon 2015/2016 | 8                      | -                 | -                         | -                | -               | -                |
| Sezon 2016/2017                                  | Sezon 2016/2017 | Sezon 2016/2017 | Sezon 2016/2017 | Klingenthal HS140      | Zakopane HS134    | Willingen HS145           | Oslo HS134       | Vikersund HS225 | Planica HS225    |
| Sezon 2016/2017                                  | Sezon 2016/2017 | Sezon 2016/2017 | Sezon 2016/2017 | -                      | 9                 | 7                         | 9                | -               | -                |
| Sezon 2017/2018                                  | Sezon 2017/2018 | Wisła HS134     | Ruka HS142      | Titisee-Neustadt HS142 | Zakopane HS140    | Lahti HS130               | Oslo HS134       | Vikersund HS240 | Planica HS240    |
| Sezon 2017/2018                                  | Sezon 2017/2018 | 11              | 10              | 7                      | -                 | 9                         | -                | -               | -                |
| Legenda                                          |                 |                 |                 |                        |                   |                           |                  |                 |                  |
| 1 2 3 4-8 poniżej 8 - – zawodnik nie wystartował |                 |                 |                 |                        |                   |                           |                  |                 |                  |

### Turniej Czterech Skoczni

#### Miejsca w klasyfikacji generalnej
| Sezon     | Miejsce |
| --------- | ------- |
| 1992/1993 | 39.     |
| 1993/1994 | 16.     |
| 1994/1995 | 3.      |
| 1995/1996 | 6.      |
| 1996/1997 | 18.     |
| 1997/1998 | 3.      |
| 1998/1999 | 1.      |
| 1999/2000 | 2.      |
| 2000/2001 | 2.      |
| 2001/2002 | 26.     |
| 2002/2003 | 1.      |
| 2003/2004 | 5.      |
| 2004/2005 | 1.      |
| 2005/2006 | 1.      |
| 2006/2007 | 8.      |
| 2007/2008 | 1.      |
| 2009/2010 | 2.      |
| 2010/2011 | 24.     |
| 2013/2014 | 23.     |

### Turniej Nordycki

#### Miejsca w klasyfikacji generalnej
| Sezon | Miejsce | Źr.            |
| ----- | ------- | -------------- |
| 1997  | 4.      | [ 111 ]        |
| 1998  | 9.      | [ 112 ]        |
| 1999  | 5.      | [ 113 ]        |
| 2000  | 1.      | [ 114 ]        |
| 2001  | 36.     | [ 115 ] [ ag ] |
| 2002  | 5.      | [ 107 ]        |
| 2003  | 17.     | [ 107 ]        |
| 2004  | 4.      | [ 107 ]        |
| 2005  | 5.      | [ 107 ]        |
| 2006  | 24.     | [ 107 ]        |
| 2007  | 4.      | [ 107 ]        |
| 2008  | 4.      | [ 107 ]        |
| 2010  | 51.     | [ 107 ]        |

### Raw Air

#### Miejsca w klasyfikacji generalnej
| Sezon | Miejsce |
| ----- | ------- |
| 2017  | 74.     |

### Puchar Świata w lotach

#### Miejsca w klasyfikacji generalnej
| Sezon     | Miejsce |
| --------- | ------- |
| 1993/1994 | 12.     |
| 1994/1995 | 5.      |
| 1995/1996 | 2.      |
| 1996/1997 | 7.      |
| 1997/1998 | 11.     |
| 1998/1999 | 6.      |
| 1999/2000 | 2.      |
| 2000/2001 | 6.      |
| 2009/2010 | 10.     |
| 2014/2015 | 46.     |
| 2016/2017 | 36.     |

## Letnie Grand Prix

### Miejsca w klasyfikacji generalnej
| Sezon | Miejsce |
| ----- | ------- |
| 1994  | 12.     |
| 1995  | 5.      |
| 1996  | 5.      |
| 1998  | 4.      |
| 1999  | 3.      |
| 2000  | 1.      |
| 2001  | 16.     |
| 2002  | 3.      |
| 2003  | 18.     |
| 2004  | 31.     |
| 2005  | 25.     |
| 2006  | 31.     |
| 2007  | 26.     |
| 2013  | 19.     |
| 2015  | 74.     |

### Zwycięstwa w konkursach
| Nr | Dzień       | Rok  | Miejscowość | Skocznia         | Punkt K | Skok 1  | Skok 2  | Nota      |
| -- | ----------- | ---- | ----------- | ---------------- | ------- | ------- | ------- | --------- |
| 1. | 9 sierpnia  | 2000 | Kuopio      | Puijo            | K-120   | 123,5 m | –       | 125,8 pkt |
| 2. | 12 sierpnia | 2000 | Villach     | Alpenarena       | K-90    | 96,5 m  | –       | 131,5 pkt |
| 3. | 14 sierpnia | 2000 | Courchevel  | Tremplin du Praz | K-120   | 125,5 m | –       | 128,4 pkt |
| 4. | 27 sierpnia | 2000 | Hakuba      | Olimpijska       | K-120   | 131,0 m | –       | 138,8 pkt |
| 5. | 3 września  | 2000 | Sapporo     | Ōkurayama        | K-120   | 132,0 m | 127,5 m | 272,6 pkt |

### Miejsca na podium
| Nr  | Dzień          | Rok  | Miejscowość  | Skocznia            | Punkt K | HS     | Skok 1  | Skok 2  | Nota      | Miejsce | Strata   | Zwycięzca         |
| --- | -------------- | ---- | ------------ | ------------------- | ------- | ------ | ------- | ------- | --------- | ------- | -------- | ----------------- |
| 1.  | 11 sierpnia    | 1998 | Predazzo     | Trampolino Dal Ben  | K-120   | –      | 114,5 m | 113,0 m | 206,5 pkt | 2.      | 23,8 pkt | Masahiko Harada   |
| 2.  | 14 sierpnia    | 1998 | Courchevel   | Tremplin du Praz    | K-120   | –      | 122,5 m | 127,0 m | 251,1 pkt | 2.      | 1,3 pkt  | Nicolas Dessum    |
| 3.  | 16 sierpnia    | 1998 | Hinterzarten | Adlerschanze        | K-90    | –      | 91,5 m  | 87,5 m  | 229,5 pkt | 2.      | 21,5 pkt | Masahiko Harada   |
| 4.  | 8 sierpnia     | 1999 | Hinterzarten | Adlerschanze        | K-95    | –      | 103,5 m | 103,0 m | 265,5 pkt | 2.      | 7,5 pkt  | Sven Hannawald    |
| 5.  | 11 września    | 1999 | Hakuba       | Olimpijska          | K-120   | –      | 120,5 m | 117,5 m | 234,4 pkt | 2.      | 13,5 pkt | Sven Hannawald    |
| 6.  | 9 sierpnia     | 2000 | Kuopio       | Puijo               | K-120   | –      | 123,5 m | –       | 125,8 pkt | 1.      | –        | –                 |
| 7.  | 12 sierpnia    | 2000 | Villach      | Alpenarena          | K-90    | –      | 96,5 m  | –       | 131,5 pkt | 1.      | –        | –                 |
| 8.  | 14 sierpnia    | 2000 | Courchevel   | Tremplin du Praz    | K-120   | –      | 125,5 m | –       | 128,4 pkt | 1.      | –        | –                 |
| 9.  | 26 sierpnia    | 2000 | Hakuba       | Olimpijska          | K-120   | –      | 128,0 m | 122,0 m | 252,5 pkt | 2.      | 5,5 pkt  | Matti Hautamäki   |
| 10. | 27 sierpnia    | 2000 | Hakuba       | Olimpijska          | K-120   | –      | 131,0 m | –       | 138,8 pkt | 1.      | –        | –                 |
| 11. | 2 września     | 2000 | Sapporo      | Ōkurayama           | K-120   | –      | 133,5 m | 130,0 m | 273,8 pkt | 2.      | 5,3 pkt  | Hideharu Miyahira |
| 12. | 3 września     | 2000 | Sapporo      | Ōkurayama           | K-120   | –      | 132,0 m | 127,5 m | 272,6 pkt | 1.      | –        | –                 |
| 13. | 14 sierpnia    | 2001 | Courchevel   | Tremplin du Praz    | K-120   | –      | 115,5 m | 120,5 m | 223,8 pkt | 3.      | 8,8 pkt  | Andreas Widhölzl  |
| 14. | 10 sierpnia    | 2002 | Hinterzarten | Adlerschanze        | K-95    | –      | 104,5 m | 102,5 m | 274,0 pkt | 2.      | 4,5 pkt  | Andreas Widhölzl  |
| 15. | 6 września     | 2002 | Lahti        | Salpausselkä        | K-116   | –      | 120,0 m | 125,0 m | 261,9 pkt | 2.      | 13,5 pkt | Andreas Widhölzl  |
| 16. | 7 września     | 2002 | Lahti        | Salpausselkä        | K-116   | –      | 120,0 m | 123,0 m | 253,8 pkt | 2.      | 9,5 pkt  | Andreas Widhölzl  |
| 17. | 7 sierpnia     | 2005 | Hinterzarten | Adlerschanze        | K-95    | HS-108 | 100,5 m | 104,0 m | 261,0 pkt | 2.      | 3,0 pkt  | Wolfgang Loitzl   |
| 18. | 3 października | 2006 | Oberhof      | Hans-Renner-Schanze | K-120   | HS-140 | 130,5 m | 131,5 m | 273,6 pkt | 3.      | 12,3 pkt | Adam Małysz       |
| 19. | 3 października | 2013 | Klingenthal  | Vogtland Arena      | K-125   | HS-140 | 127,0 m | 130,5 m | 245,0 pkt | 3.      | 16,9 pkt | Andreas Wellinger |

### Miejsca w poszczególnych konkursach indywidualnychLGP
| Źródło | Źródło       | Źródło       | Źródło       | Źródło    | Źródło        | Źródło      | Źródło      | Źródło      | Źródło      | Źródło      | Źródło | Źródło | Źródło | Źródło | Źródło | Źródło | Źródło | Źródło | Źródło | Źródło | Źródło | Źródło | Źródło | Źródło | Źródło | Źródło |
| --- | ------------ | ------------ | ------------ | --------- | ------------- | ----------- | ----------- | ----------- | ----------- | ----------- | ------ | ------ | ------ | ------ | ------ | ------ | ------ | ------ | ------ | ------ | ------ | ------ | ------ | ------ | ------ | ------ |
| 1994 |              |              |              |           |               |             |             |             |             |             |        |        |        |        |        |        |        |        |        |        |        |        |        |        |        |        |
| Hinterzarten | Predazzo     | Stams        | punkty       | punkty    | punkty        | punkty      | punkty      | punkty      | punkty      | punkty      | punkty |        |        |        |        |        |        |        |        |        |        |        |        |        |        |        |
| 10 | 7            | 31           | 599,3        | 599,3     | 599,3         | 599,3       | 599,3       | 599,3       | 599,3       | 599,3       | 599,3  |        |        |        |        |        |        |        |        |        |        |        |        |        |        |        |
| 1995 |              |              |              |           |               |             |             |             |             |             |        |        |        |        |        |        |        |        |        |        |        |        |        |        |        |        |
| Kuopio | Trondheim    | Hinterzarten | Stams        | punkty    | punkty        | punkty      | punkty      | punkty      | punkty      | punkty      | punkty | punkty |        |        |        |        |        |        |        |        |        |        |        |        |        |        |
| 13 | 21           | 4            | 21           | 871,8     | 871,8         | 871,8       | 871,8       | 871,8       | 871,8       | 871,8       | 871,8  | 871,8  |        |        |        |        |        |        |        |        |        |        |        |        |        |        |
| 1996 |              |              |              |           |               |             |             |             |             |             |        |        |        |        |        |        |        |        |        |        |        |        |        |        |        |        |
| Trondheim | Oberhof      | Hinterzarten | Predazzo     | Stams     | punkty        | punkty      | punkty      | punkty      | punkty      | punkty      | punkty | punkty | punkty |        |        |        |        |        |        |        |        |        |        |        |        |        |
| 10 | 6            | 5            | 15           | 9         | 156           | 156         | 156         | 156         | 156         | 156         | 156    | 156    | 156    |        |        |        |        |        |        |        |        |        |        |        |        |        |
| 1998 |              |              |              |           |               |             |             |             |             |             |        |        |        |        |        |        |        |        |        |        |        |        |        |        |        |        |
| Stams | Predazzo     | Courchevel   | Hinterzarten | Hakuba    | Hakuba        | punkty      | punkty      | punkty      | punkty      | punkty      | punkty | punkty | punkty | punkty |        |        |        |        |        |        |        |        |        |        |        |        |
| 4 | 2            | 2            | 2            | -         | -             | 290         | 290         | 290         | 290         | 290         | 290    | 290    | 290    | 290    |        |        |        |        |        |        |        |        |        |        |        |        |
| 1999 |              |              |              |           |               |             |             |             |             |             |        |        |        |        |        |        |        |        |        |        |        |        |        |        |        |        |
| Hinterzarten | Courchevel   | Stams        | Hakuba       | Sapporo   | punkty        | punkty      | punkty      | punkty      | punkty      | punkty      | punkty | punkty | punkty |        |        |        |        |        |        |        |        |        |        |        |        |        |
| 2 | 4            | 5            | 2            | 7         | 291           | 291         | 291         | 291         | 291         | 291         | 291    | 291    | 291    |        |        |        |        |        |        |        |        |        |        |        |        |        |
| 2000 |              |              |              |           |               |             |             |             |             |             |        |        |        |        |        |        |        |        |        |        |        |        |        |        |        |        |
| Hinterzarten | Kuopio       | Villach      | Courchevel   | Hakuba    | Hakuba        | Sapporo     | Sapporo     | punkty      | punkty      | punkty      | punkty | punkty | punkty | punkty | punkty | punkty |        |        |        |        |        |        |        |        |        |        |
| 5 | 1            | 1            | 1            | 2         | 1             | 2           | 1           | 705         | 705         | 705         | 705    | 705    | 705    | 705    | 705    | 705    |        |        |        |        |        |        |        |        |        |        |
| 2001 |              |              |              |           |               |             |             |             |             |             |        |        |        |        |        |        |        |        |        |        |        |        |        |        |        |        |
| Hinterzarten | Hinterzarten | Courchevel   | Stams        | Sapporo   | Hakuba        | Hakuba      | punkty      | punkty      | punkty      | punkty      | punkty | punkty | punkty | punkty | punkty |        |        |        |        |        |        |        |        |        |        |        |
| 24 | 6            | 3            | 19           | -         | -             | -           | 119         | 119         | 119         | 119         | 119    | 119    | 119    | 119    | 119    |        |        |        |        |        |        |        |        |        |        |        |
| 2002 |              |              |              |           |               |             |             |             |             |             |        |        |        |        |        |        |        |        |        |        |        |        |        |        |        |        |
| Hinterzarten | Hinterzarten | Courchevel   | Lahti        | Lahti     | Innsbruck     | punkty      | punkty      | punkty      | punkty      | punkty      | punkty | punkty | punkty | punkty |        |        |        |        |        |        |        |        |        |        |        |        |
| 2 | 9            | 6            | 2            | 2         | 9             | 338         | 338         | 338         | 338         | 338         | 338    | 338    | 338    | 338    |        |        |        |        |        |        |        |        |        |        |        |        |
| 2003 |              |              |              |           |               |             |             |             |             |             |        |        |        |        |        |        |        |        |        |        |        |        |        |        |        |        |
| Hinterzarten | Courchevel   | Predazzo     | Innsbruck    | punkty    | punkty        | punkty      | punkty      | punkty      | punkty      | punkty      | punkty | punkty |        |        |        |        |        |        |        |        |        |        |        |        |        |        |
| 14 | 12           | 14           | 33           | 58        | 58            | 58          | 58          | 58          | 58          | 58          | 58     | 58     |        |        |        |        |        |        |        |        |        |        |        |        |        |        |
| 2004 |              |              |              |           |               |             |             |             |             |             |        |        |        |        |        |        |        |        |        |        |        |        |        |        |        |        |
| Hinterzarten | Courchevel   | Zakopane     | Predazzo     | Innsbruck | Hakuba        | Hakuba      | punkty      | punkty      | punkty      | punkty      | punkty | punkty | punkty | punkty | punkty |        |        |        |        |        |        |        |        |        |        |        |
| - | -            | -            | -            | 6         | -             | -           | 40          | 40          | 40          | 40          | 40     | 40     | 40     | 40     | 40     |        |        |        |        |        |        |        |        |        |        |        |
| 2005 |              |              |              |           |               |             |             |             |             |             |        |        |        |        |        |        |        |        |        |        |        |        |        |        |        |        |
| Hinterzarten | Einsiedeln   | Courchevel   | Zakopane     | Predazzo  | Bischofshofen | Hakuba      | Hakuba      | punkty      | punkty      | punkty      | punkty | punkty | punkty | punkty | punkty | punkty |        |        |        |        |        |        |        |        |        |        |
| 2 | -            | -            | -            | -         | -             | -           | -           | 80          | 80          | 80          | 80     | 80     | 80     | 80     | 80     | 80     |        |        |        |        |        |        |        |        |        |        |
| 2006 |              |              |              |           |               |             |             |             |             |             |        |        |        |        |        |        |        |        |        |        |        |        |        |        |        |        |
| Hinterzarten | Predazzo     | Einsiedeln   | Courchevel   | Zakopane  | Kranj         | Hakuba      | Hakuba      | Klingenthal | Oberhof     | punkty      | punkty | punkty | punkty | punkty | punkty | punkty | punkty | punkty |        |        |        |        |        |        |        |        |
| - | -            | -            | -            | -         | -             | -           | -           | 11          | 3           | 84          | 84     | 84     | 84     | 84     | 84     | 84     | 84     | 84     |        |        |        |        |        |        |        |        |
| 2007 |              |              |              |           |               |             |             |             |             |             |        |        |        |        |        |        |        |        |        |        |        |        |        |        |        |        |
| Hinterzarten | Courchevel   | Pragelato    | Einsiedeln   | Zakopane  | Zakopane      | Hakuba      | Hakuba      | Oberhof     | Klingenthal | punkty      | punkty | punkty | punkty | punkty | punkty | punkty | punkty | punkty |        |        |        |        |        |        |        |        |
| 10 | 10           | 8            | 36           | -         | -             | -           | -           | -           | -           | 84          | 84     | 84     | 84     | 84     | 84     | 84     | 84     | 84     |        |        |        |        |        |        |        |        |
| 2010 |              |              |              |           |               |             |             |             |             |             |        |        |        |        |        |        |        |        |        |        |        |        |        |        |        |        |
| Hinterzarten | Courchevel   | Einsiedeln   | Wisła        | Wisła     | Hakuba        | Hakuba      | Liberec     | Klingenthal | punkty      | punkty      | punkty | punkty | punkty | punkty | punkty | punkty | punkty |        |        |        |        |        |        |        |        |        |
| 34 | -            | -            | -            | -         | -             | -           | -           | -           | 0           | 0           | 0      | 0      | 0      | 0      | 0      | 0      | 0      |        |        |        |        |        |        |        |        |        |
| 2013 |              |              |              |           |               |             |             |             |             |             |        |        |        |        |        |        |        |        |        |        |        |        |        |        |        |        |
| Hinterzarten | Wisła        | Courchevel   | Einsiedeln   | Hakuba    | Hakuba        | Niżny Tagił | Niżny Tagił | Ałmaty      | Ałmaty      | Klingenthal | punkty |        |        |        |        |        |        |        |        |        |        |        |        |        |        |        |
| 7 | 27           | 15           | 6            | -         | -             | -           | -           | -           | -           | 3           | 156    |        |        |        |        |        |        |        |        |        |        |        |        |        |        |        |
| 2015 |              |              |              |           |               |             |             |             |             |             |        |        |        |        |        |        |        |        |        |        |        |        |        |        |        |        |
| Wisła | Hinterzarten | Courchevel   | Einsiedeln   | Hakuba    | Hakuba        | Czajkowskij | Czajkowskij | Ałmaty      | Ałmaty      | Hinzenbach  | punkty |        |        |        |        |        |        |        |        |        |        |        |        |        |        |        |
| 20 | -            | -            | -            | -         | -             | -           | -           | -           | -           | 33          | 11     |        |        |        |        |        |        |        |        |        |        |        |        |        |        |        |
| Legenda |              |              |              |           |               |             |             |             |             |             |        |        |        |        |        |        |        |        |        |        |        |        |        |        |        |        |
| 1 2 3 4-10 11-30 poniżej 30 dq – dyskwalifikacja q – zawodnik nie zakwalifikował się - – zawodnik nie wystartował |              |              |              |           |               |             |             |             |             |             |        |        |        |        |        |        |        |        |        |        |        |        |        |        |        |        |

### Miejsca w poszczególnych konkursach drużynowychLGP
| 1999                                | 1999 | 1999 | 1999 | 1999 | 1999 | 1999 | 1999 | Hinterzarten K95 | Hakuba K120        |
| 1999                                | 1999 | 1999 | 1999 | 1999 | 1999 | 1999 | 1999 | 4                | 4                  |
| 2000                                | 2000 | 2000 | 2000 | 2000 | 2000 | 2000 | 2000 | 2000             | Hinterzarten K95   |
| 2000                                | 2000 | 2000 | 2000 | 2000 | 2000 | 2000 | 2000 | 2000             | 1                  |
| Legenda (do sezonu 2000)            |      |      |      |      |      |      |      |                  |                    |
| 1 2 3 4-6 poniżej 6 - – brak startu |      |      |      |      |      |      |      |                  |                    |
| 2003                                | 2003 | 2003 | 2003 | 2003 | 2003 | 2003 | 2003 | 2003             | Hinterzarten K95   |
| 2003                                | 2003 | 2003 | 2003 | 2003 | 2003 | 2003 | 2003 | 2003             | 2                  |
| 2005                                | 2005 | 2005 | 2005 | 2005 | 2005 | 2005 | 2005 | 2005             | Hinterzarten HS108 |
| 2005                                | 2005 | 2005 | 2005 | 2005 | 2005 | 2005 | 2005 | 2005             | 2                  |
| 2007                                | 2007 | 2007 | 2007 | 2007 | 2007 | 2007 | 2007 | 2007             | Hinterzarten HS108 |
| 2007                                | 2007 | 2007 | 2007 | 2007 | 2007 | 2007 | 2007 | 2007             | 2                  |
| 2010                                | 2010 | 2010 | 2010 | 2010 | 2010 | 2010 | 2010 | 2010             | Hinterzarten HS108 |
| 2010                                | 2010 | 2010 | 2010 | 2010 | 2010 | 2010 | 2010 | 2010             | 5                  |
| 2015                                | 2015 | 2015 | 2015 | 2015 | 2015 | 2015 | 2015 | Wisła HS134      | Hinterzarten HS108 |
| 2015                                | 2015 | 2015 | 2015 | 2015 | 2015 | 2015 | 2015 | 7                | 5                  |
| Legenda                             |      |      |      |      |      |      |      |                  |                    |
| 1 2 3 4-8 poniżej 8 - – brak startu |      |      |      |      |      |      |      |                  |                    |

### Turniej Czterech Narodów

#### Miejsca w klasyfikacji generalnej
| Sezon | Miejsce | Źr.     |
| ----- | ------- | ------- |
| 2007  | 13.     | [ 117 ] |
| 2010  | 60.     | [ 118 ] |

## Puchar Kontynentalny

### Miejsca w klasyfikacji generalnej
| Sezon     | Miejsce |
| --------- | ------- |
| 1993/1994 | 125.    |
| 1994/1995 | 47.     |
| 1996/1997 | 151.    |
| 1997/1998 | 70.     |
| 2014/2015 | 67.     |

### Zwycięstwa w konkursach PK chronologicznie
| Nr | Dzień    | Rok  | Miejscowość | Skocznia   | Punkt K | Skok 1 | Skok 2 | Nota      |
| -- | -------- | ---- | ----------- | ---------- | ------- | ------ | ------ | --------- |
| 1. | 29 marca | 1998 | Rovaniemi   | Ounasvaara | K-90    | 90,0 m | 93,0 m | 239,0 pkt |

### Miejsca na podium w konkursach PK
| Lp. | Dzień      | Rok  | Miejscowość | Skocznia     | Punkt K | HS     | Skok 1  | Skok 2  | Nota      | Miejsce | Strata   | Zwycięzca             |
| --- | ---------- | ---- | ----------- | ------------ | ------- | ------ | ------- | ------- | --------- | ------- | -------- | --------------------- |
| 1.  | 18 grudnia | 1994 | Lahti       | Salpausselkä | K-90    | –      | 92,5 m  | 91,5 m  | 244,5 pkt | 2.      | 12,0 pkt | Kazuyoshi Funaki      |
| 2.  | 29 marca   | 1998 | Rovaniemi   | Ounasvaara   | K-90    | –      | 90,0 m  | 93,0 m  | 239,0 pkt | 1.      | –        | –                     |
| 3.  | 14 lutego  | 2015 | Lahti       | Salpausselkä | K-116   | HS-130 | 126,0 m | 124,5 m | 263,6 pkt | 3.      | 3,8 pkt  | Halvor Egner Granerud |

### Miejsca w poszczególnych konkursachPucharu Kontynentalnego
| Sezon 1993/1994                                                               |             |                        |                 |                        |                        |             |               |               |               |               |               |                |                |                  |                     |                |                     |                     |                        |                        |                        |                        |               |                   |                   |               |                     |                     |               |               |               |               |            |            |           |           |           |           |           |            |            |           |           |        |            |            |           |        |        |        |        |        |        |        |        |        |        |        |        |        |        |        |        |        |        |        |        |        |        |        |        |        |        |        |        |        |        |        |        |        |        |        |        |        |        |
| Lillehammer                                                                   | Lillehammer | Oberwiesenthal         | Lauscha         | Wörgl                  | Sankt Moritz           | Sankt Aegyd | Gallio        | Sapporo       | Sapporo       | Willingen     | Willingen     | Ironwood       | Ironwood       | Ruhpolding       | Saalfelden          | Planica        | Iron Mountain       | Iron Mountain       | Ishpeming              | Schönwald              | Titisee-Neustadt       | Calgary                | Calgary       | Zaō               | Zakopane          | Zakopane      | Szczyrbskie Jezioro | Szczyrbskie Jezioro | Sprova        | Sprova        | Ruka          | Rovaniemi     | punkty     | punkty     | punkty    | punkty    | punkty    | punkty    | punkty    | punkty     | punkty     | punkty    | punkty    | punkty | punkty     | punkty     | punkty    | punkty | punkty | punkty | punkty | punkty | punkty | punkty | punkty | punkty | punkty | punkty | punkty | punkty | punkty | punkty | punkty | punkty | punkty | punkty | punkty | punkty | punkty | punkty | punkty | punkty |        |        |        |        |        |        |        |        |        |        |        |        |        |
| 6                                                                             | 25          | -                      | -               | -                      | -                      | -           | -             | -             | -             | -             | -             | -              | -              | -                | -                   | -              | -                   | -                   | -                      | -                      | -                      | -                      | -             | -                 | -                 | -             | -                   | -                   | -             | -             | -             | -             | 46         | 46         | 46        | 46        | 46        | 46        | 46        | 46         | 46         | 46        | 46        | 46     | 46         | 46         | 46        | 46     | 46     | 46     | 46     | 46     | 46     | 46     | 46     | 46     | 46     | 46     | 46     | 46     | 46     | 46     | 46     | 46     | 46     | 46     | 46     | 46     | 46     | 46     | 46     | 46     |        |        |        |        |        |        |        |        |        |        |        |        |        |
| Sezon 1994/1995                                                               |             |                        |                 |                        |                        |             |               |               |               |               |               |                |                |                  |                     |                |                     |                     |                        |                        |                        |                        |               |                   |                   |               |                     |                     |               |               |               |               |            |            |           |           |           |           |           |            |            |           |           |        |            |            |           |        |        |        |        |        |        |        |        |        |        |        |        |        |        |        |        |        |        |        |        |        |        |        |        |        |        |        |        |        |        |        |        |        |        |        |        |        |        |
| Lillehammer                                                                   | Lillehammer | Jyväskylä              | Lahti           | Lahti                  | Sankt Moritz           | Lake Placid | Lake Placid   | Planica       | Planica       | Sapporo       | Sapporo       | Sapporo        | Courchevel     | Courchevel       | Szczyrbskie Jezioro | Zakopane       | Zakopane            | Gallio              | Gallio                 | Liberec                | Liberec                | Reit im Winkl          | Saalfelden    | Ruhpolding        | Westby            | Iron Mountain | Ishpeming           | Sapporo             | Zaō           | Zaō           | Schönwald     | Schönwald     | Sprova     | Sprova     | Ruka      | Gällivare | Rovaniemi | Rovaniemi | punkty    | punkty     | punkty     | punkty    | punkty    | punkty | punkty     | punkty     | punkty    | punkty | punkty | punkty | punkty | punkty | punkty | punkty | punkty | punkty | punkty | punkty | punkty | punkty | punkty | punkty | punkty | punkty | punkty | punkty | punkty | punkty | punkty | punkty | punkty | punkty | punkty | punkty | punkty | punkty | punkty | punkty |        |        |        |        |        |        |        |
| -                                                                             | -           | 51                     | 4               | 2                      | -                      | -           | -             | -             | -             | -             | -             | -              | -              | -                | -                   | -              | -                   | -                   | -                      | -                      | -                      | -                      | -             | -                 | -                 | -             | -                   | -                   | -             | -             | -             | -             | -          | -          | 4         | -         | -         | -         | 180       | 180        | 180        | 180       | 180       | 180    | 180        | 180        | 180       | 180    | 180    | 180    | 180    | 180    | 180    | 180    | 180    | 180    | 180    | 180    | 180    | 180    | 180    | 180    | 180    | 180    | 180    | 180    | 180    | 180    | 180    | 180    | 180    | 180    | 180    | 180    | 180    | 180    | 180    | 180    |        |        |        |        |        |        |        |
| Sezon 1996/1997                                                               |             |                        |                 |                        |                        |             |               |               |               |               |               |                |                |                  |                     |                |                     |                     |                        |                        |                        |                        |               |                   |                   |               |                     |                     |               |               |               |               |            |            |           |           |           |           |           |            |            |           |           |        |            |            |           |        |        |        |        |        |        |        |        |        |        |        |        |        |        |        |        |        |        |        |        |        |        |        |        |        |        |        |        |        |        |        |        |        |        |        |        |        |        |
| Courchevel                                                                    | Zakopane    | Frenštát pod Radhoštěm | Hakuba          | Hakuba                 | Muju                   | Muju        | Chaux-Neuve   | Chaux-Neuve   | Brotterode    | Lauscha       | Sankt Moritz  | Lake Placid    | Lake Placid    | Ramsau           | Villach             | Planica        | Sapporo             | Sapporo             | Sapporo                | Oberhof                | Oberhof                | Szczyrbskie Jezioro    | Zakopane      | Reit im Winkl     | Westby            | Westby        | Saalfelden          | Ruhpolding          | Iron Mountain | Iron Mountain | Ishpeming     | Ishpeming     | Sapporo    | Braunlage  | Braunlage | Zaō       | Zaō       | Vikersund | Vikersund | Courchevel | Courchevel | Harrachov | Harrachov | Ruka   | Rovaniemi  | punkty     | punkty    | punkty | punkty | punkty | punkty | punkty | punkty | punkty | punkty | punkty | punkty | punkty | punkty | punkty | punkty | punkty | punkty | punkty | punkty | punkty | punkty | punkty | punkty | punkty | punkty | punkty | punkty | punkty | punkty | punkty | punkty | punkty | punkty | punkty | punkty | punkty | punkty | punkty | punkty |
| -                                                                             | -           | -                      | -               | -                      | -                      | -           | -             | -             | -             | -             | -             | -              | -              | -                | -                   | -              | -                   | -                   | -                      | -                      | -                      | -                      | -             | -                 | -                 | -             | -                   | -                   | -             | -             | -             | -             | -          | -          | -         | -         | -         | -         | -         | -          | -          | -         | -         | -      | 5          | 45         | 45        | 45     | 45     | 45     | 45     | 45     | 45     | 45     | 45     | 45     | 45     | 45     | 45     | 45     | 45     | 45     | 45     | 45     | 45     | 45     | 45     | 45     | 45     | 45     | 45     | 45     | 45     | 45     | 45     | 45     | 45     | 45     | 45     | 45     | 45     | 45     | 45     | 45     | 45     |
| Sezon 1997/1998                                                               |             |                        |                 |                        |                        |             |               |               |               |               |               |                |                |                  |                     |                |                     |                     |                        |                        |                        |                        |               |                   |                   |               |                     |                     |               |               |               |               |            |            |           |           |           |           |           |            |            |           |           |        |            |            |           |        |        |        |        |        |        |        |        |        |        |        |        |        |        |        |        |        |        |        |        |        |        |        |        |        |        |        |        |        |        |        |        |        |        |        |        |        |        |
| Velenje                                                                       | Rælingen    | Zakopane               | Zakopane        | Frenštát pod Radhoštěm | Frenštát pod Radhoštěm | Oberhof     | Oberhof       | Hakuba        | Hakuba        | Chamonix      | Chamonix      | Lahti          | Lahti          | Lahti            | Oberwiesenthal      | Oberwiesenthal | Sankt Moritz        | Sapporo             | Sapporo                | Sapporo                | Garmisch-Partenkirchen | Garmisch-Partenkirchen | Liberec       | Liberec           | Villach           | Westby        | Westby              | Planica             | Planica       | Reit im Winkl | Iron Mountain | Iron Mountain | Saalfelden | Ruhpolding | Oslo      | Willingen | Willingen | Ishpeming | Ishpeming | Schönwald  | Schönwald  | Sapporo   | Zaō       | Zaō    | Courchevel | Courchevel | Rovaniemi | Ruka   | Ruka   | punkty |        |        |        |        |        |        |        |        |        |        |        |        |        |        |        |        |        |        |        |        |        |        |        |        |        |        |        |        |        |        |        |        |        |        |        |
| -                                                                             | -           | -                      | -               | -                      | -                      | -           | -             | 14            | 4             | -             | -             | -              | -              | -                | -                   | -              | -                   | -                   | -                      | -                      | -                      | -                      | -             | -                 | -                 | -             | -                   | -                   | -             | -             | -             | -             | -          | -          | -         | -         | -         | -         | -         | -          | -          | -         | -         | -      | -          | -          | 1         | -      | -      | 168    |        |        |        |        |        |        |        |        |        |        |        |        |        |        |        |        |        |        |        |        |        |        |        |        |        |        |        |        |        |        |        |        |        |        |        |
| Sezon 2014/2015                                                               |             |                        |                 |                        |                        |             |               |               |               |               |               |                |                |                  |                     |                |                     |                     |                        |                        |                        |                        |               |                   |                   |               |                     |                     |               |               |               |               |            |            |           |           |           |           |           |            |            |           |           |        |            |            |           |        |        |        |        |        |        |        |        |        |        |        |        |        |        |        |        |        |        |        |        |        |        |        |        |        |        |        |        |        |        |        |        |        |        |        |        |        |        |
| Rena HS111                                                                    | Rena HS139  | Rena HS139             | Engelberg HS137 | Engelberg HS137        | Wisła HS134            | Wisła HS134 | Sapporo HS100 | Sapporo HS134 | Sapporo HS134 | Planica HS139 | Planica HS139 | Zakopane HS134 | Zakopane HS134 | Brotterode HS117 | Lahti HS130         | Lahti HS130    | Iron Mountain HS133 | Iron Mountain HS133 | Titisee-Neustadt HS142 | Titisee-Neustadt HS142 | Titisee-Neustadt HS142 | Seefeld HS109          | Seefeld HS109 | Niżny Tagił HS134 | Niżny Tagił HS134 | punkty        | punkty              | punkty              | punkty        | punkty        | punkty        | punkty        | punkty     | punkty     | punkty    | punkty    | punkty    | punkty    | punkty    | punkty     | punkty     | punkty    | punkty    | punkty | punkty     | punkty     | punkty    | punkty | punkty | punkty | punkty | punkty | punkty | punkty | punkty | punkty | punkty | punkty | punkty | punkty | punkty | punkty | punkty | punkty | punkty |        |        |        |        |        |        |        |        |        |        |        |        |        |        |        |        |        |        |        |        |
| -                                                                             | -           | -                      | -               | -                      | -                      | -           | -             | -             | -             | -             | -             | -              | -              | -                | 3                   | -              | -                   | -                   | -                      | -                      | -                      | -                      | -             | -                 | -                 | 60            | 60                  | 60                  | 60            | 60            | 60            | 60            | 60         | 60         | 60        | 60        | 60        | 60        | 60        | 60         | 60         | 60        | 60        | 60     | 60         | 60         | 60        | 60     | 60     | 60     | 60     | 60     | 60     | 60     | 60     | 60     | 60     | 60     | 60     | 60     | 60     | 60     | 60     | 60     | 60     |        |        |        |        |        |        |        |        |        |        |        |        |        |        |        |        |        |        |        |        |
| Legenda                                                                       |             |                        |                 |                        |                        |             |               |               |               |               |               |                |                |                  |                     |                |                     |                     |                        |                        |                        |                        |               |                   |                   |               |                     |                     |               |               |               |               |            |            |           |           |           |           |           |            |            |           |           |        |            |            |           |        |        |        |        |        |        |        |        |        |        |        |        |        |        |        |        |        |        |        |        |        |        |        |        |        |        |        |        |        |        |        |        |        |        |        |        |        |        |
| 1 2 3 4-10 11-30 poniżej 30 dq – dyskwalifikacja - – zawodnik nie wystartował |             |                        |                 |                        |                        |             |               |               |               |               |               |                |                |                  |                     |                |                     |                     |                        |                        |                        |                        |               |                   |                   |               |                     |                     |               |               |               |               |            |            |           |           |           |           |           |            |            |           |           |        |            |            |           |        |        |        |        |        |        |        |        |        |        |        |        |        |        |        |        |        |        |        |        |        |        |        |        |        |        |        |        |        |        |        |        |        |        |        |        |        |        |

## Mistrzostwa Finlandii do lat szesnastu
- 1991/1992 – 1. miejsce (ind.)[120]
- 1992/1993 – 1. miejsce (ind.)[120]

## Zimowe mistrzostwa Finlandii seniorów

### Indywidualnie
- 1994/1995 – 1. miejsce (K-120)[120]
- 1995/1996 – 2. miejsce (K-120)[120]
- 1996/1997 – 1. miejsce (K-90)[120]
- 1997/1998 – 1. miejsce (K-120), 2. miejsce (K-90)[120]
- 1998/1999 – 1. miejsce (K-116)[120]
- 1999/2000 – 1. miejsce (K-120)[120]
- 2000/2001 – 1. miejsce (K-90), 3. miejsce (K-120)[120]
- 2001/2002 – 3. miejsce (K-116), 1. miejsce (K-90)[120]
- 2002/2003 – 3. miejsce (K-120), 8. miejsce (K-90)[121][122]
- 2003/2004 – 3. miejsce (K-120), 1. miejsce (K-90)[123][124]
- 2005/2006 – 1. miejsce (K-90), 3. miejsce (K-120)[125][126]
- 2006/2007 – 1. miejsce (K-120)[127]
- 2007/2008 – 1. miejsce (K-120)[128]
- 2009/2010 – 2. miejsce (K-90)[129]
- 2021/2022 - 3. miejsce (K-116)[130][131]

### Drużynowo
- 2000/2001 – 2. miejsce (K-90), 2. miejsce (K-116)[120]
- 2001/2002 – 1. miejsce (K-90)[120]
- 2003/2004 – 2. miejsce (K-90)[132]

## Letnie mistrzostwa Finlandii (od 2002)
- 2002/2003 – 1. miejsce (ind.)[133]
- 2003/2004 – 15. miejsce (ind.)[134]
- 2005/2006 – 1. miejsce (ind.)[135]
- 2006/2007 – 1. miejsce (druż.)[136]
- 2007/2008 – 2. miejsce (ind.), 1. miejsce (druż.)[137][138]
- 2009/2010 – 1. miejsce (ind.), 1. miejsce (druż.)[139][140]

## Rekordy skoczni
| Data             | Miejsce                | Skocznia             | Punkt K | HS     | Rekord  | Uwagi              | Źródło  |
| ---------------- | ---------------------- | -------------------- | ------- | ------ | ------- | ------------------ | ------- |
| 1 stycznia 1995  | Garmisch-Partenkirchen | Große Olympiaschanze | K-107   | –      | 114 m   |                    | [ 141 ] |
| 19 lutego 1995   | Vikersund              | Vikersundbakken      | K-175   | –      | 187 m   |                    | [ 142 ] |
| 8 lutego 1996    | Bad Mitterndorf        | Kulm                 | K-180   | –      | 200 m   |                    | [ 143 ] |
| 1996             | Oberwiesenthal         | Fichtelbergschanzen  | K-95    | –      | 99 m    | rekord letni       | [ 144 ] |
| 28 marca 1998    | Rovaniemi              | Ounasvaara           | K-90    | –      | 100,5 m |                    | [ 145 ] |
| 4 marca 2000     | Lahti                  | Salpausselkä         | K-90    | –      | 98,5 m  |                    | [ 146 ] |
| 13 sierpnia 2000 | Courchevel             | Tremplin Le Praz     | K-120   | –      | 133,5 m |                    | [ 147 ] |
| 11 stycznia 2004 | Liberec                | Ještěd               | K-120   | –      | 139 m   | wyrównanie rekordu | [ 148 ] |
| 9 stycznia 2005  | Willingen              | Mühlenkopfschanze    | K-130   | HS-145 | 152 m   |                    | [ 149 ] |
| 11 marca 2005    | Lillehammer            | Lysgårdsbakken       | K-120   | HS-138 | 137 m   |                    | [ 150 ] |
| 29 września 2006 | Klingenthal            | Vogtland Arena       | K-125   | HS-140 | 134 m   | oficjalny, letni   | [ 151 ] |
| 30 września 2006 | Klingenthal            | Vogtland Arena       | K-125   | HS-140 | 135,5 m | oficjalny, letni   | [ 151 ] |
| 11 stycznia 2007 | Vikersund              | Vikersundbakken      | K-185   | HS-207 | 212,5 m |                    | [ 142 ] |
| 1 sierpnia 2007  | Vuokatti               | Hyppyrimäki          | K-90    | HS-100 | 103,5 m |                    | [ 152 ] |
| 1 stycznia 2008  | Garmisch-Partenkirchen | Große Olympiaschanze | K-125   | HS-140 | 139 m   |                    | [ 141 ] |